# Географія Кіпру
Кіпр — західноазійська країна на однойменному острові у Східному Середземномор'ї, що лежить на перехресті торговельних шляхів між Європою, Африкою й Близьким Сходом . Загальна площа країни 9251 км² (171-ше місце у світі), з яких на суходіл припадає 9241 км², а на поверхню внутрішніх вод — 10 км². Площа країни вполовину менша за площу Рівненської області України. За площею це третій острів у Середземному морі після Сицилії та Сардинії. Фактично острів розділений між 3 державами: на півночі 36,27 % (3355 км²) території контролює невизнана держава Турецька Республіка Північного Кіпру, на півдні 57,6 % території контролює Республіка Кіпр, між ними буферна зона (3,7 % території острова) під контролем ООН, 2,74 % території на півдні займають військові бази Великої Британії — Акротирі і Декелія. Клімат субтропічний середземноморського типу з посушливим спекотним літом і дощовою зимою . Річок небагато, вони короткі й порожисті, влітку пересихають . Створені численні штучні водосховища. Схили гір вкривають вічнозелені широколистяні ксерофітні ліси з домішкою хвойних порід. Тваринний світ збіднілий, багато різноманітних перелітних птахів, що зупиняються на солоних озерах, різних плазунів . Окремі лісові масиви, парки, озера, узбережжя узяті під охорону держави. Ведеться рекультивація гірничих відвалів .

## Назва
Офіційна назва — Республіка Кіпр, Кіпр (грец. Kypriaki Dimokratia, Κύπρος; тур. Kibris Cumhuriyeti, Kibris). Назва країни походить від назви однойменного острова на якому вона розташовується. Назву ж острова Кіпр (грец. Κύπρος; тур. Kıbrıs) часто виводять від етеокіпрського слова мідь (дав.-гр. Κύπρος), яку видобували тут вже в III столітті до н. е.. Проте сама антична назва мідної руди, яку вивозили з острова, вказує на своє походження — лат. Aes cyprium, тобто руда з Кіпру. Тому скоріш за все вірною є версія перекладу назви острова як «Землі кипарисів» (дав.-гр. κυπαρίσσι), або хна (κύπρος). Острів Кіпр згадується в поемі «Іліада» Гомера, як земля, де богиня краси Афродіта вийшла на землю з піни морської. За місцем «народження» її прозвали Афродіта Кіприда. Хетти, фінікійці, ассирійці, перси встановлювали свою владу на острові, називаючи його «Країною, де сонце заходить».

## Історія дослідження території

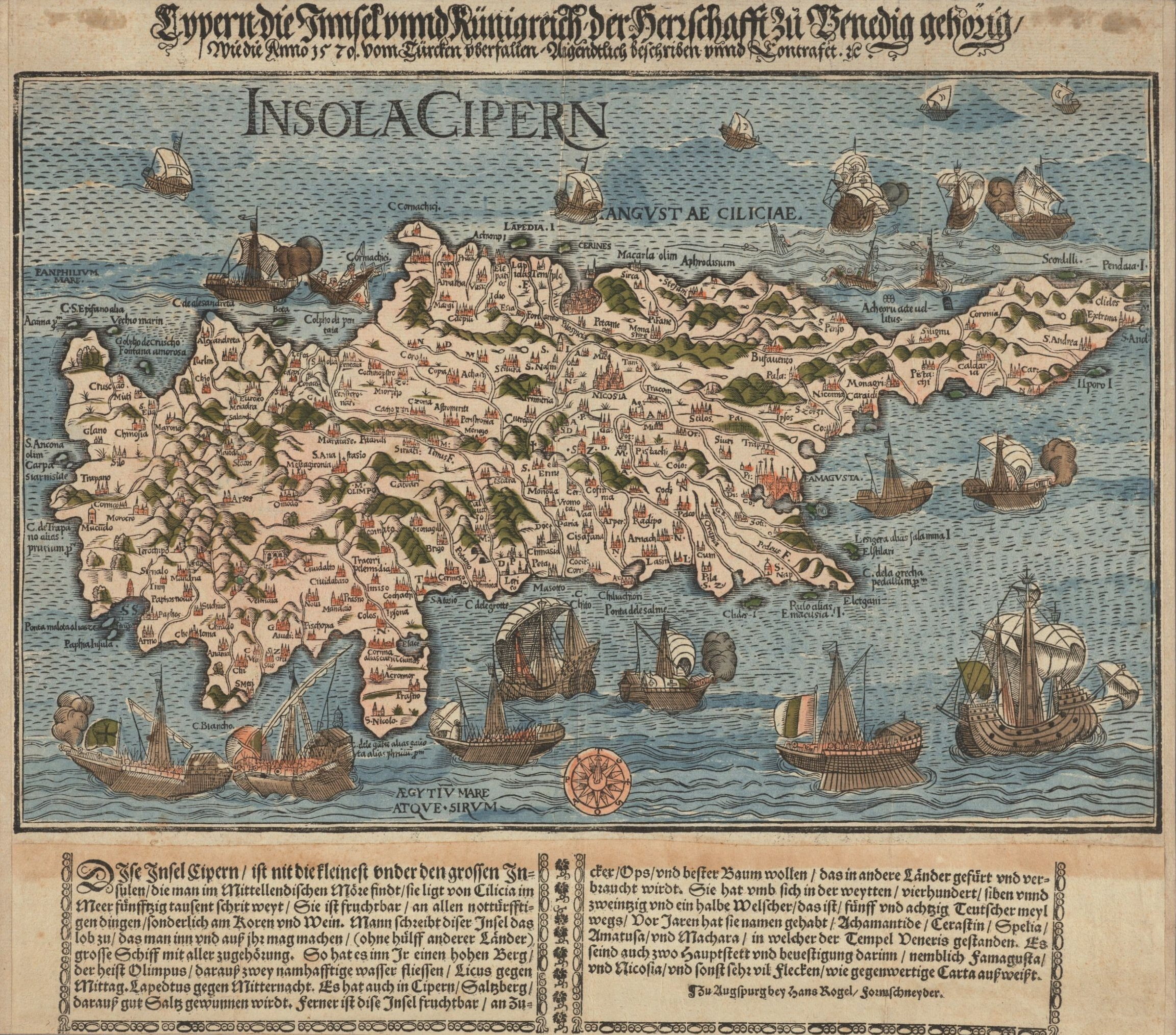
Кіпр на карті Ганса Рогеля, 1570 рік

## Географічне положення
Кіпр займає стратегічне положення в східному Середземномор'ї на перехресті міжнародних повітряних і морських шляхів. Острів омивається водами Середземного моря. Загальна довжина морського узбережжя 648 км. Історично води на північ від острова звуться Кілікійським (турки звуть його Білим), води на схід — Левантійським, а води на південь і захід — Кіпрським морем. Острів витягнутий з південного заходу на північний схід на 230 км, максимальна ширина з півночі на південь 95 км. Загалом профіль острова схожий на ящірку, хвостом якої є півострів Карпасос, що дивиться у бік затоки Іскендерун, а лапами чотири інші півострови й миси (Греко, Акротирі, Кормакітіс, Акамас). В античні часи обриси острова порівнювали зі шкурою бика. Країни-сусіди: на півночі — Туреччина (65 км морем); на сході — Сирія, Ліван, Ізраїль — (110 км морем); на півдні Єгипет — (400 км морем); на заході — острови Греції Родос і Карпасос (800 км морем до материкової Греції). Загальна довжина державного кордону — 156 км, країна межує з територіями суверенних військових баз Великої Британії — Акротирі (48 км) і Декелія (108 км).

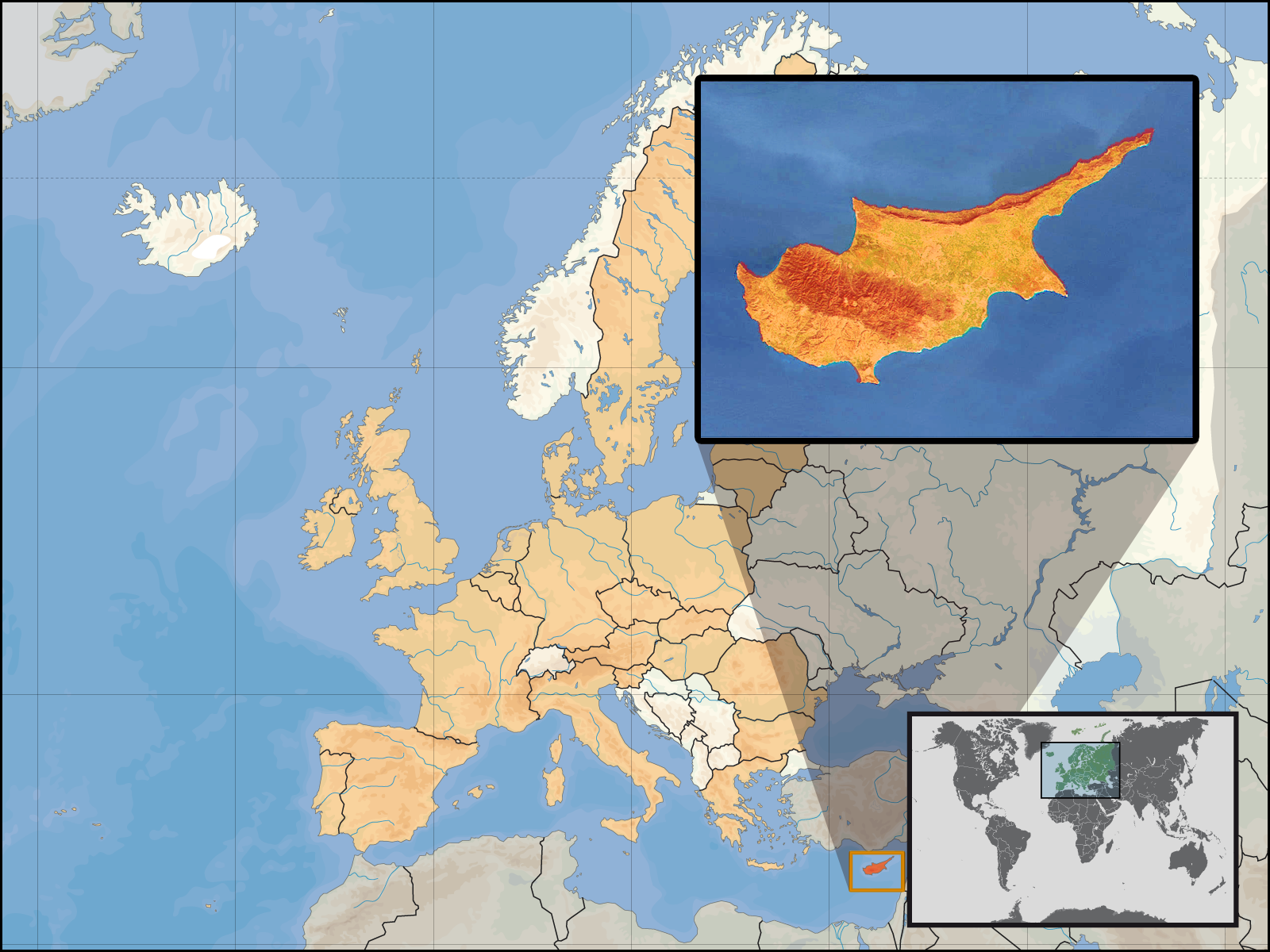
Кіпр на карті Європейського Союзу
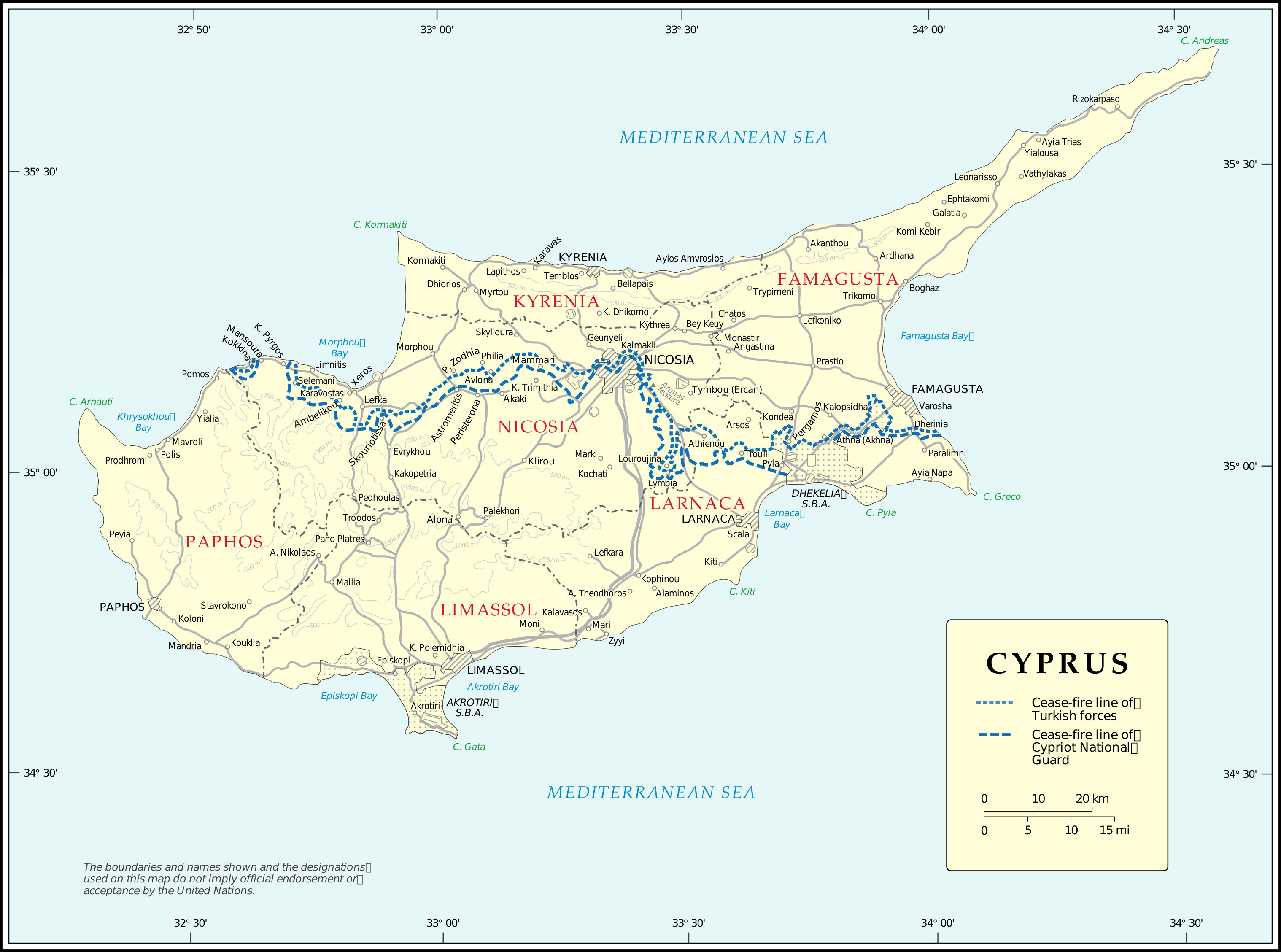
Карта Кіпру від ООН (англ.)

Згідно з Конвенцією Організації Об'єднаних Націй з морського права (UNCLOS) 1982 року, протяжність територіальних вод країни встановлено в 12 морських миль (22,2 км). Прилегла зона, що примикає до територіальних вод, в якій держава може здійснювати контроль необхідний для запобігання порушень митних, фіскальних, імміграційних або санітарних законів простягається на 24 морські милі (44,4 км) від узбережжя (стаття 33). Континентальний шельф — до глибин 200 м.

### Крайні пункти
| мис Апостолос-Андреас мис Гата мис Арнауті гора Олімбосclass=notpageimage\| Крайні точки Кіпру |

Кіпр лежить між 35°41′42′′ і 34°33′58′′ північної широти, 32°16′00′′ і 34°35′12′′ східної довготи.
Крайні пункти:
- північна й одночасно східна точка — мис Апостола Андрія (грец. Ακρωτήριο Αποστόλου Ανδρέα) 35°41′42″ пн. ш. 34°35′12″ сх. д. / 35.69500° пн. ш. 34.58667° сх. д.;
- південна точка — мис Гата (грец. Κάβο Γάτα) 34°33′58″ пн. ш. 33°1′44″ сх. д. / 34.56611° пн. ш. 33.02889° сх. д.;
- західна точка — мис Арнауті (Акамас) (грец. Αρναούτης) 35°3′0″ пн. ш. 32°16′0″ сх. д. / 35.05000° пн. ш. 32.26667° сх. д..

З урахуванням прибережних острівців крайньою північною і східною точкою Кіпру будуть острови Клідес (грец. Κλείδες) 35°43′ пн. ш. 34°36′ сх. д. / 35.717° пн. ш. 34.600° сх. д., поблизу мису Апостолос-Андреас.

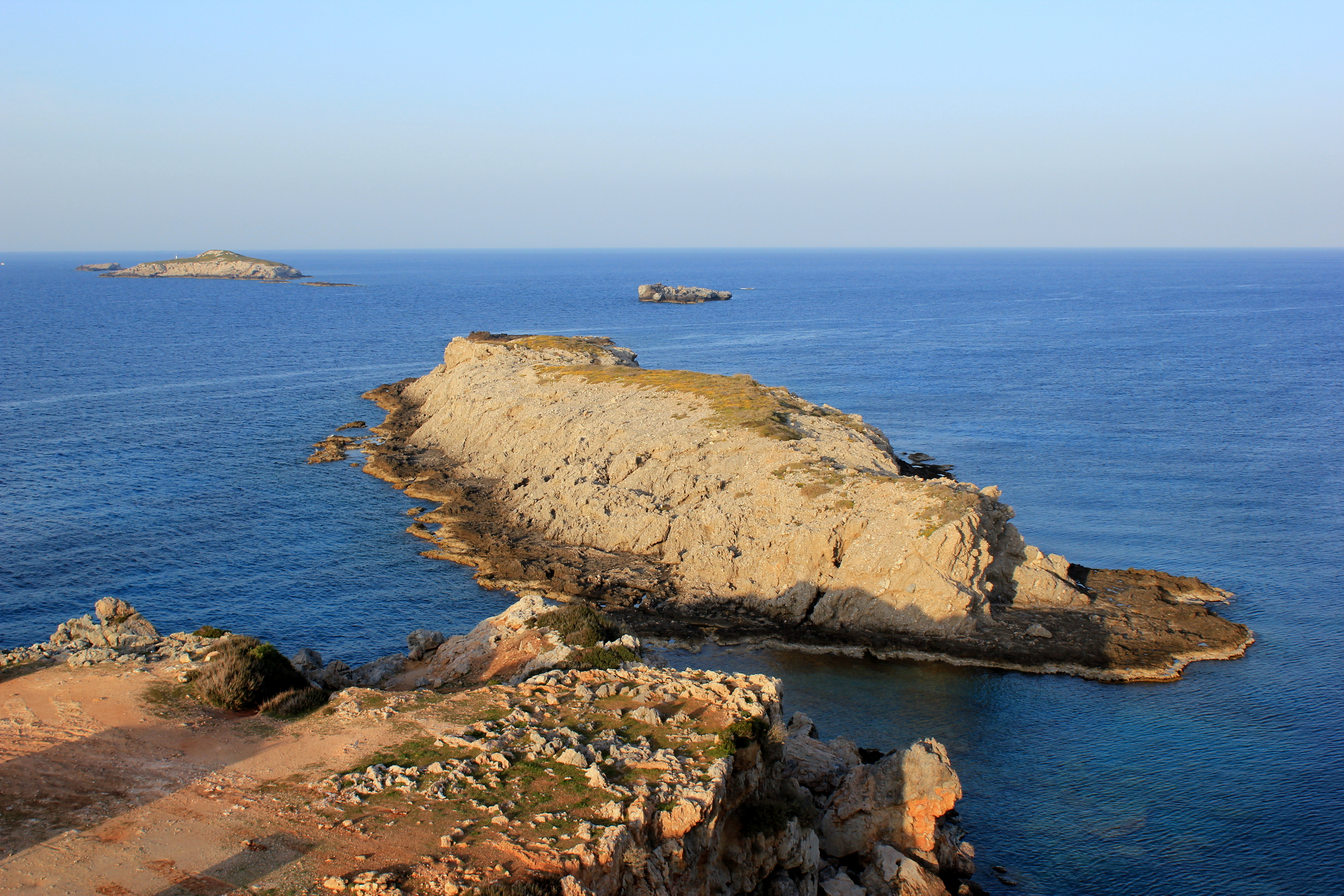
Мис Апостола Андрія і острови Клідес
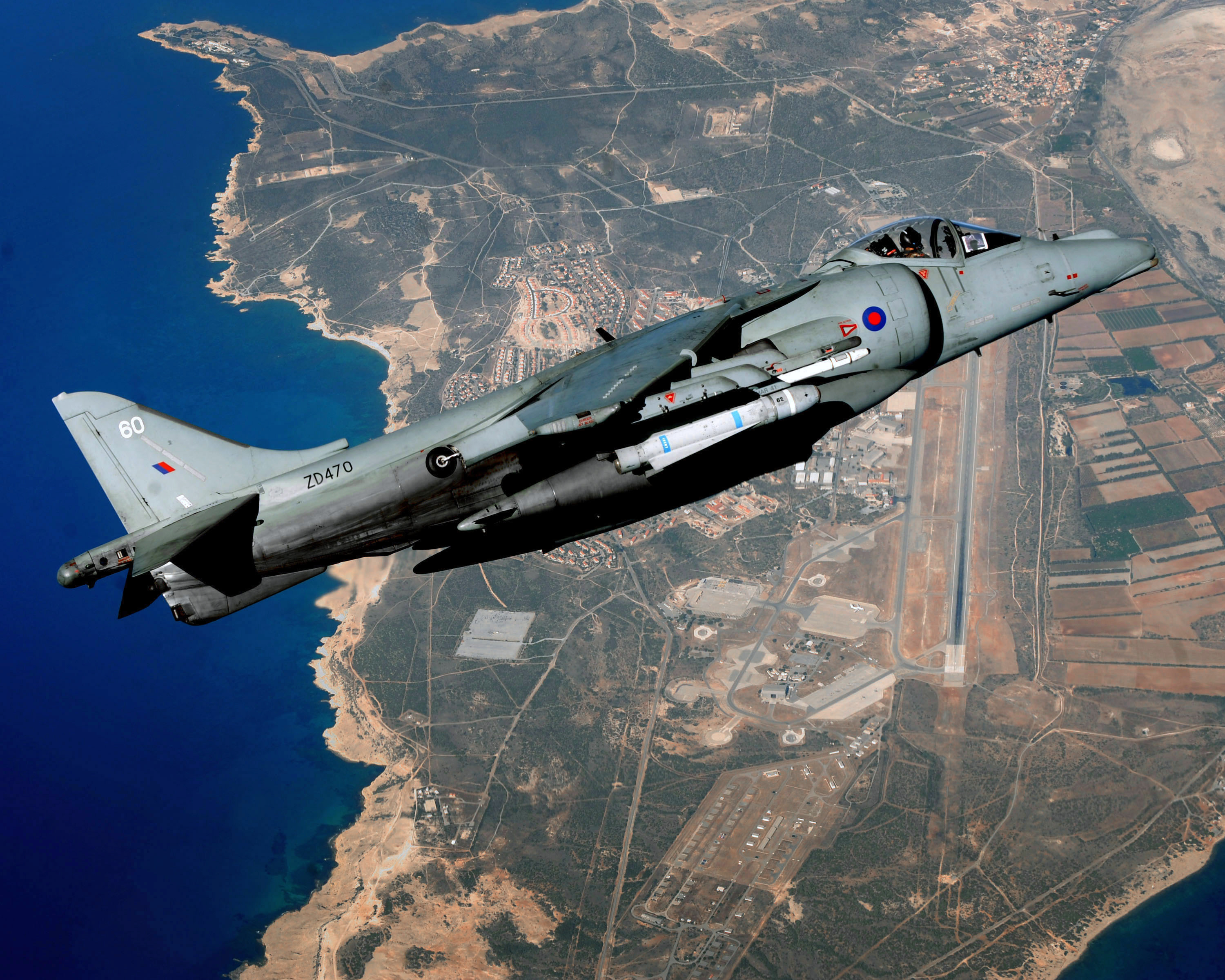
Півострів Акротирі (мис Гата внизу, поза фото)
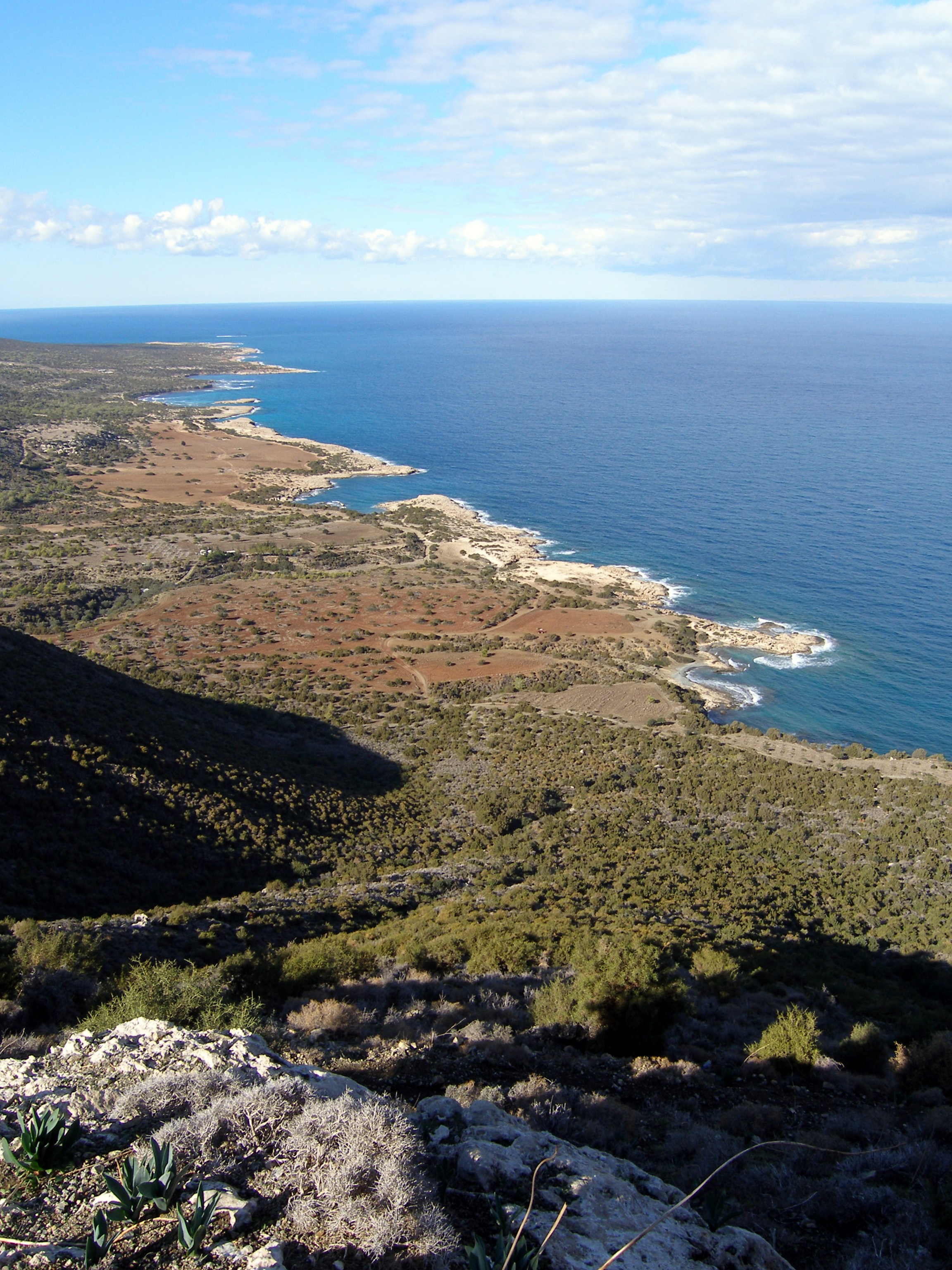
Мис Арнауті (Акамас)
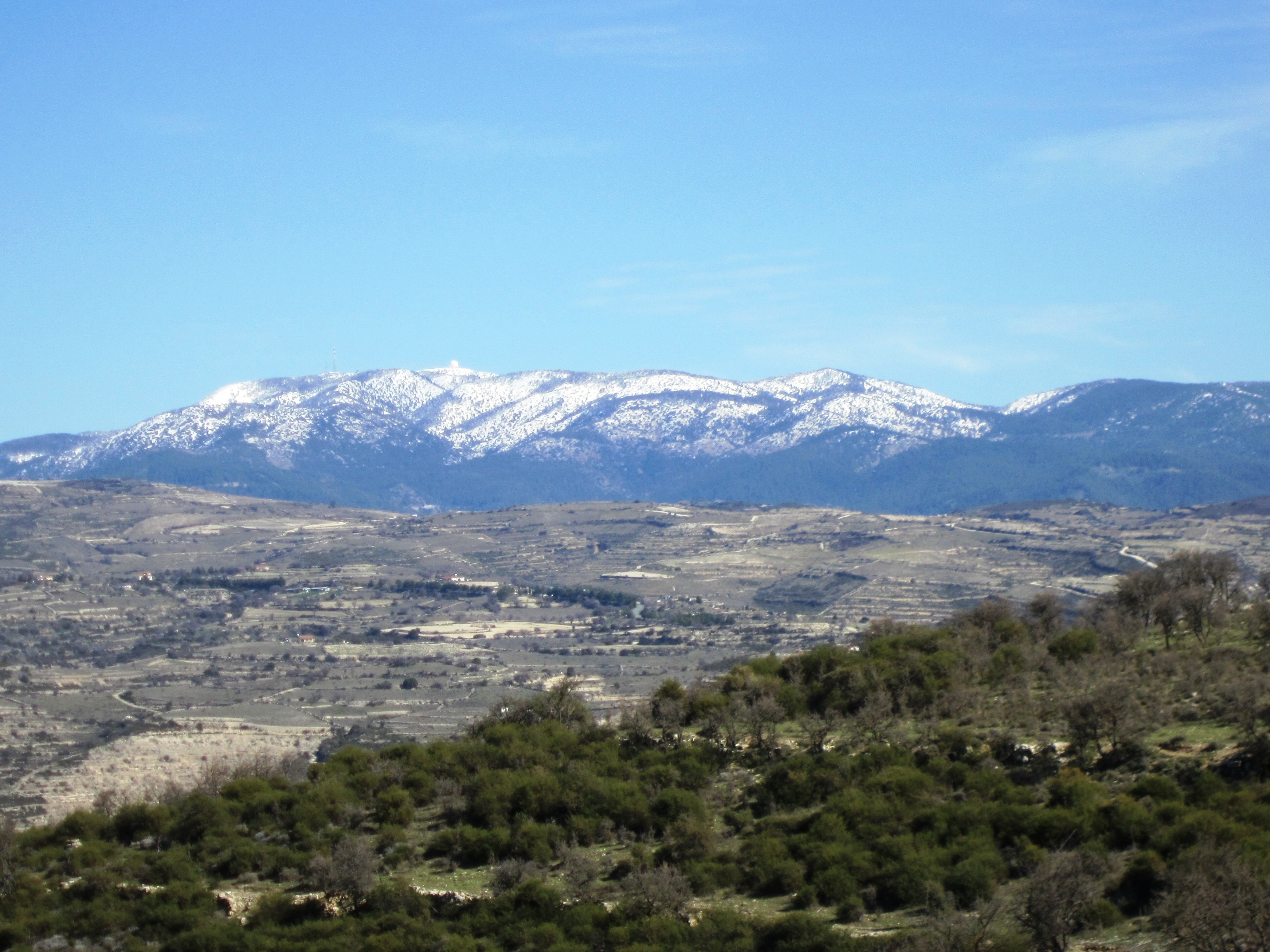
Гора Олімбос взимку
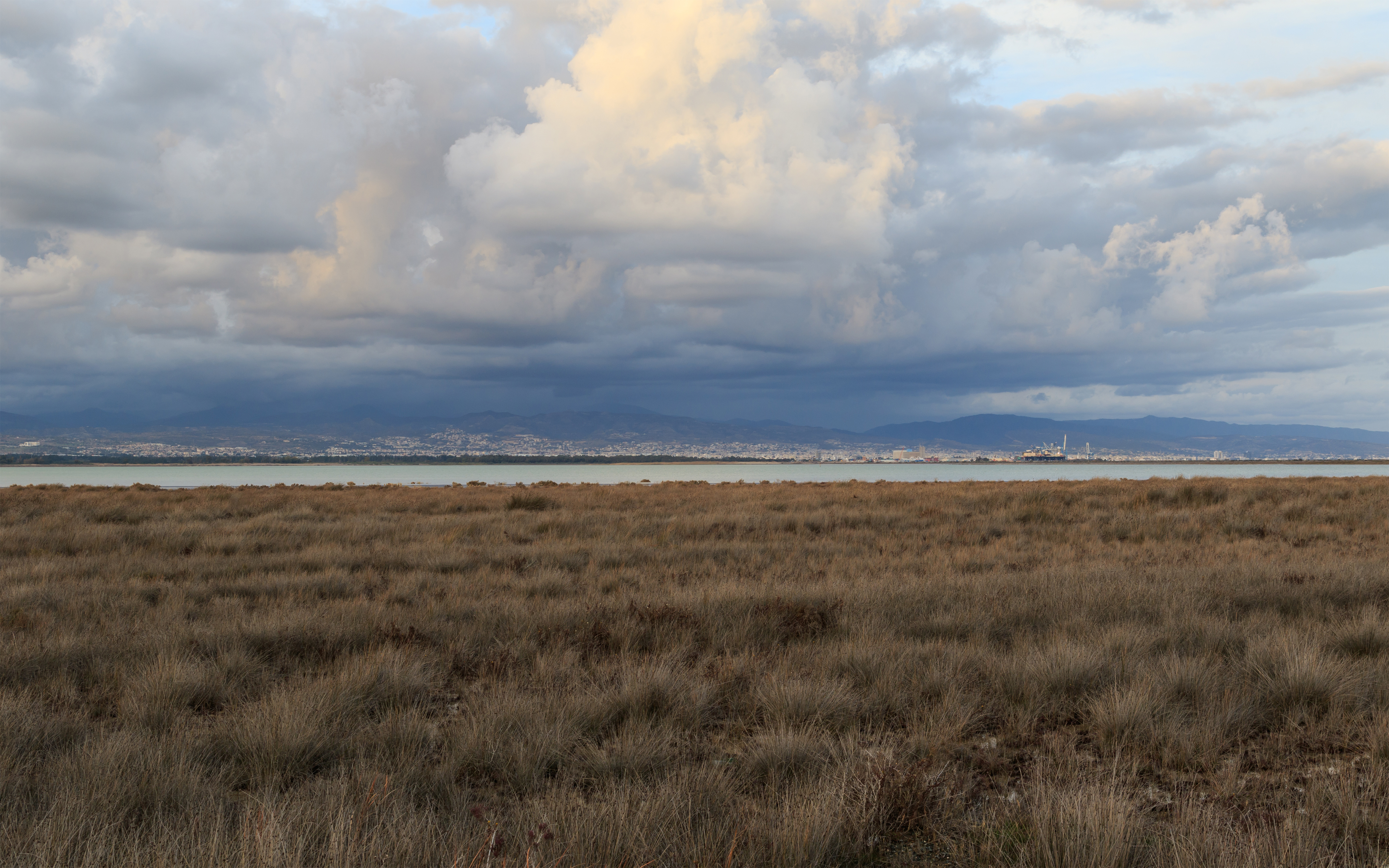
Озеро Лімасол

Найвища точка Кіпру — гора Олімбос (грец. Όλυμπος; 1951 м) в масиві Троодос (грец. Τρόοδος), найнижча — солоне озеро Лімасол (-2,7 м).

### Час
Час у Кіпрі: UTC+2 (той самий час, що й у Києві). Літній час вводиться останньої неділі березня переводом годинникової стрілки на 1 годину вперед, скасовується в останню неділю жовтня переводом годинникової стрілки на 1 годину назад. На території невизнаної Турецької Республіки Північного Кіпру діє турецький час UTC+3.

## Геологія
Острів являє собою надводну частину дугоподібного тектонічного комплексу, Кіпрської арки, на дні східної частини Середземного моря — місце колізії декількох тектонічних плит, що насуваються одна на одну (Африканська на Анатолійську). Структура острова Кіпр загалом утворена кайнозойською складчастістю, північна частина належить до верхнього ярусу альпійських структур, а південна — до нижнього, між якими, на південному-заході, виситься вулканічний масив вивержених ультралужних порід. 20 млн років тому тектонічні рухи підняли острів з морського дна. Магматичний комплекс по периферії перекритий морськими карбонатними відкладеннями. Острів лежить в зоні активної сейсмічності, відомі землетруси магнітудою 7 балів, гіпоцентри яких залягають на глибинах менше 60 км.
Південно-західна і північно-східна частини острова складені крейдовими осадовими породами (палеоген-крейдова система), між якими лежить офіолітовий комплекс ультралужних порід Троодос, що являє собою фрагмент океанічної кори океану Тетіс. Офіолітовий комплекс Троодос є одним з найбільш вивчених в світі, вважається одним з еталонів океанічної кори. Північні гори складені вапняками, південні — вулканічними породами (діабазами, габро, серпентинами), міжгірна западина Месаорія — морськими пліоценовими й четвертинними відкладеннями.
Четвертинні відклади на острові здебільшого представлені пролювієм, на рівнині Мезаорія — алювіально-пролювіальними відкладами; у горах — делювіально-колювіальними.

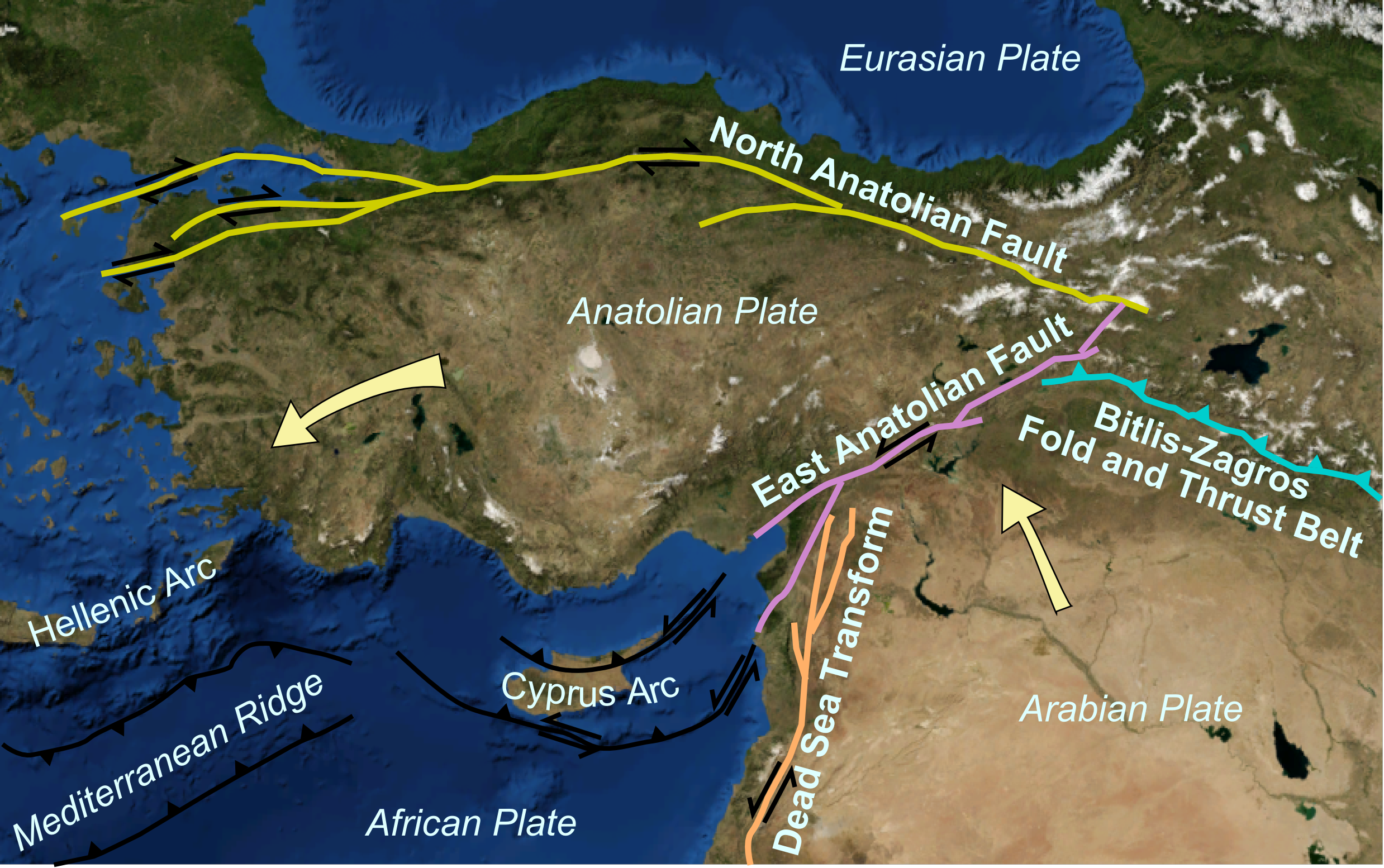
Тектонічні структури Кіпру (англ.)
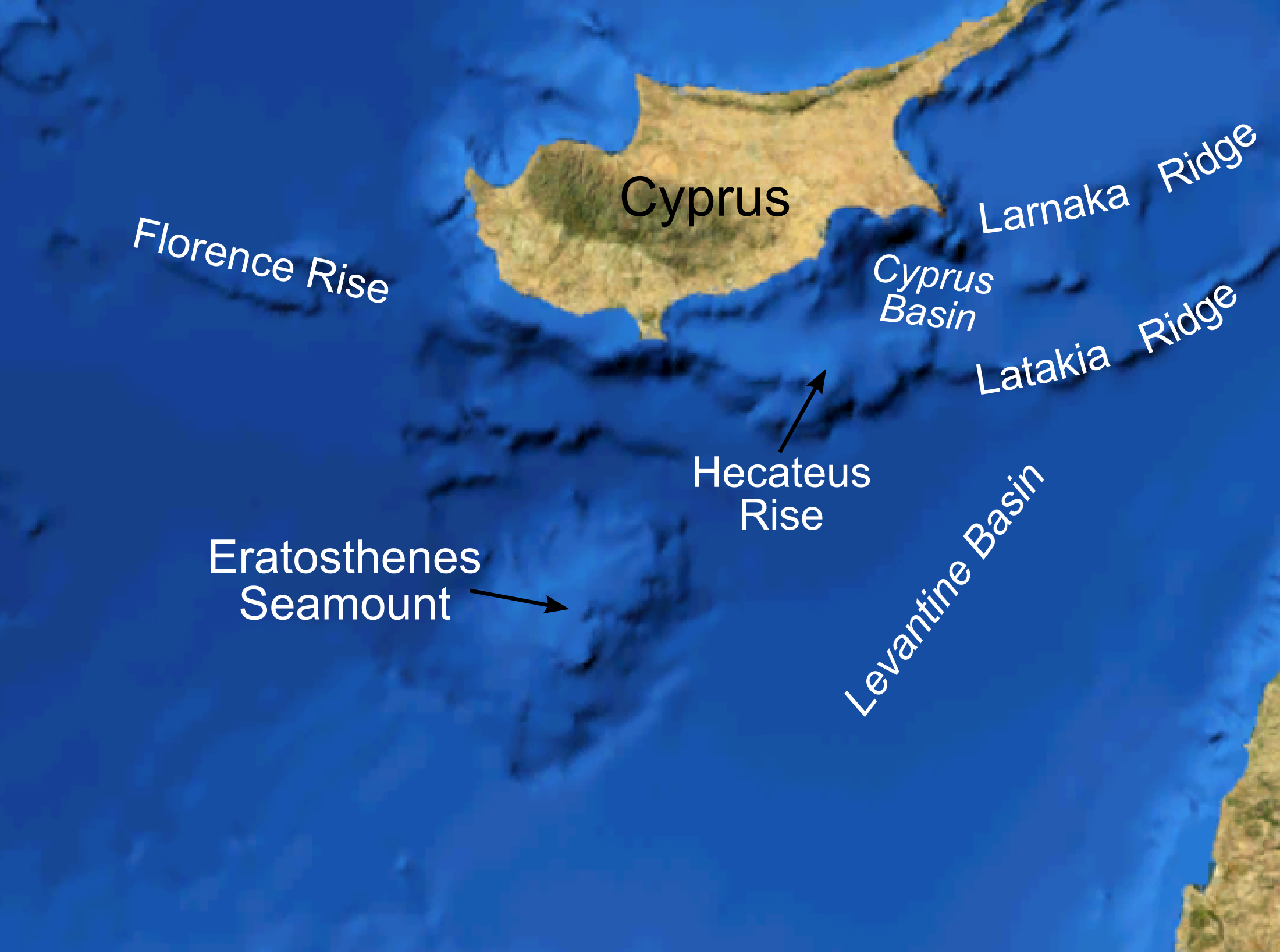
Підводний рельєф навколо Кіпру (англ.)
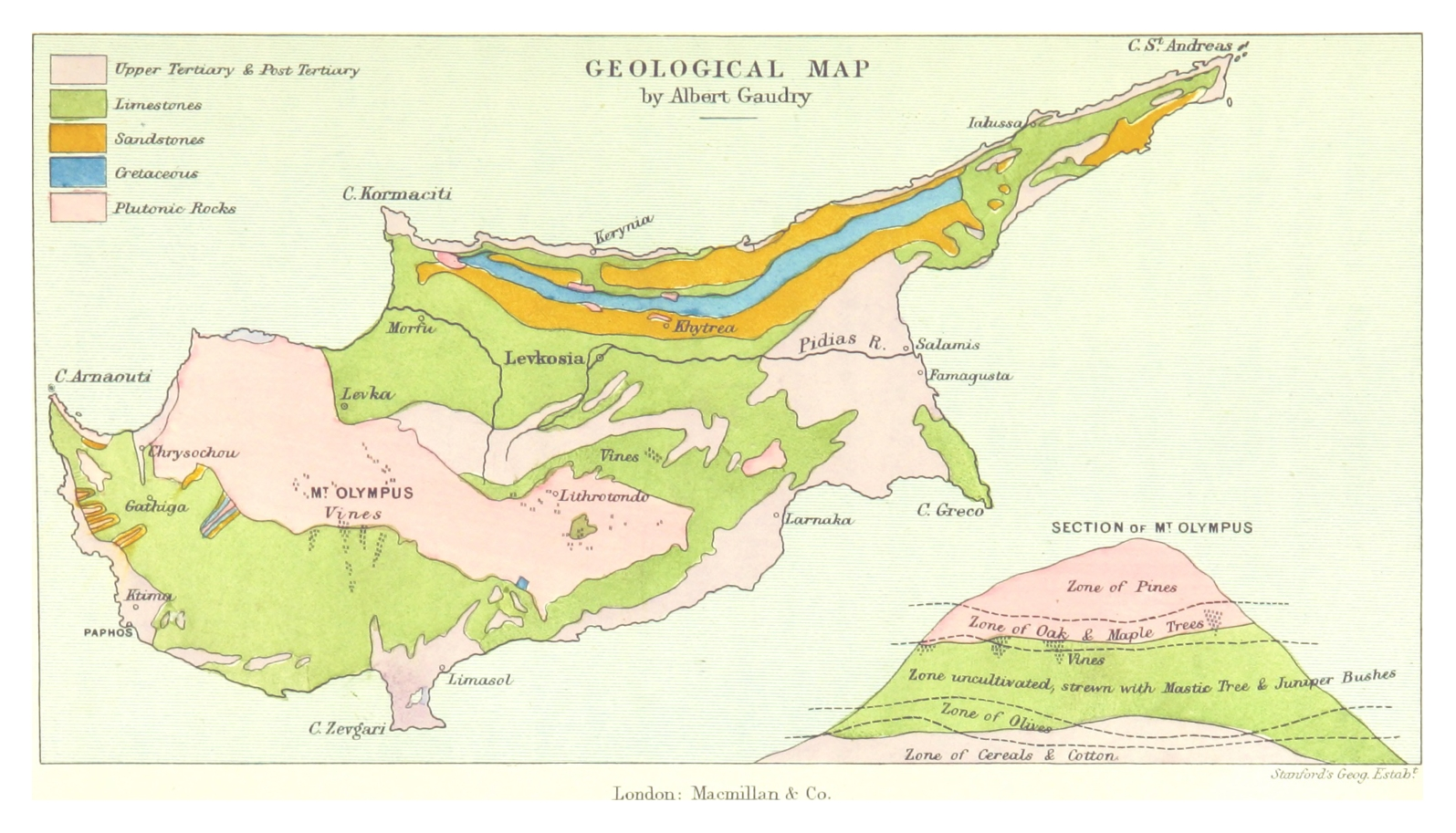
Геологічна карта Кіпру, 1878 рік (англ.)
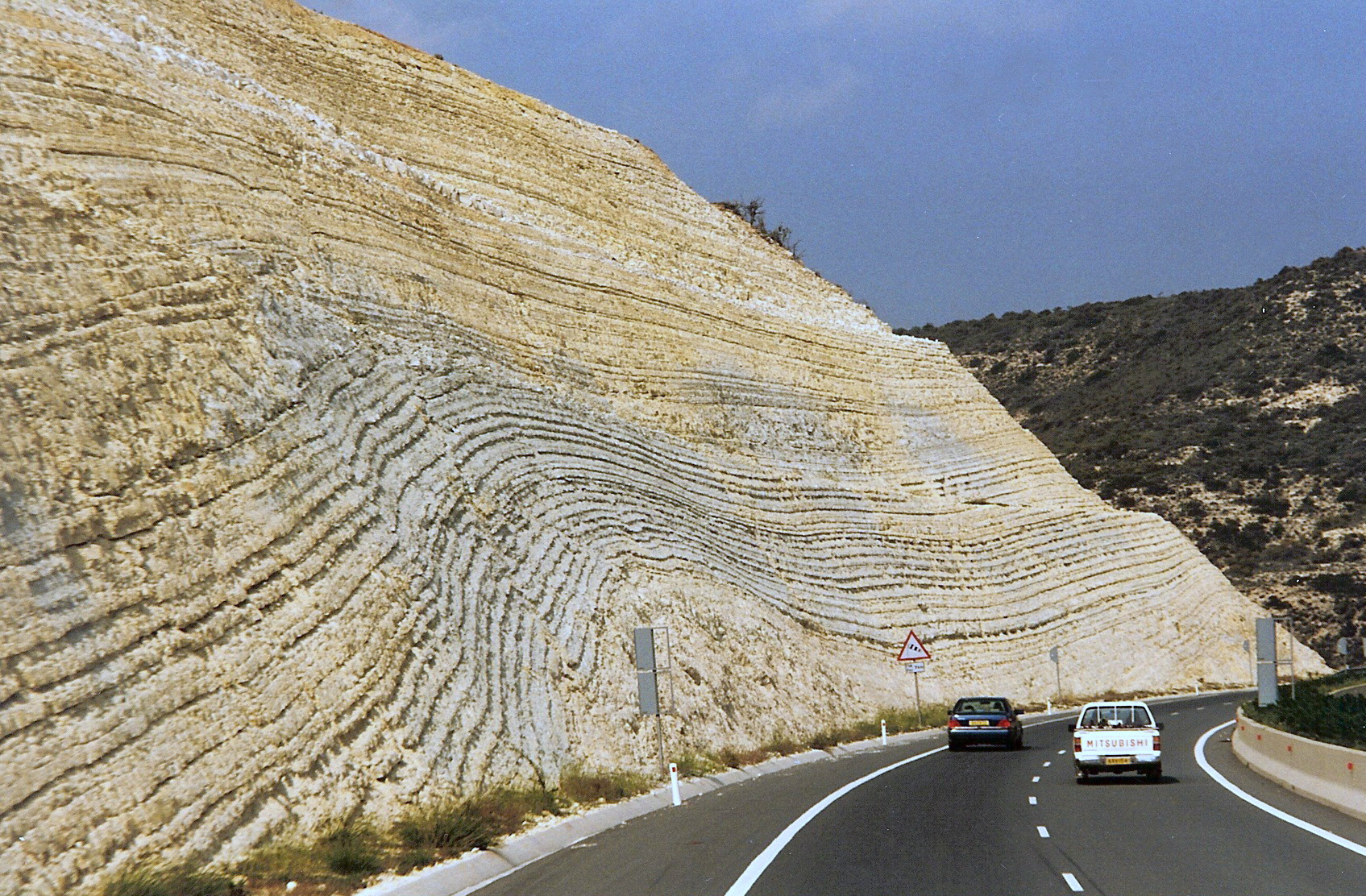
Відслонення шарів вапняку, автошлях Пафос — Лімасол
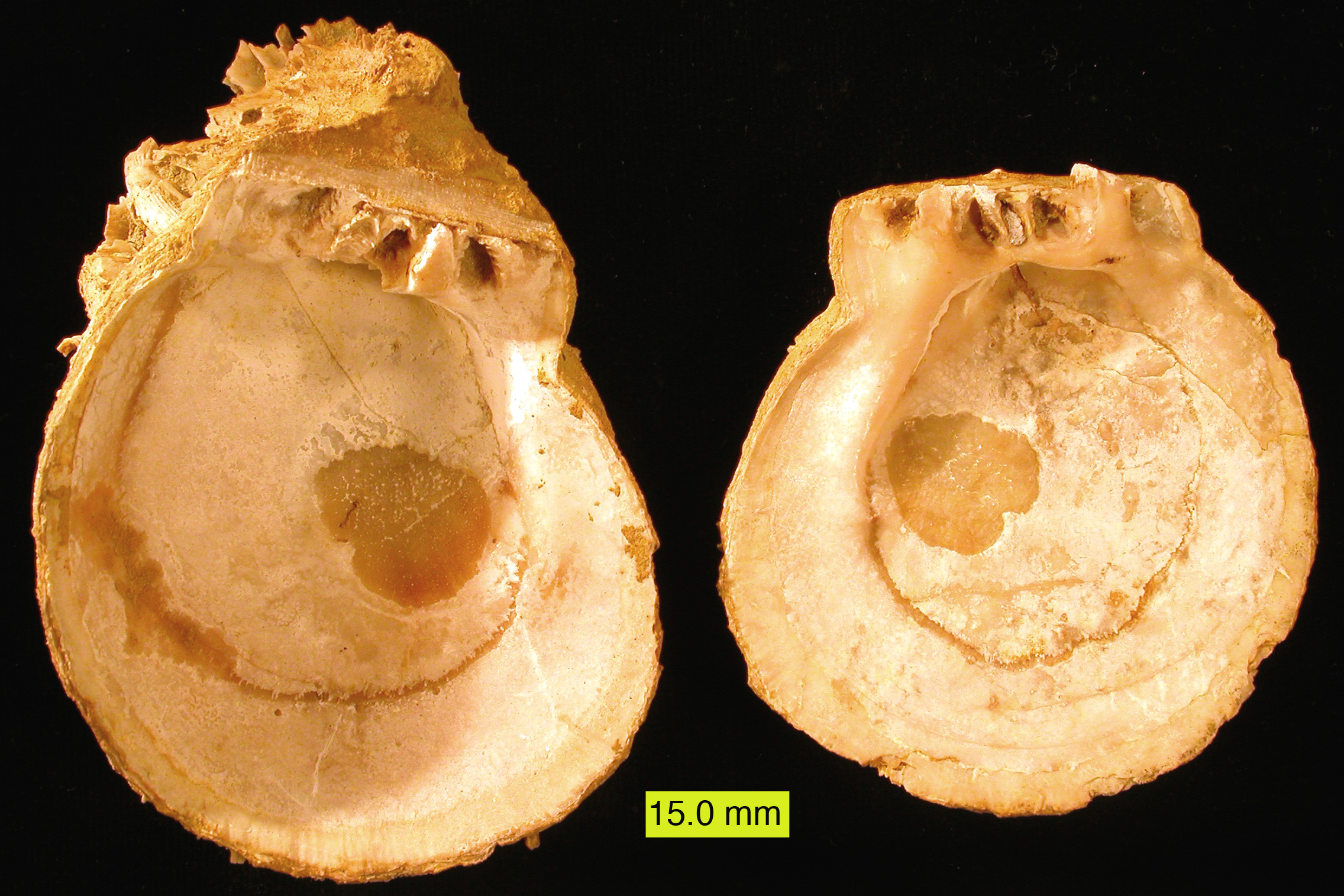
Мушлі пліоценових спондилусів (Spondylus)

Дно моря на північ й схід від Кіпру морфоструктурно являє собою прибережну абразіно-акумулятивну рівнину, що переходить на більших глибинах у горбисту рівнину; на південь і захід — це зона материкового схилу з хвилястими нахиленими рівнинами дна морських западин. У підводному рельєфі дна Середземного моря можна чітко відзначити дві трансформні дуги зіткнення літосферних плит. Південна починається на заході Флорентійським підняттям (-1566 м), продовжується на схід підняттям Геката (-235 м) і далі хребтом Латакія до узбережжя Леванту. Північна дуга чітко проявляє себе горах північного узбережжя, що переходять у підводний хребет, який прямує в бік затоки Іскендерун й розділяє глибоководні басейни трогу Адана (Кілікія) і западини Латакія (-1300 м). Від Грецького мису на схід відходить підводний хребет Ларнака. Між хребтом Ларнака і підняттям Гекатея лежить Кіпрська западина. За 100 км на південь від Кіпру лежить велика підводна столова гора Ератосфена (-568 м), а на південний схід — Левантійська абісальна рівнина. На північному заході від острова розташована глибоководна западина Анталія (-2631 м).

### Корисні копалини
У горах Троодоса знайдені поклади міді (родовище Мавровуні), хромітів, азбесту, піриту. Також видобувають сіль, гіпс, вохру, мармур.

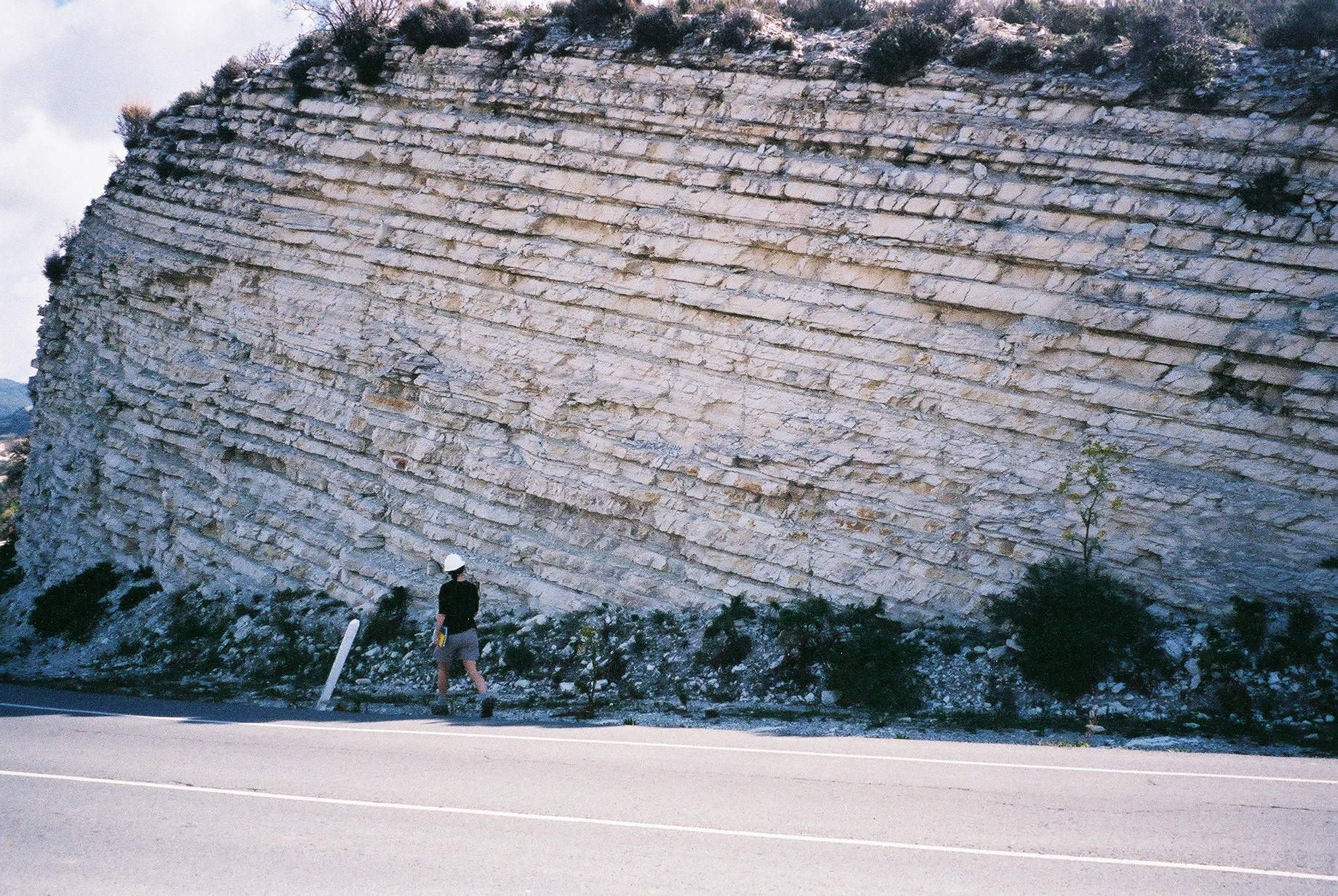
Відслонення шарів вапняку
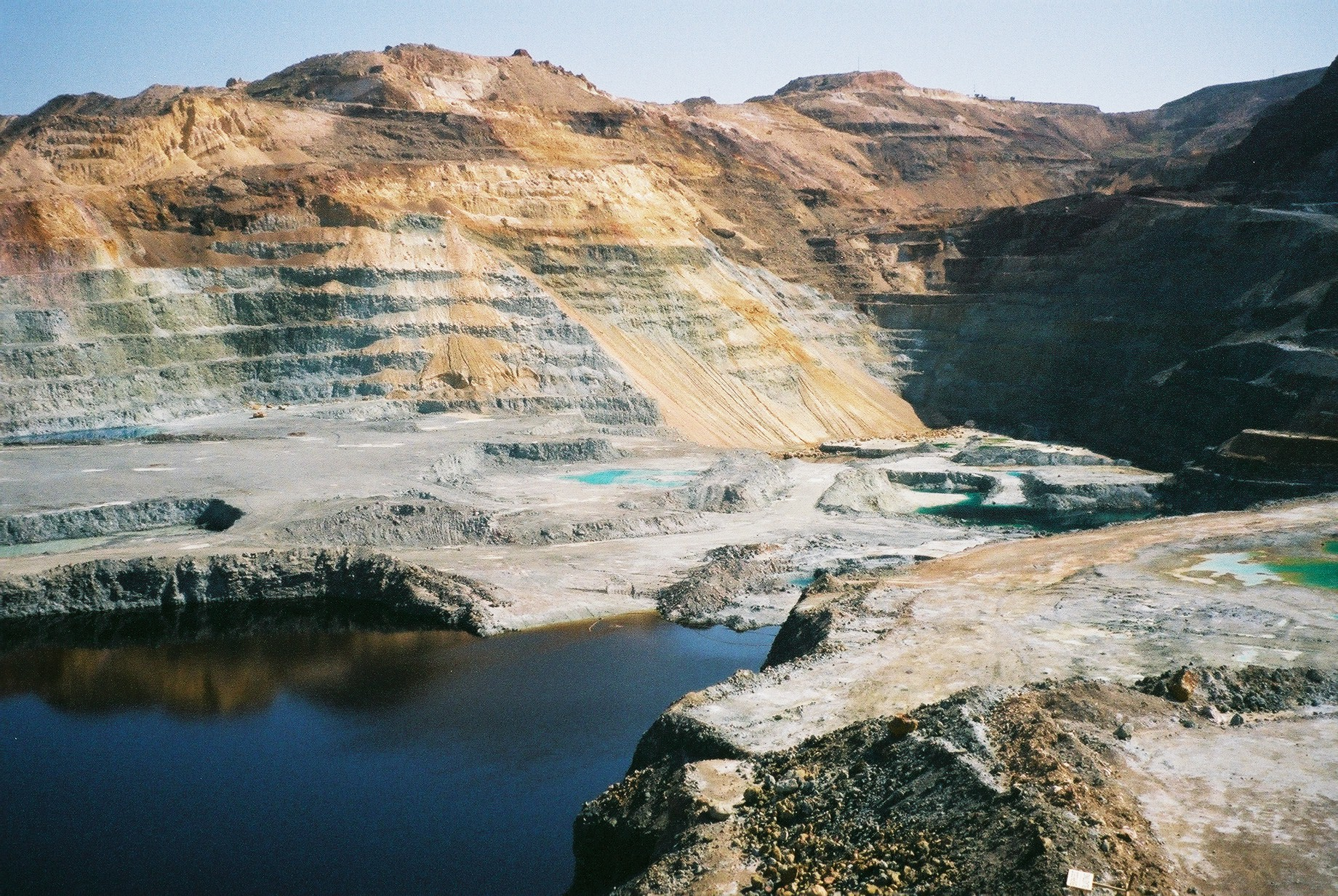
Кар'єр Скіріотісса
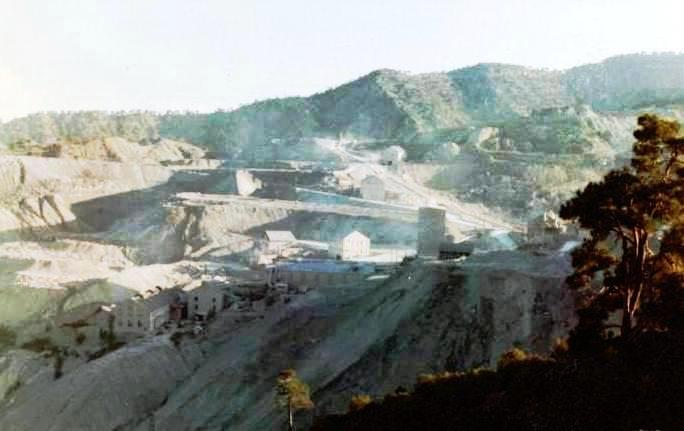
Кар'єр Аміантос, 1977 рік
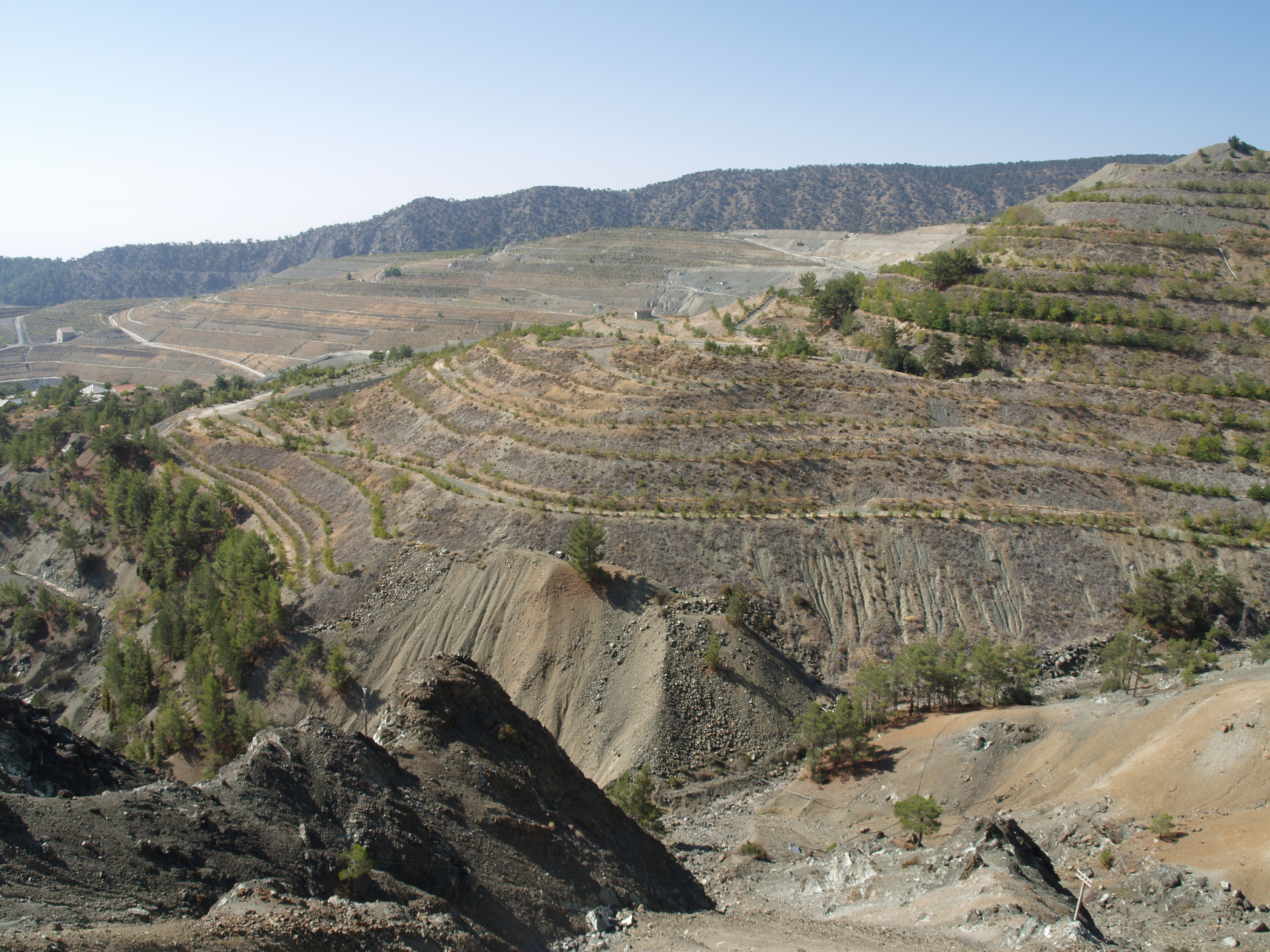
Рекультивація відвалів кар'єру Аміантос
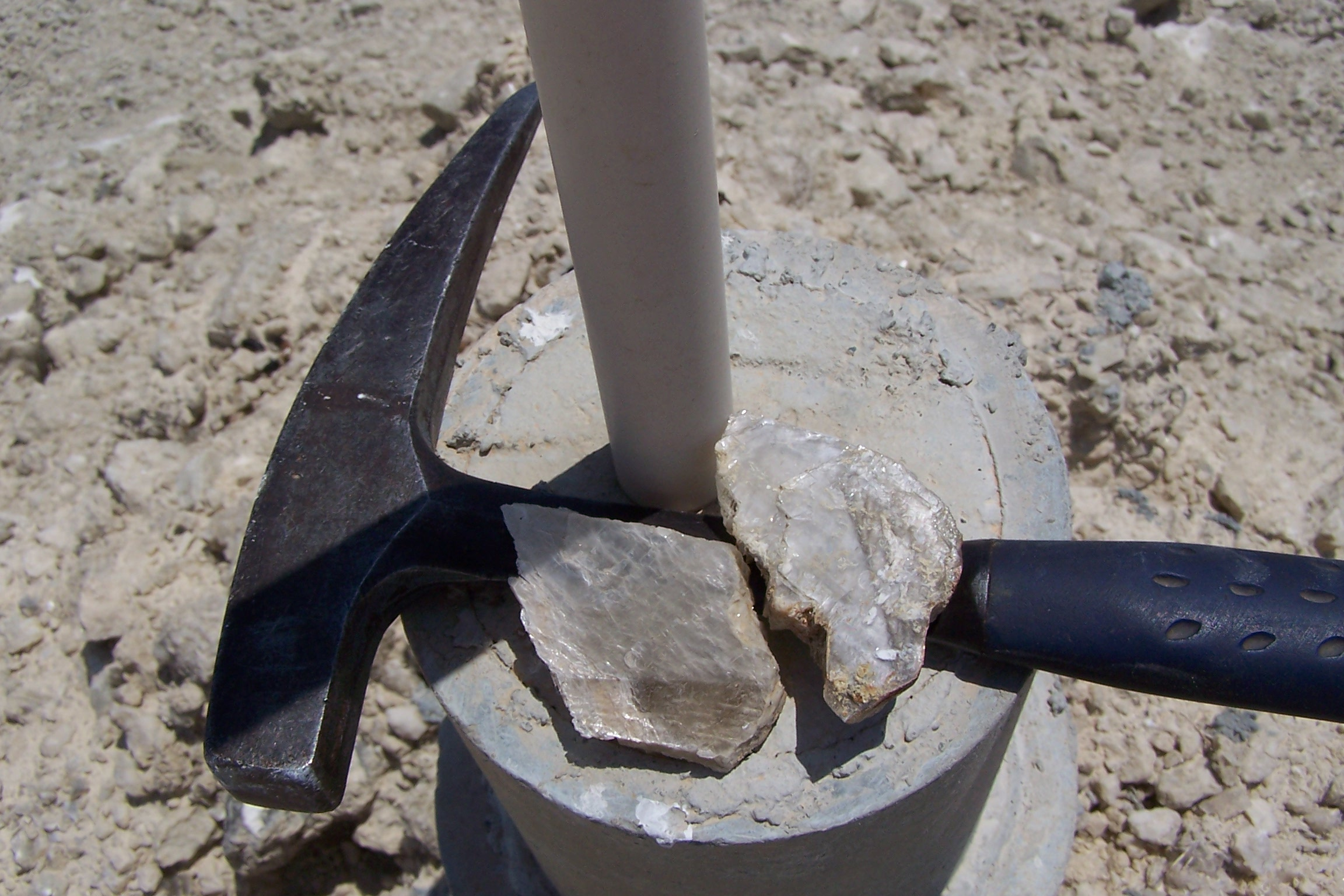
Гіпс з Токні

До сьогодення на Кіпрі збереглися виробки давніх рудників, у яких в часи античності виготовляли славнозвісні тавровані зливки міді у вигляді розпластаних бичачих шкур вагою від 24 до 37 кг.

## Рельєф
У рельєфі острова Кіпр морфоструктурно панують низькі гори, що простягаються в широтному напрямі: згаслий вулканічний масив Троодос (Олімбос, 1951 м; Папуца, 1554 м) на південному-заході, розсічений численними річковими ущелинами, й вапнякова гряда Кіренія (Акромандра, 1021 м) з Карпасом (364 м) вздовж північного узбережжя, завширшки від 15 км на сході до 30 км на заході. Гори старі й згладжені. Середні висоти — 91 м; найнижча точка — рівень вод Середземного моря (0 м); найвища точка — гора Олімбос (1951 м). Найвищий масив у горах Кіренія зветься Пентадактілос («п'ять пальців», або турецькою «Бешпармак» — «5 вершин»), його утворюють 5 гірських піків, що досить виразно здіймаються над місцевістю. Між гірськими масивами лежить широка родюча розорана долина Месаорія («та, що лежить між горами»), висоти до 200 м.

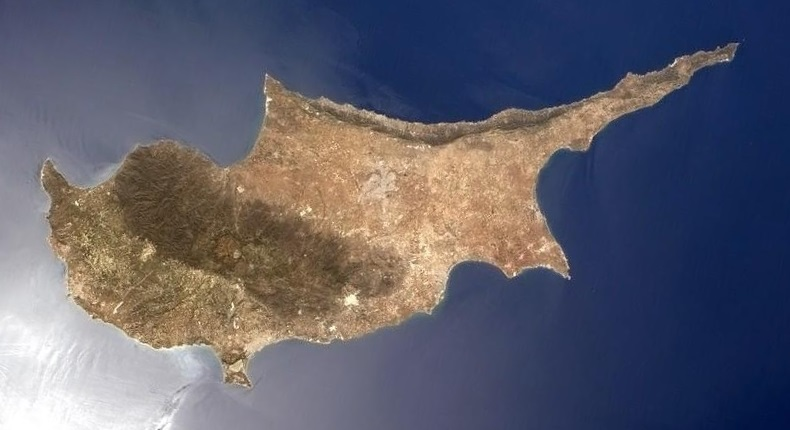
Супутниковий знімок Кіпру
Топографічна карта Кіпру
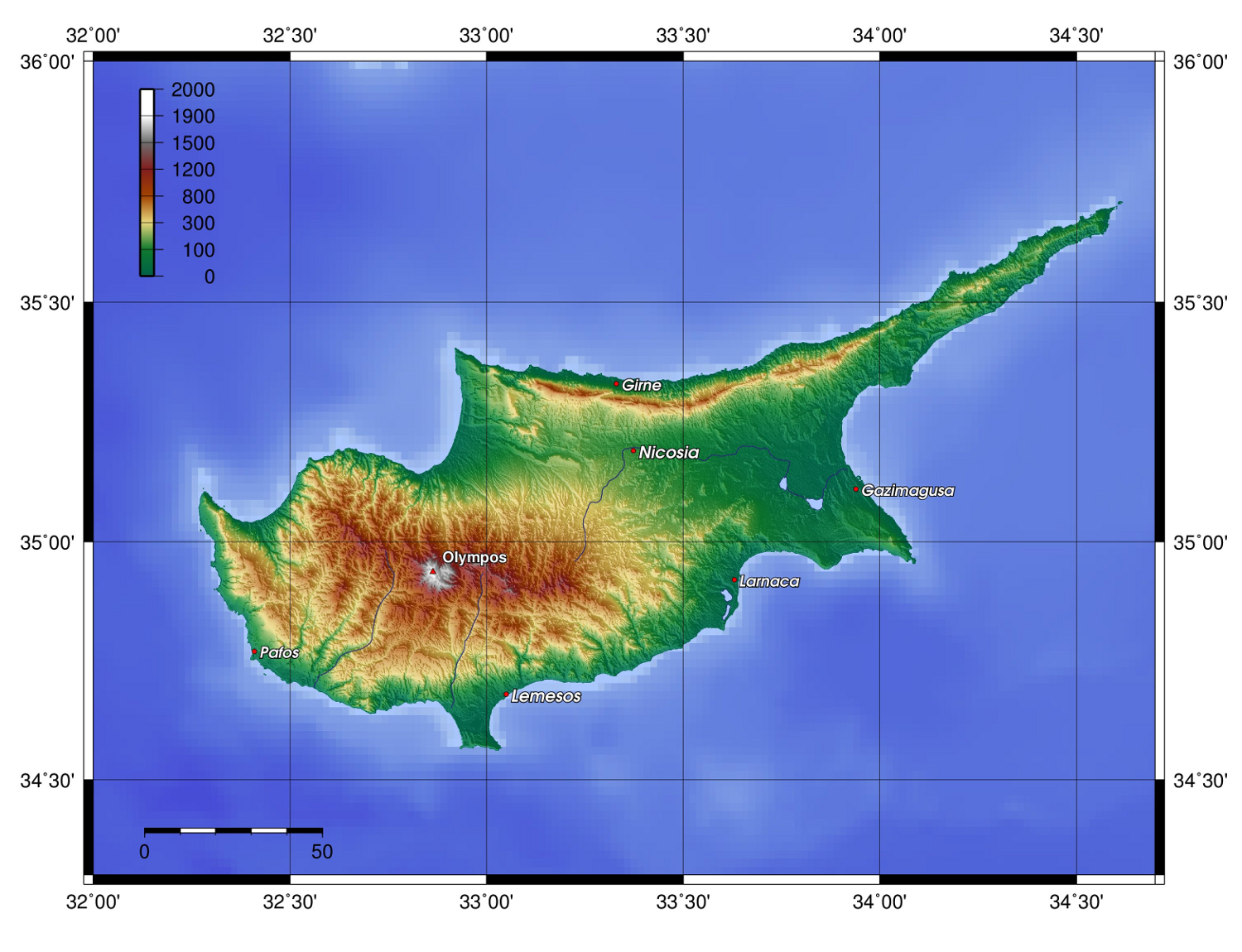
Гіпсометрична карта Кіпру
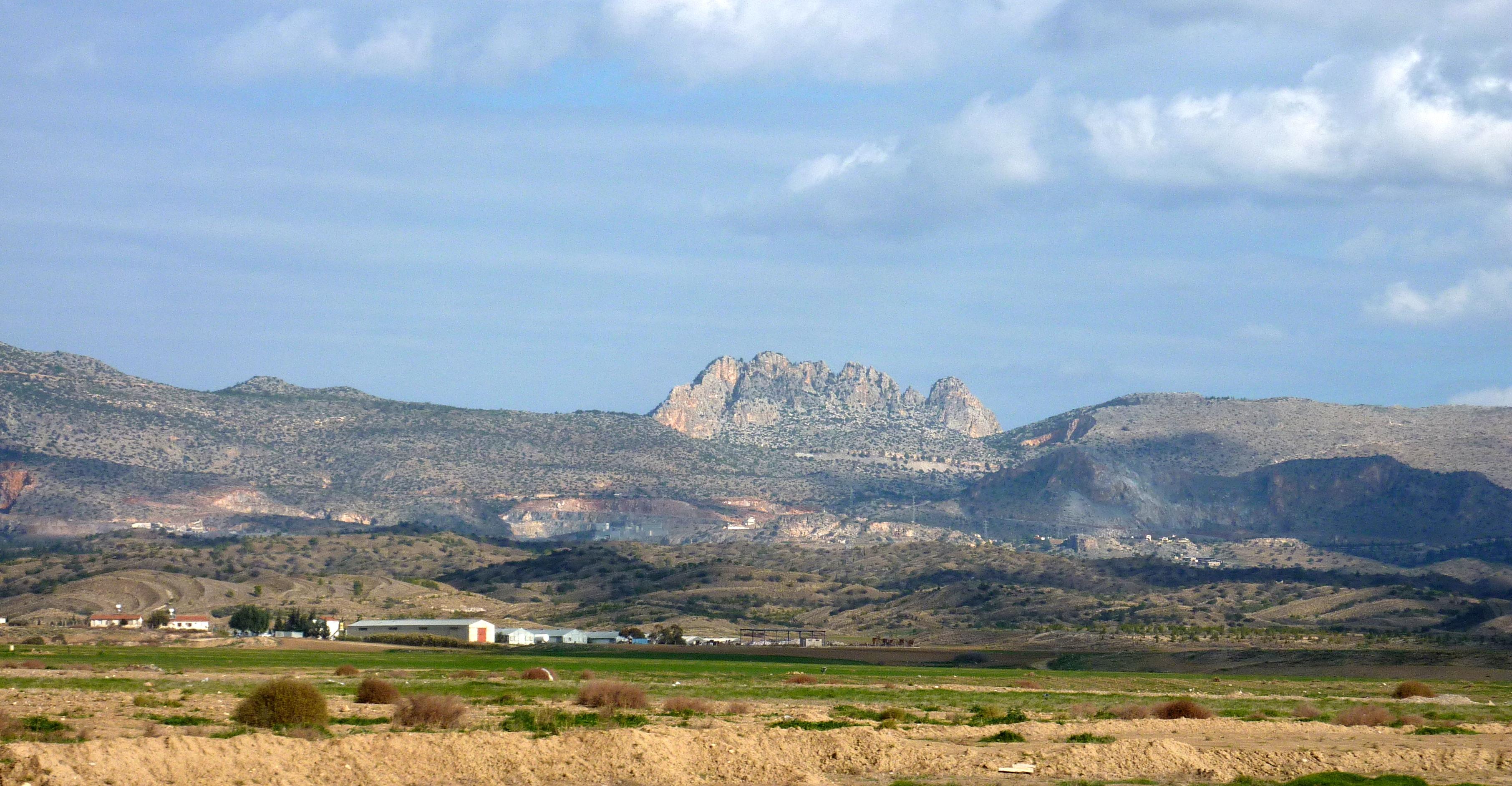
Гора Пентадактилос
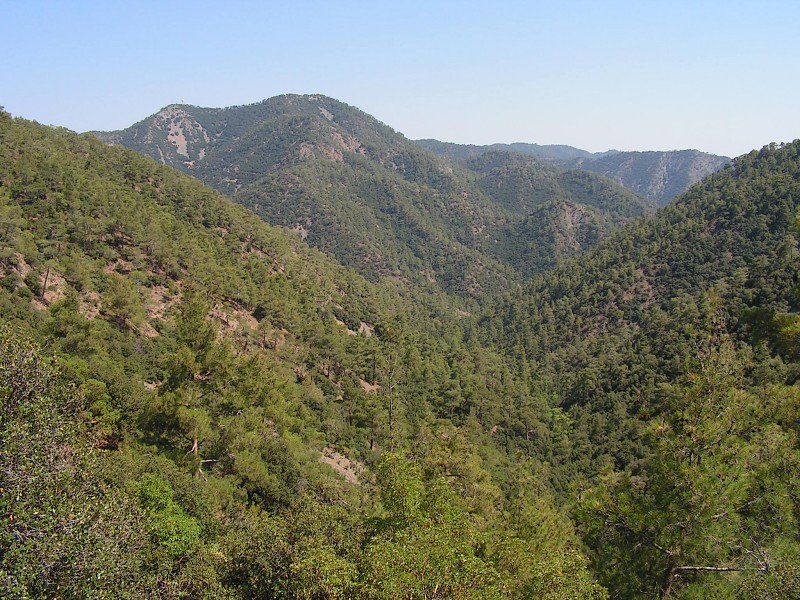
Гори Троодос
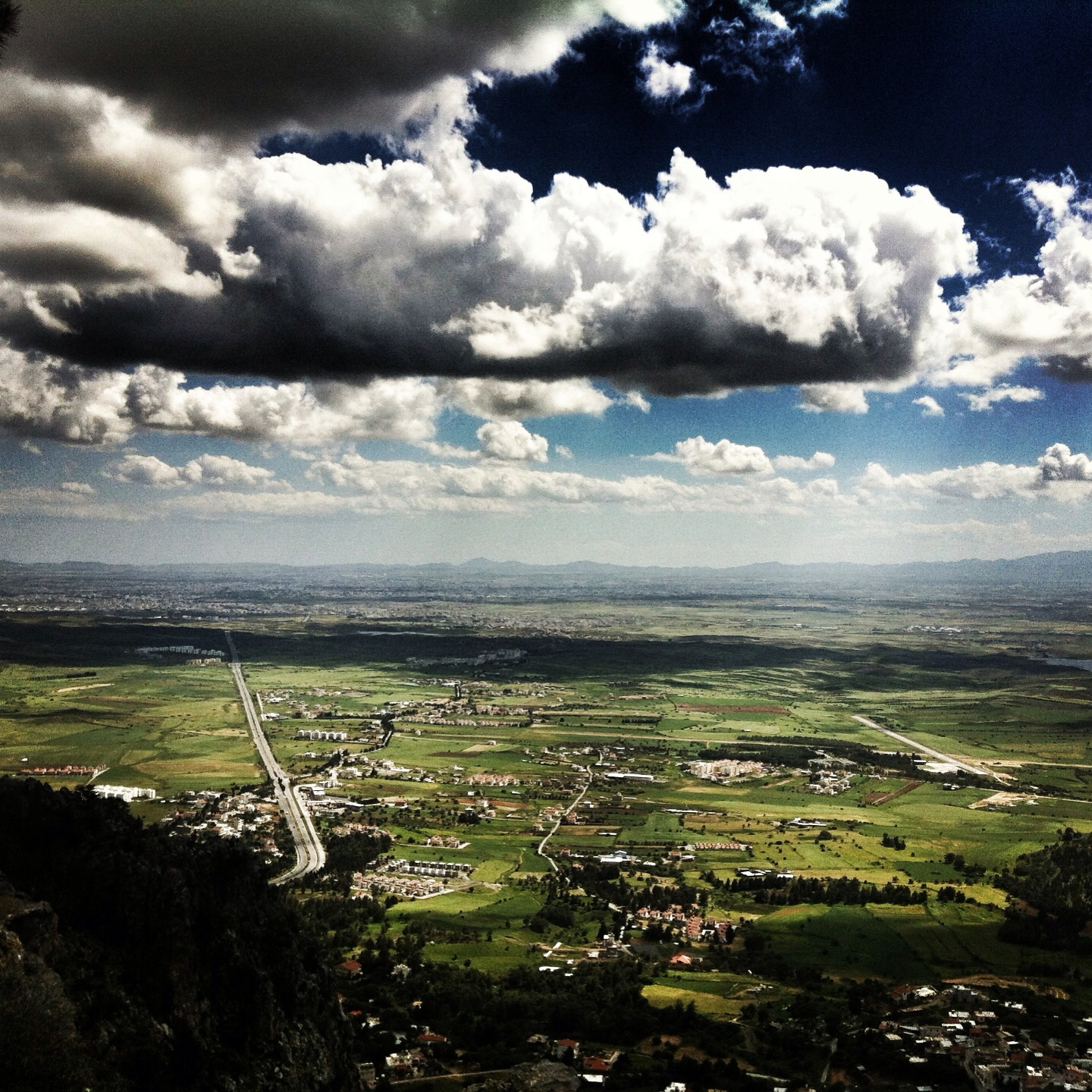
Рівнина Мезаорія

### Узбережжя
Загальна довжина берегової лінії Кіпру становить 648 км. Генетично узбережжя Кіпру належить до абразійно-акумулятивного бухтового типу, такого що утворюється хвильовими процесами. На півночі узбережжя скелясте, круті схили гір Кіренія й Карпос в багатьох місцях круто обриваються до вузької прибережної рівнини, чимось нагадуючи український південний берег Криму, на півдні береги переважно низинні з кліфами й піщаними пляжами, ряд неглибоких заток, які розділяють миси, добрих гаваней мало (Фамагуста).
Морфологічно узбережжя острова можна розділити на 5 районів:
- Північно-західне узбережжя — це 2 затоки Хрисоху (грец. Κόλπος της Χρυσοχούς) і Морфу (грец. Κολπος Μορφου), що між мисами Арнауті і Помос, Коккіна і Кормакіті (Акамас) (грец. Κορμακίτη), відповідно. На півострові Акамас збудовано маяк. Західне узбережжя затоки Хрисоху скелясте з рядом прибережних острівців (Мазакі, Хамілі, Айос-Ієріос), а східне з багатьма піщаними пляжами (Афродіти, Мавролі, Като-Ялія, Памос). Між мисами Помос і Коккіна лежать миси Ставромені, Ієронісос, острівець Ротсос-тон-Скафон, декілька бухт. Східне узбережжя затоки Морфу рівнинне. На острові Петра-тоу-Лімніті знаходиться археологічна пам'ятка античних часів.
- Північне узбережжя починається на заході від мису Кормакіті і тягнеться вздовж гряди північних гір до мису Апостола Андрія (грец. Ακρωτήριο Αποστόλου Ανδρέα) на сході. Від маяку на мисі Кормакіті на схід лежить затока Ліманоуді. Поблизу Караваса острівці Єронісі й Каламоулія; поблизу Кірени — Глікіотісса й Комбонісі. Поблизу Айос-Амвросіос в море видається мис Ставроуса. Півострів Карпасія починається поблизу мису Ійоуті. Від нього на північний схід тягнеться ряд прибережних острівців: Скалес, Сернос, Коутсопетрі, Кернатіон, Скамні, Коутоуліс, Демоніаріс. За мисом Плакоті острівець Скалоудіа. Далі на схід мис Глікіотісса, острівець Ніша, бухта Раннас, острівці Лефконісос і Гларос, бухта Екзархос. В затоці між мисами Пратія і Прті острівець Корділія. На північному сході острів Кіпр закінчується мисом Апостолос-Андреас з острівцем Клідес із маяком.
- Північно-східне узбережжя починається на північному сході від мису Апостола Андрія й тягнеться на південь до Грецького мису (Підаліон) (грец. Κάβο Γκρέκο). Північно-східна частина узбережжя починається мисами Галоуноптера, Пак'ямос, Їлес, бухтою Нангомі, далі тягнеться на південний захід до мису Елеа. Поблизу берега острівці Їла, Паллоура. Від мису Елеа до мису Греко лежить затока Амахостос (Фамагуста) (грец. Κόλπος της Αμμόχωστου) з низькими рівнинними берегами, якими Мезаорія спускається до моря. У Фамагусті маяк, південніше піщані пляжі.
- Південно-східне узбережжя від мису Греко до півострова Акротирі (грец. Ακρωτηρίου) на півдні. У ньому виділяються дві затоки: Акротирі (грец. Κόλπος Ακρωτηρίου), між мисами Долос (грец. Δόλος) і Гата (грец. Κάβο Γάτα), і Ларнака (грец. Κόλπος της Λάρνακας), між мисами Піла (грец. Πύλας) й Кіті. Від мису Греко до Піла лежить піщаний пляж Ніссі. Західне узбережжя заток Ларнака і Акротирі пологе й піщане, пляжі Маккензі й Леді-Майл, відповідно. Від мису Кіті до Долоса піщані пляжі Петоунда і Губернаторський, у Васіліко гавань для навантаження агломерату на кораблі. На мисі Греко, Кіті й Гата, у гаванях Ларнаки і Лімасолу — маяки.
- Південно-західне узбережжя лежить від мису Гата на півдні, до мису Арнауті (півострів Акамас) на заході. На схід від мису Зевгарі (грец. Ζευγάρι) до мису Аспро лежить затока Епіскопі (грец. Κόλπος Επισκοπής) з піщаними пляжами в західній частині (Піссоурі, Евдімоу). Між мисами Аспро й Зефірос, навпроти лісу Ранді, лежить острівець Петра-тоу-Роміоуі. Поблизу Пафоса скелі Моулія, маяк на узбережжі. Далі на північ, поблизу піщаних пляжів Коралової затоки (грец. Κόλπος των Κοραλλίων) острівець Нісарка. Навпроти мису Дрепанум (грец. Δρέπανο Πάφου) острів Ієронісос. Поблизу Лари піщані пляжі. Західне узбережжя півострова Акамас вкрите лісом, багате на скелясті бухточки, острівці (Кіонос, Коппо, Канноудія), мис Ієранісос.

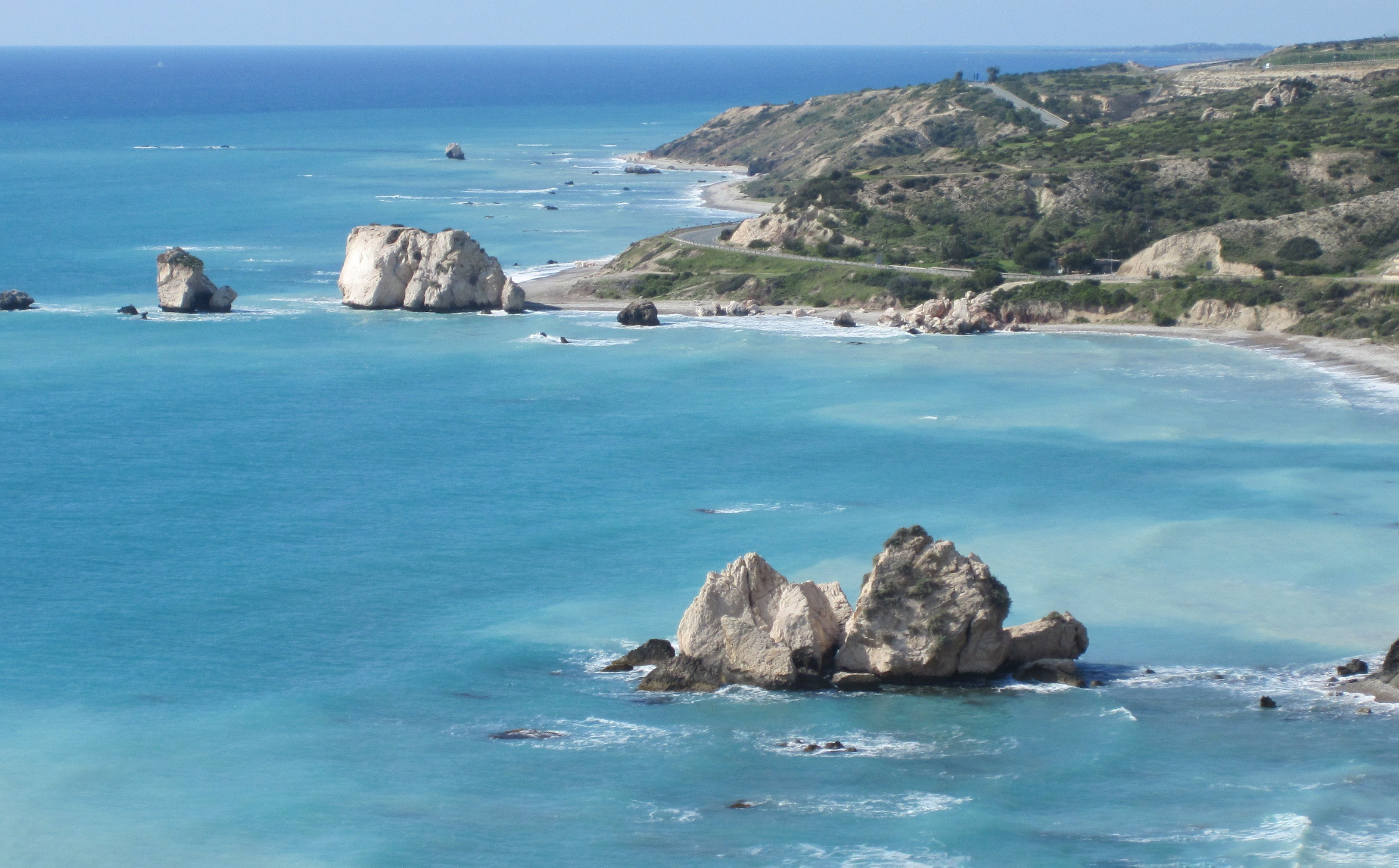
Скелі на узбережжі поблизу Пафосу
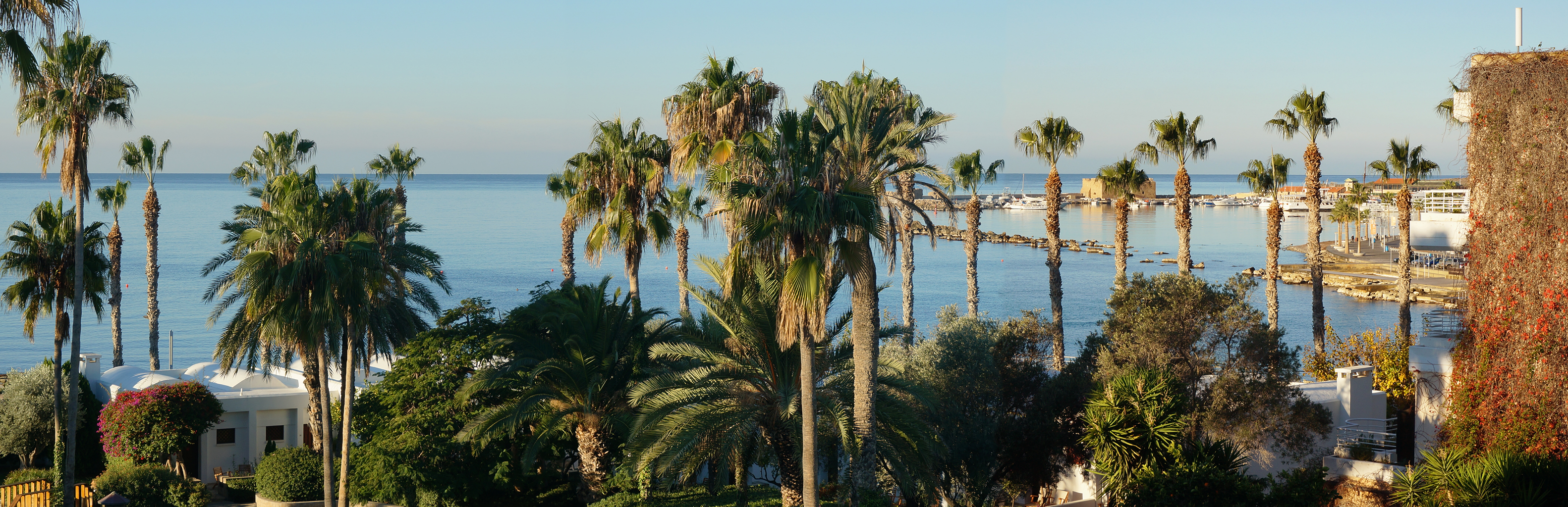
Гавань Пафосу
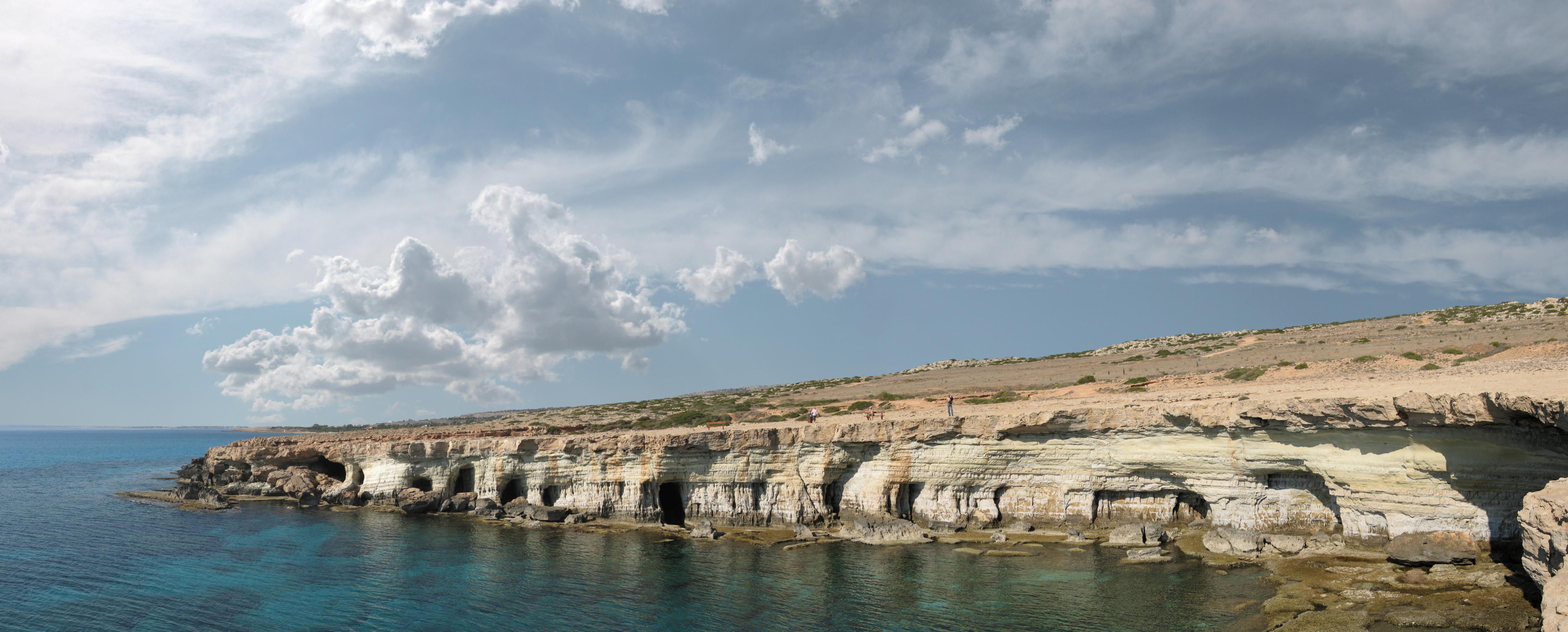
Грецький мис
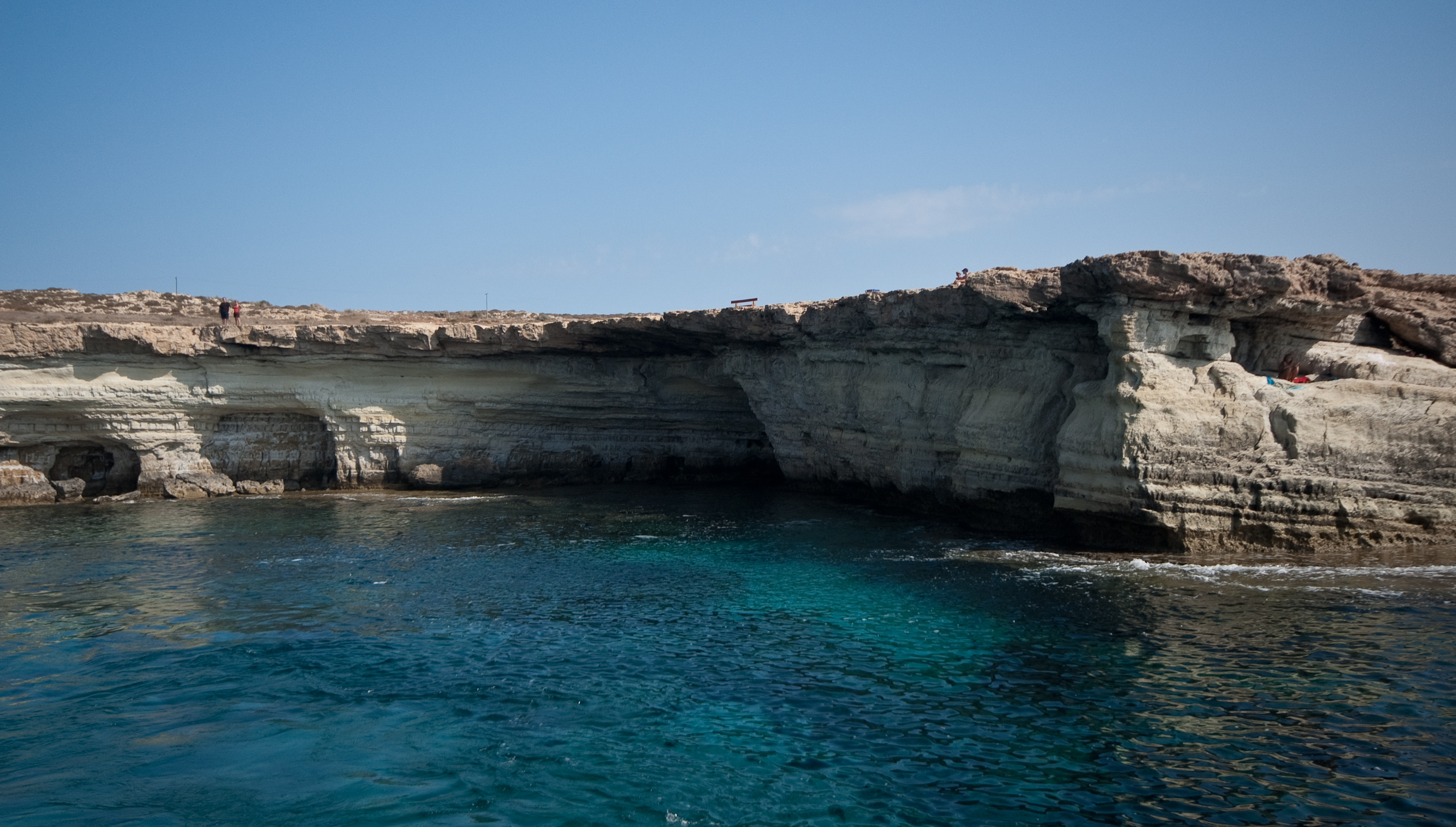
Гроти в береговому кліфі
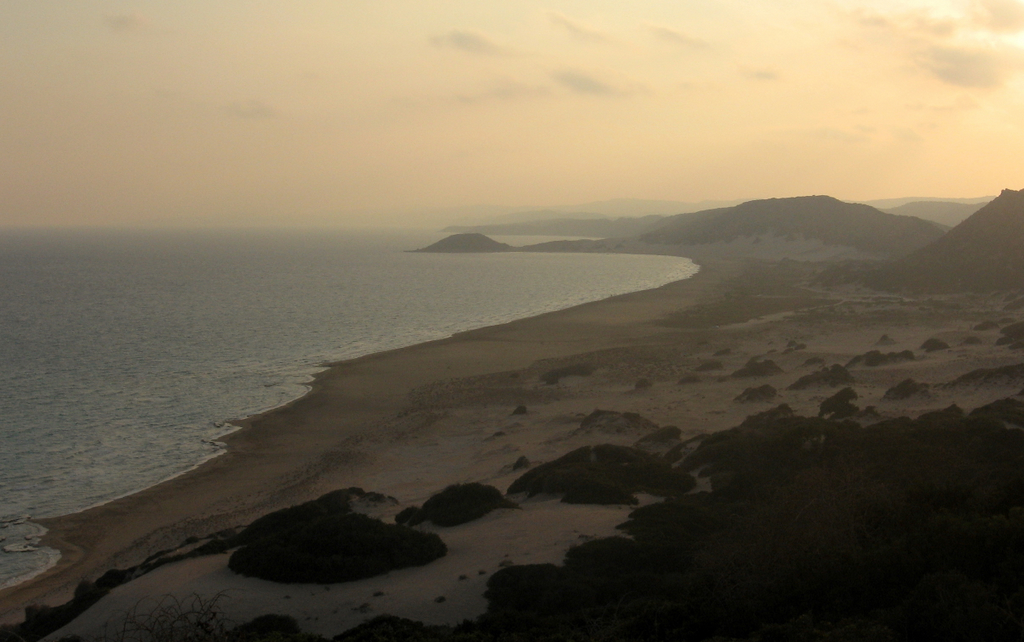
Пляжі півострова Карпас

### Острови
Навколо Кіпру немає більш-менш великих островів, здебільшого це прибережні скелі й острівці, найбільші з яких: Айос-Георгіос (грец. Άγιος Γεώργιος), Єронісос (грец. Γερόννησος), Глукіотісса (грец. Γλυκιώτισσα), Кіла (грец. Κίλα), Кієдес (грец. Κλείδες), Корділія (грец. Κορδύλια) і Мазакі (грец. Μαζάκι). Більшість острівців лежить поблизу узбережжя півостровів Карпасос і Акамас.

## Клімат
Клімат Кіпру — середземноморський підтип субтропічного. Влітку панують тропічні повітряні маси з антициклональною теплою безхмарною погодою. Кіпр опиняється на кордоні дій західного відрогу Південно-азійського мінімуму і східного відрогу Північно-атлантичного максимуму, нечасті вітри дмуть із західного і північно-західного, з Анатолії. Середній тиск повітря на рівні моря 1006—1008 мм ртутного стовпчика. Взимку вологі помірні повітряні маси приносять з Атлантики циклони, а з ними й хмарну дощову прохолодну погоду. Вітри дмуть із західного, морського напрямку. Середній тиск повітря на рівні моря 1016—1018 мм ртутного стовпчика.
Ясна безхмарна погода панує на острові 330 днів на рік. З квітня по вересень тривалість сонячного сяйва — 11 годин. Сумарне сонячне випромінювання складає 200—180 ккал/см²•рік. Радіаційний баланс складає 60-70 ккал/см²•рік; влітку 8-10 ккал/см²•місяць, взимку 2-3 ккал/см²•місяць. Турбулентний теплообмін земної поверхні з атмосферою складє 40-60 ккал/см²•рік, в січні 0-1 ккал/см²•місяць, в липні більше 8 ккал/см²•місяць. Затрати тепла на випаровування складають в середньому 25 ккал/см²•рік.
Літо, з травня по жовтень, на острові жарке (до +40 °C) й посушливе. Середня температура повітря в липні вище +28 °C. Зима м'яка (до +16 °C) й дощова. Середня температура повітря в січні +8…+11 °C. Приморозки (до −4 °C) бувають досить рідко, сніг випадає лише в горах Троодос і лежить там з грудня по квітень (гірськолижний сезон). Осінь, як і в усьому Леванті, тепліша за весну.
Атмосферні опади розподіляються нерівномірно: від 200—500 мм на рік в долині Месаорія, до 1000—1300 на схилах гір. Чітко виділяється літній посушливий період. Відносна вологість повітря влітку в середньому становить 45 %, взимку вона підвищується до 70 %. Річна випаровуваність складає в середньому 1500 мм на рік; випаровування в середньому — 400 мм на рік; різниця між опадами й випаровуваністю складає −1500…-1700 мм на рік.

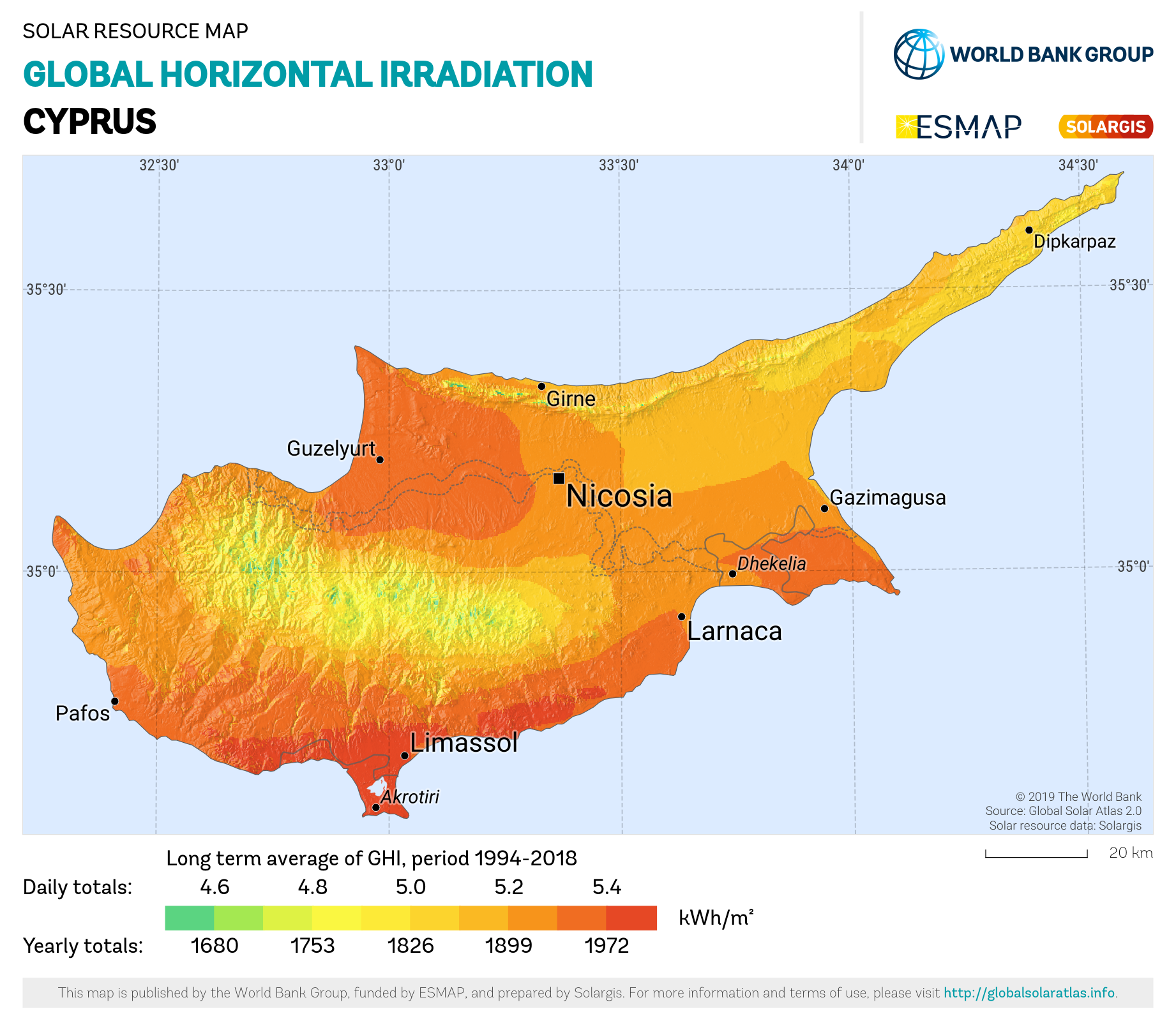
Карта сонячного випромінювання (англ.)
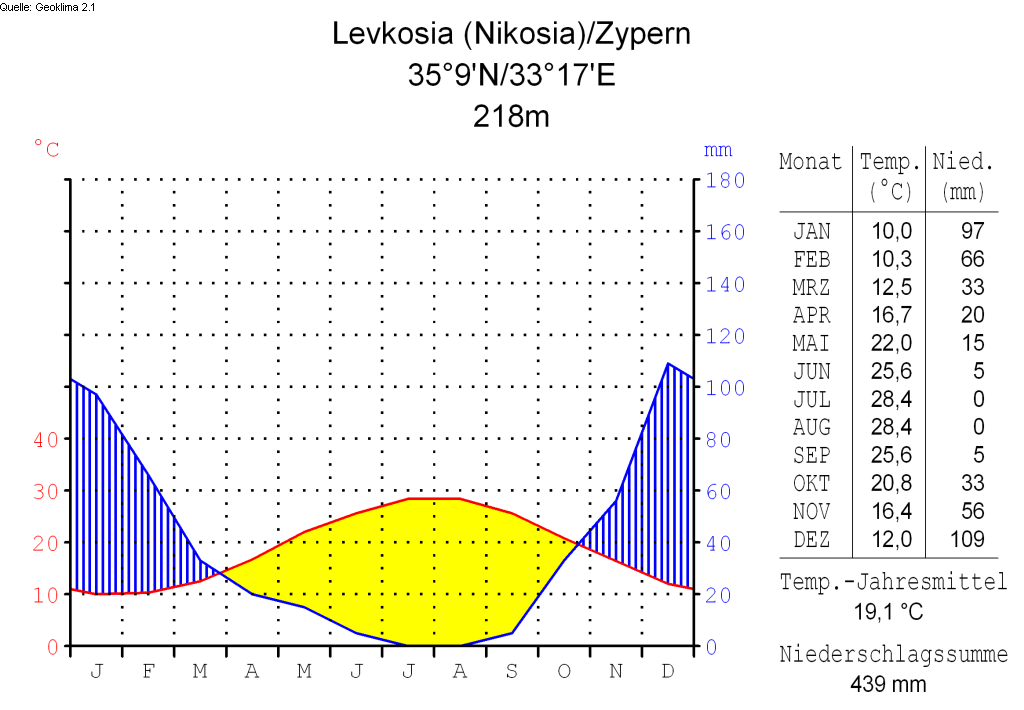
Кліматограма Нікосії (нім.)
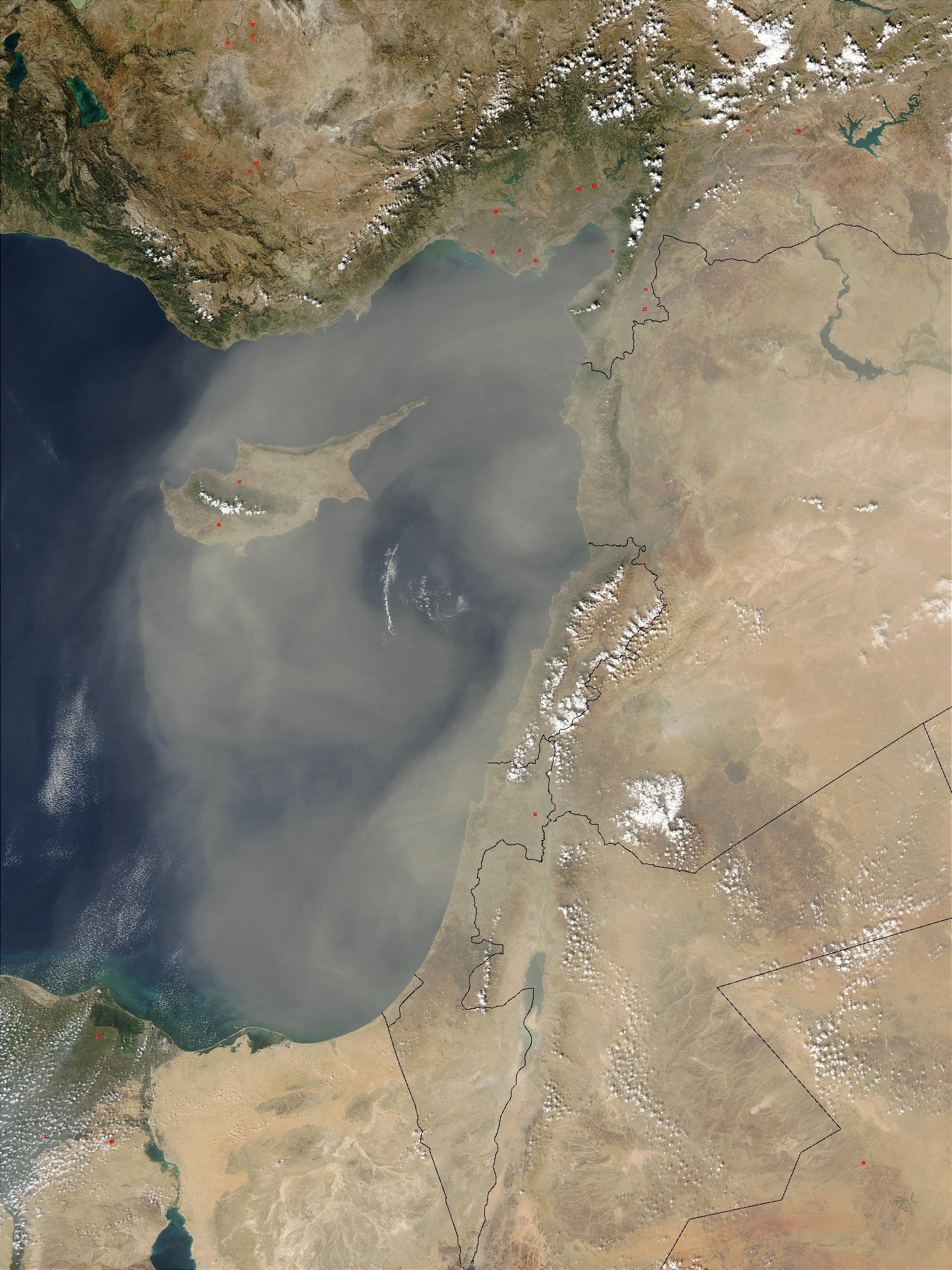
Піщана буря в жовтні 2002 року над Кіпром
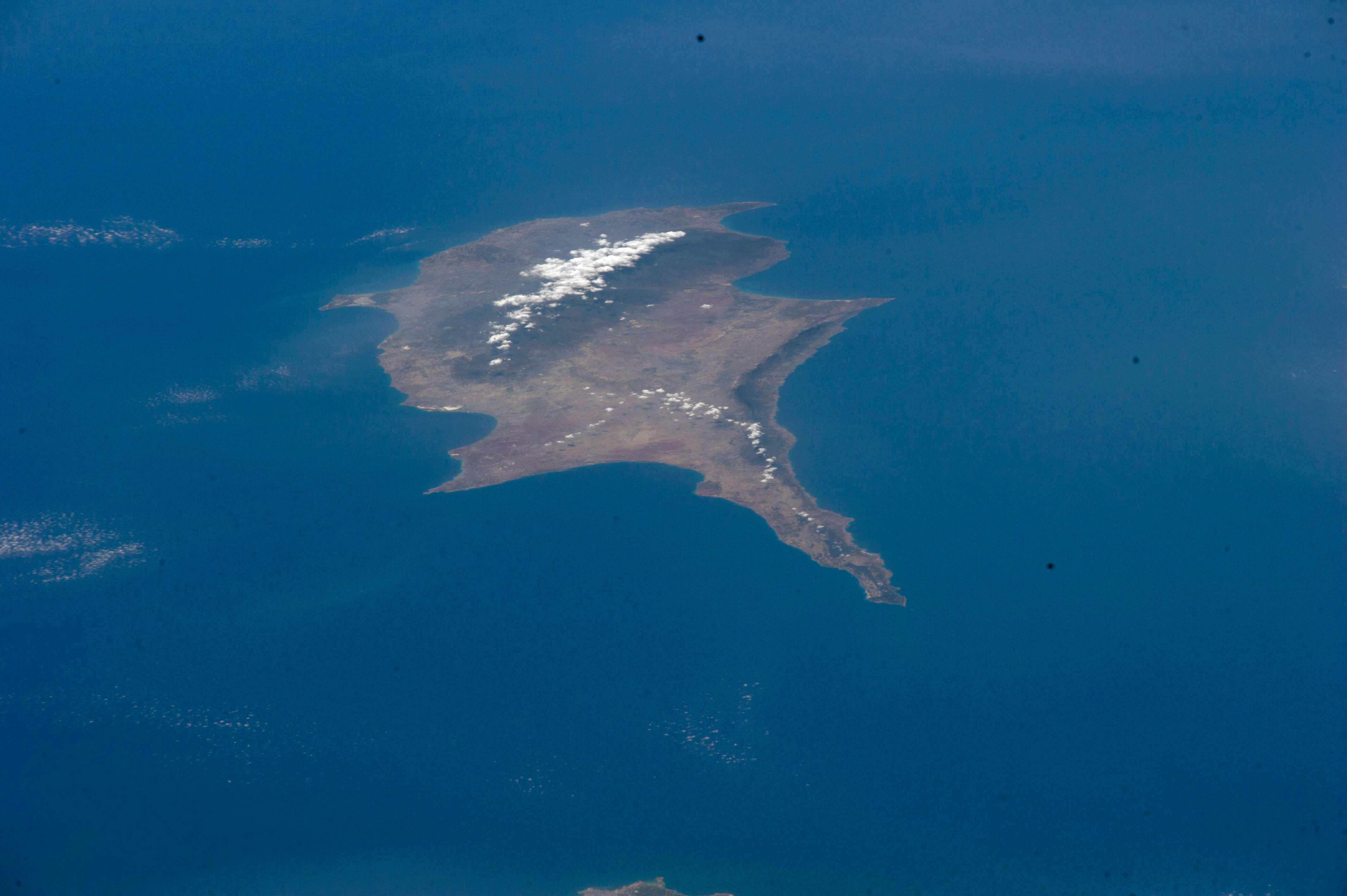
Хмарність над гірським масивом Троодос
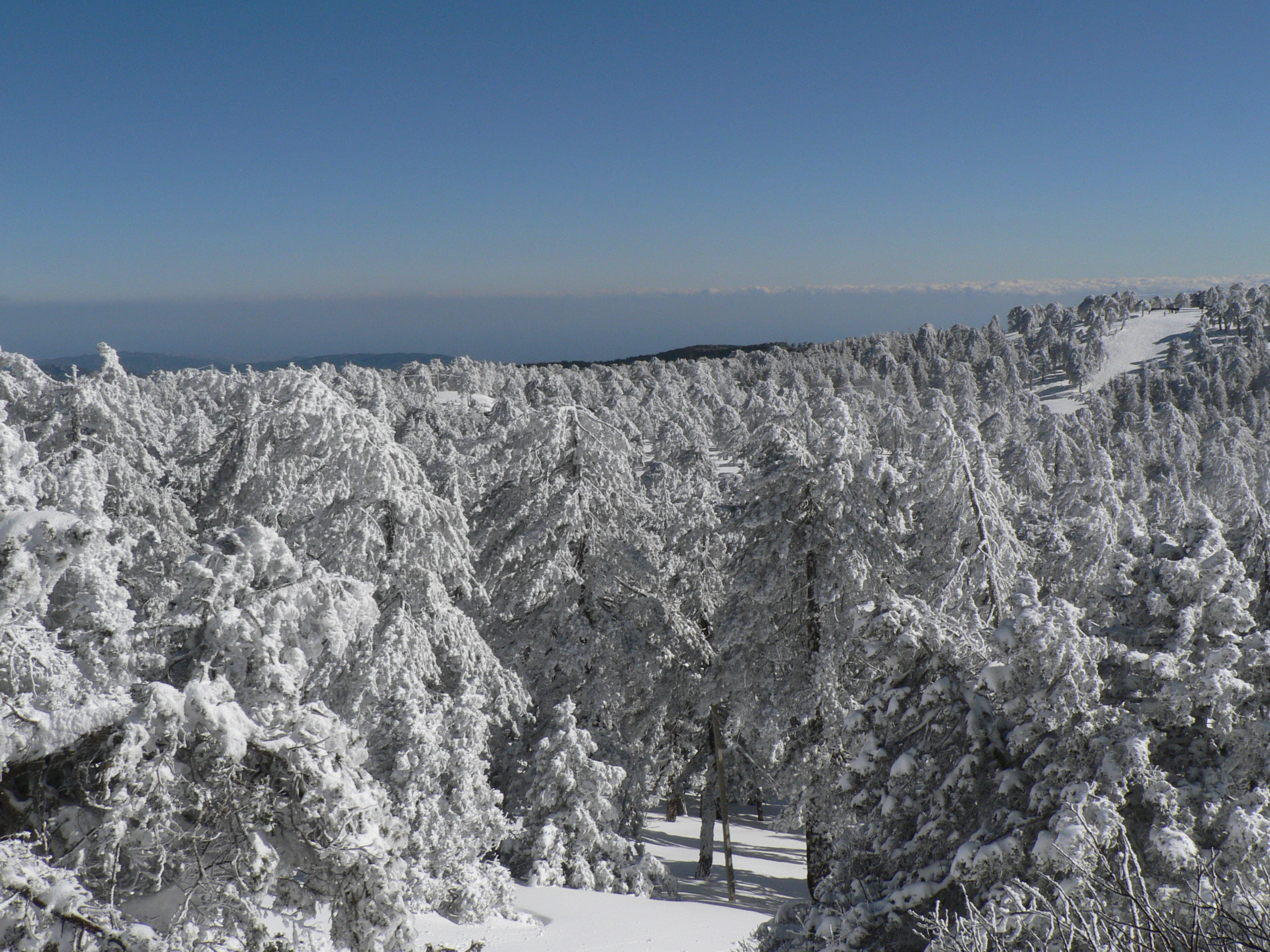
Зима на Троодосі

| Клімат Нікосії            | Клімат Нікосії | Клімат Нікосії | Клімат Нікосії | Клімат Нікосії | Клімат Нікосії | Клімат Нікосії | Клімат Нікосії | Клімат Нікосії | Клімат Нікосії | Клімат Нікосії | Клімат Нікосії | Клімат Нікосії | Клімат Нікосії |
| Показник                  | Січ.           | Лют.           | Бер.           | Квіт.          | Трав.          | Черв.          | Лип.           | Серп.          | Вер.           | Жовт.          | Лист.          | Груд.          | Рік            |
| Середній максимум, °C     | 15,3           | 15,9           | 18,6           | 24,3           | 29,5           | 33,9           | 36,9           | 36,7           | 33,6           | 28,3           | 21,8           | 17,1           | 26,0           |
| Середній мінімум, °C      | 5,2            | 5,0            | 6,4            | 10,1           | 14,5           | 18,8           | 21,8           | 21,6           | 18,5           | 15,0           | 10,2           | 6,8            | 12,8           |
| Норма опадів, мм          | 48             | 47             | 37             | 22             | 22             | 7              | 1              | 7              | 6              | 22             | 31             | 58             | 308            |
| ------------------------- | -------------- | -------------- | -------------- | -------------- | -------------- | -------------- | -------------- | -------------- | -------------- | -------------- | -------------- | -------------- | -------------- |
| Джерело: worldweather.org |                |                |                |                |                |                |                |                |                |                |                |                |                |

Острів Кіпр лежить в агрокліматичному поясі субтропічних теплолюбних сільськогосподарських культур із довгим періодом вегетації. Сума активних температур повітря вище 10 °C лежить в діапазоні 4000-8000 °C. Зона зволоження посушлива: коефіцієнт зволоження менший за 0,55, гідротермічний коефіцієнт менший за 0,7. Сприятливі умови для вирощування бавовнику, кукурудзи, олив, цитрусів, чаю, тютюну, фініків. Через брак водних ресурсів стабільне високоінтенсивне субтропічне землеробство можливе лише із створенням водосховищ, застосуванням капілярного зрошення. Наприкінці XIX сторіччя на острові оброблялось лише 20 % земель, вирощували невибагливі хліби (пшеницю, ячмінь), збирали маслини і фрукти. Розвиток іригації у XX сторіччі дозволив не тільки значно збільшити оброблювані землі, але й розширити перелік сільськогосподарських культур. Врожай збирають кілька разів на рік: навесні — овочі; влітку — баштанові, банани; восени — яблука, груші, сливи, абрикоси, персики, інжир, виноград, маслини, плоди ріжкового дерева; взимку — цитрусові, мигдаль, овочі.
Навколишні поверхневі води острова Кіпр влітку прогріваються від 27 °C на західному узбережжі до 29 °C на східному. Взимку середня температура прибережних вод не знижується нижче 15 °C на півночі і 17 °C на півдні. Брак великих повноводних річок в Східному Середземномор'ї у комплексі з високою випаровуваністю призводить до найбільшої солоності води в цій частині моря — більше 39 ‰, що наближується до таких показників в середній частині Червоного моря. Густина морської води в навколишніх водах острова становить 1,0274-1,0276 г/см³. Як і для Чорного моря, для Середземного характерна циклональна циркуляція вод, тобто морські течії несуть води із заходу на схід вздовж південного узбережжя, а зі сходу на захід — вздовж північного.
Кіпр є членом Всесвітньої метеорологічної організації (WMO), в країні ведуться систематичні спостереження за погодою.

## Внутрішні води
Дощові й паводкові води — головні постачальники прісної води для населення; створено багато невеликих водозбірників на схилах гір та пагорбів у східній частини рівнини Месаорія великі водосховища. Загальні запаси відновлюваних водних ресурсів (ґрунтові і поверхневі прісні води) становлять 0,78 км³. Станом на 2012 рік в країні налічувалось 460 км² зрошуваних земель. Субтропічний середземноморський клімат зумовлює головне надходження прісної води на острові в зимовий період, а посушливе літо й вапнякові ґрунти — швидкі витрати водних запасів. Загальне споживання води на острові: 0,18 км³/рік (10 % — водопостачання населенню; 3 % — потреби промисловості; 86 % — агропотреби). В середньому витрати водних ресурсів на одного кіпріота складають 164 тонн/рік (станом на 2009 рік).

### Річки
Річки Кіпру, а це більше 30 водних потоків, належать до типу річок із переважно дощовим (до 80 %) зимовим живленням (не менше 50 %); належать басейну Середземного моря. Влітку здебільшого пересихають, постійних потоків майже немає. Всі річки острова відрізняються маловодністю, беруть початок у горах і мають осінній та зимовий паводки. Більшість річок, розташованих на острові короткі, найдовші з них мають довжину 50-70 км. Основним джерелом живлення річок служать атмосферні опади в зимовий період. Під час дощів річки виходять з берегів і викликають навіть повіді. В спекотний літній період вони настільки міліють, що утворюють лише тонкі струмочки в оголеному річищі, а більшість зовсім пересихають. Найбільша річка острова, маловодний Педіас (грец. Πεδιαίος; 98 км), несе свої води долиною Мезаорія до затоки Фамагуста. Інші великі річки: Яліас (грец. Γιαλιάς; 88 км), Серакіс (грец. Σερράχης; 55 км), Діарізос (грец. Διαρίζος; 42 км), Ксеропотамос (грец. Ξεροπόταμος; 41,5 км), Езоуса (грец. Έζουσα; 41 км), Коуріс (грец. Κούρης; 38 км), Акакі (грец. Ακάκι; 22 км) з притоками.

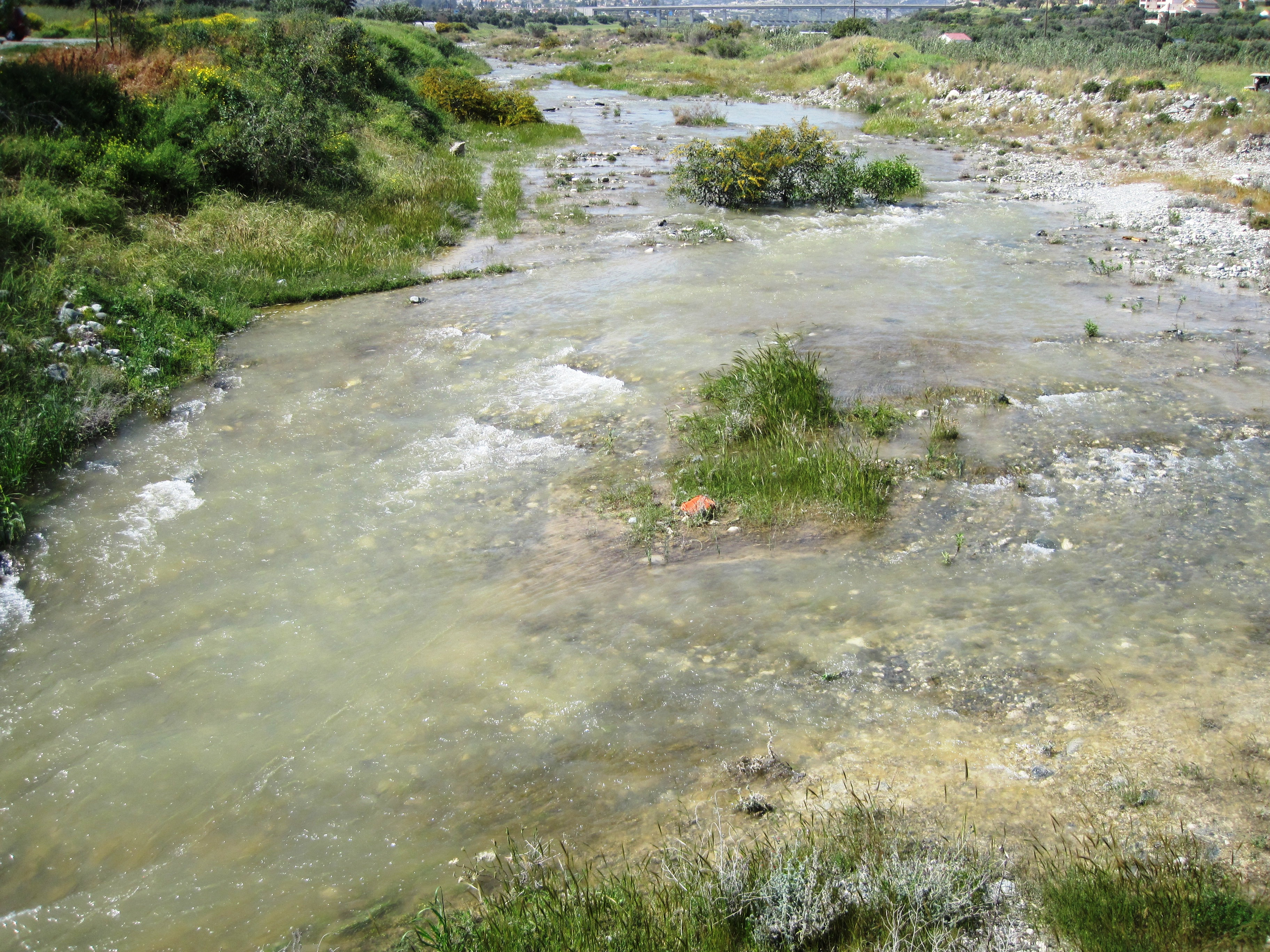
Річка Коуріс
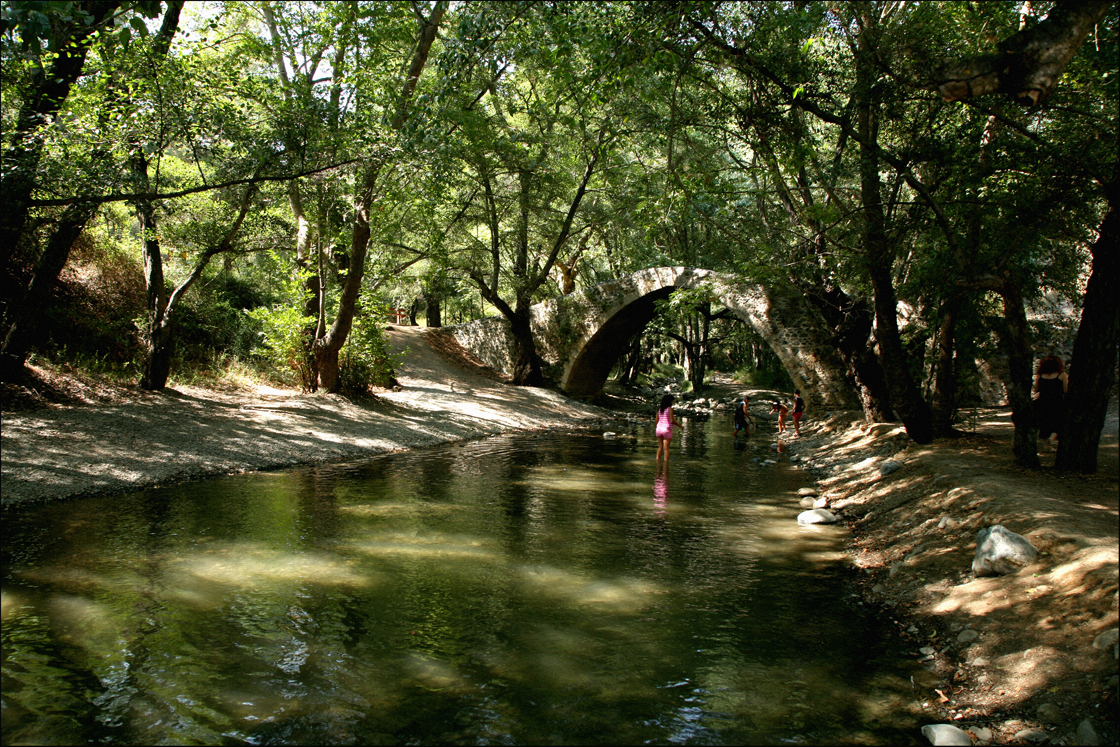
Міст на річці Діарізос
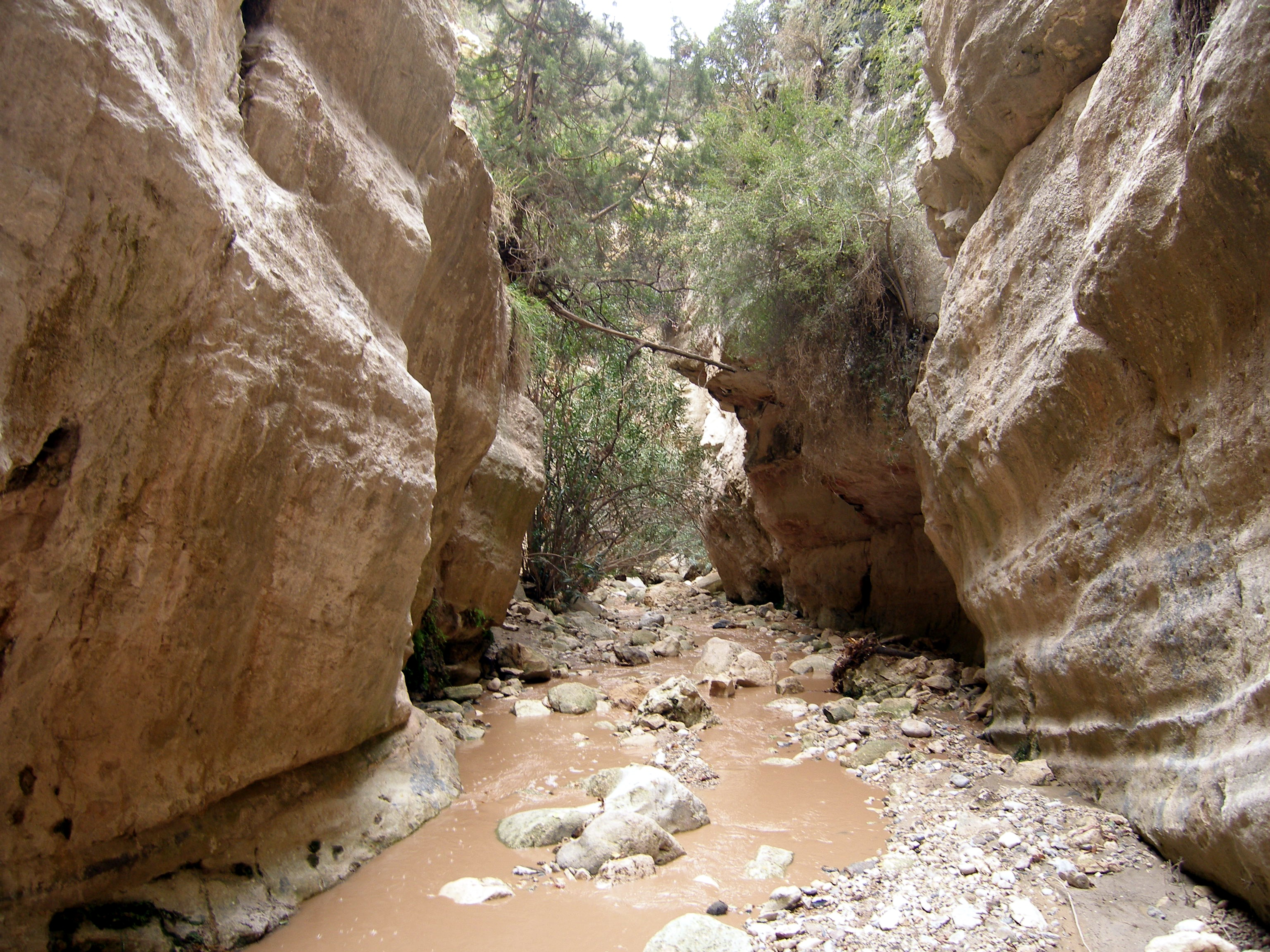
Струмок Авгас в ущелині Авакос
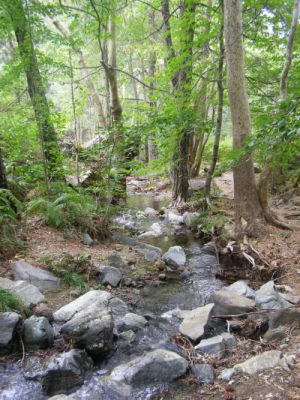
Гірський струмок восени
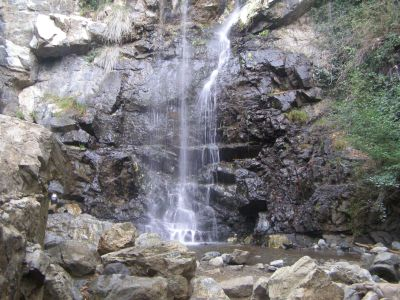
Водоспад в гірському масиві Троодос

### Озера і водосховища
Природних озер на острові досить мало, вони невеличкі й пересихають влітку. Можна відзначити 2 великих солоних озера на півдні країни: Ларнакське солоне озеро (грец. Αλυκή Λάρνακας; площа — 1,5 км²; глибина — 1 м) і солоне озеро Лімасол (грец. Αλυκή Λεμεσού; площа — 13,6 км²; глибина — 3 м) — найбільша внутрішня водойма острова, поблизу однойменних міст. Вони мають важливе значення для перелітних птахів (охороняються Рамсарською конвенцією про водно-болотяні угіддя), як джерело лікувального мулу й солі. Іншими значними озерами є Паралімні й Айос-Лукас поблизу Фамагусти.

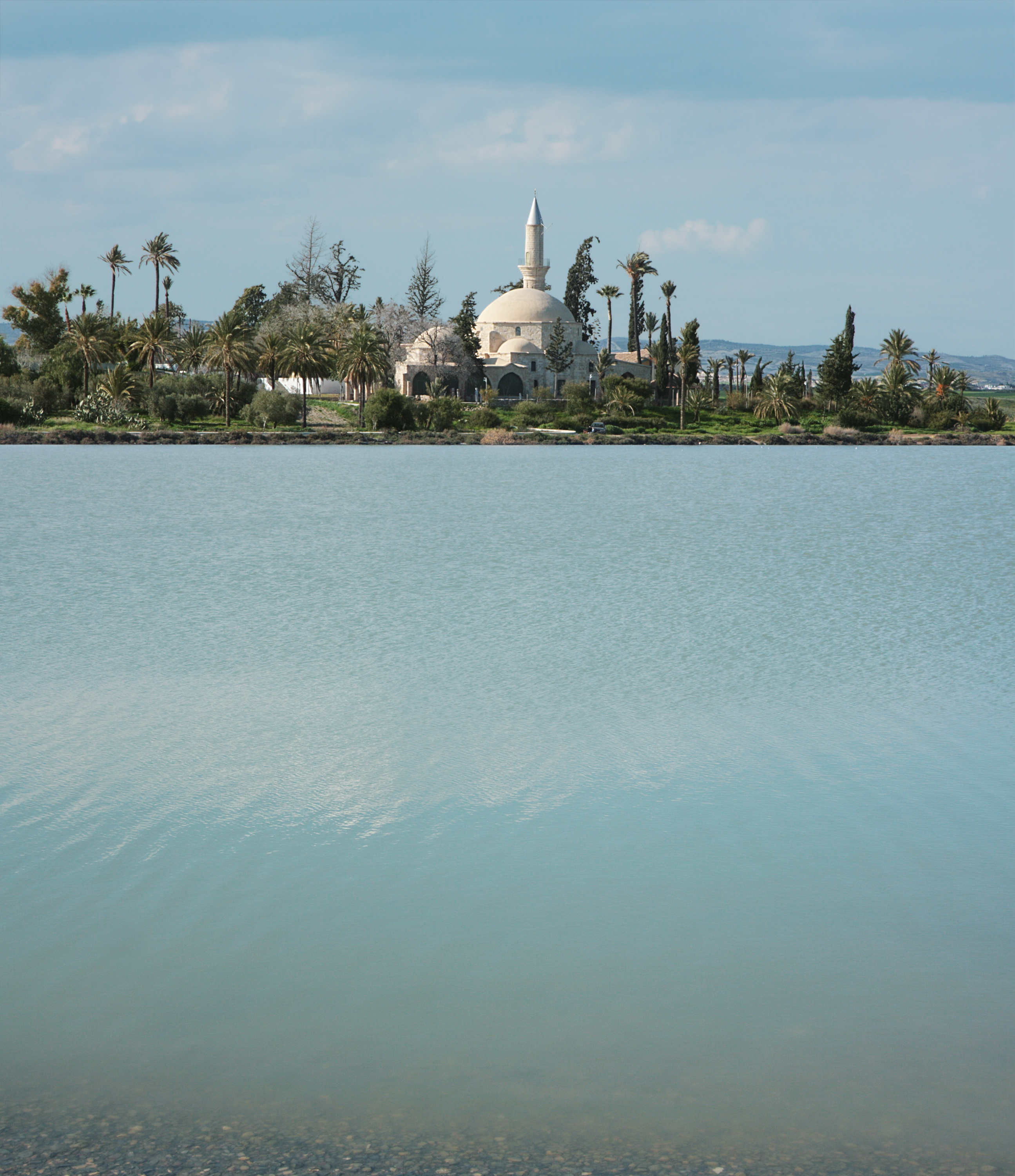
Повна вода на Ларнакському соляному озері
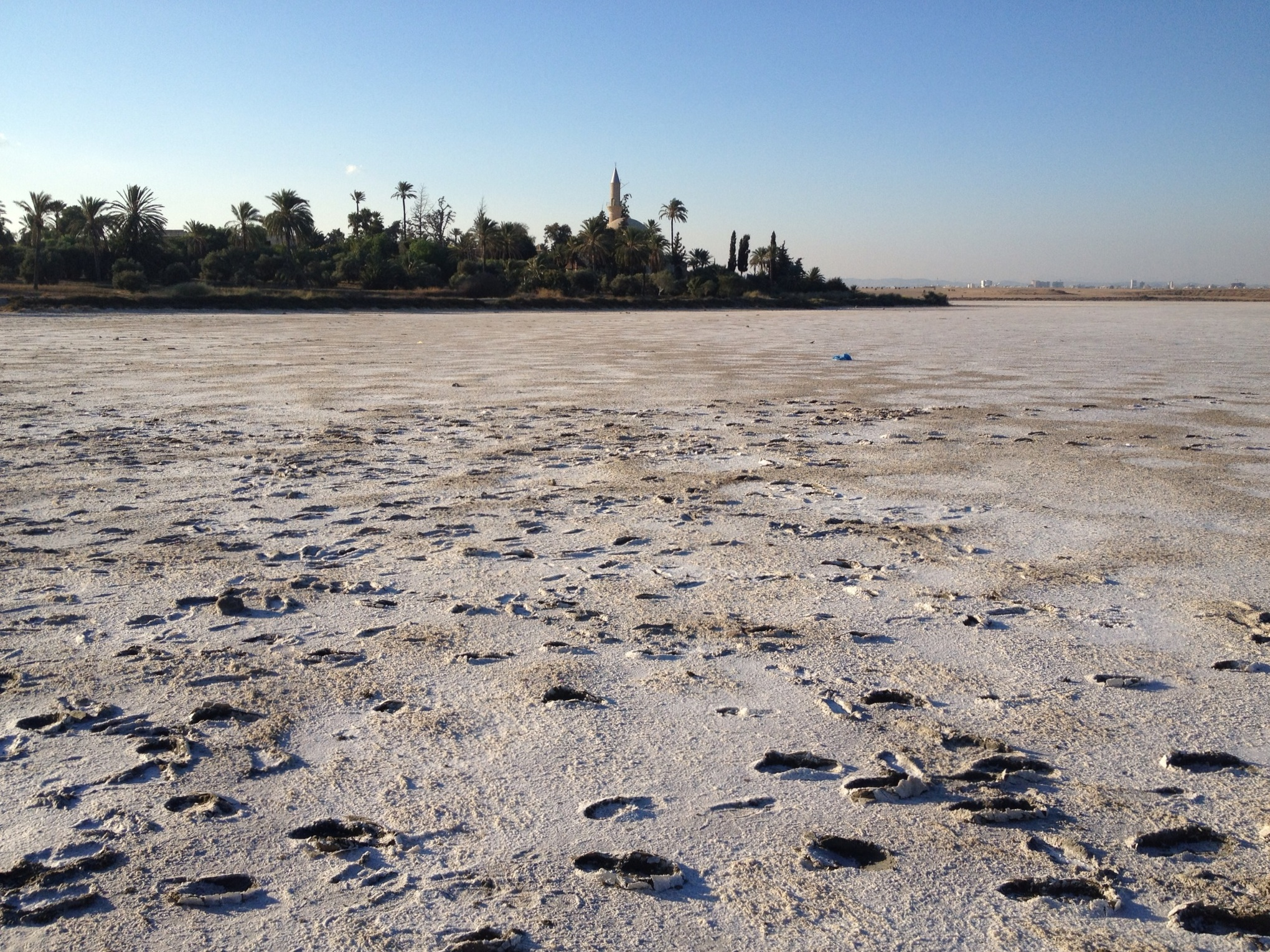
Посуха на Ларнакському соляному озері
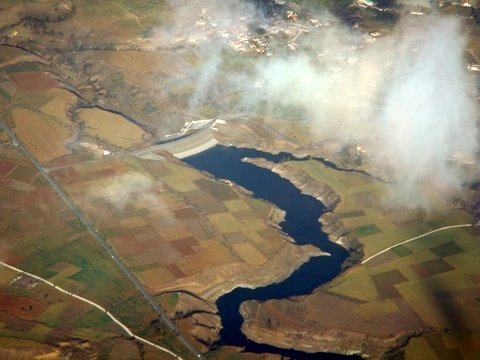
Водосховище Тамассос
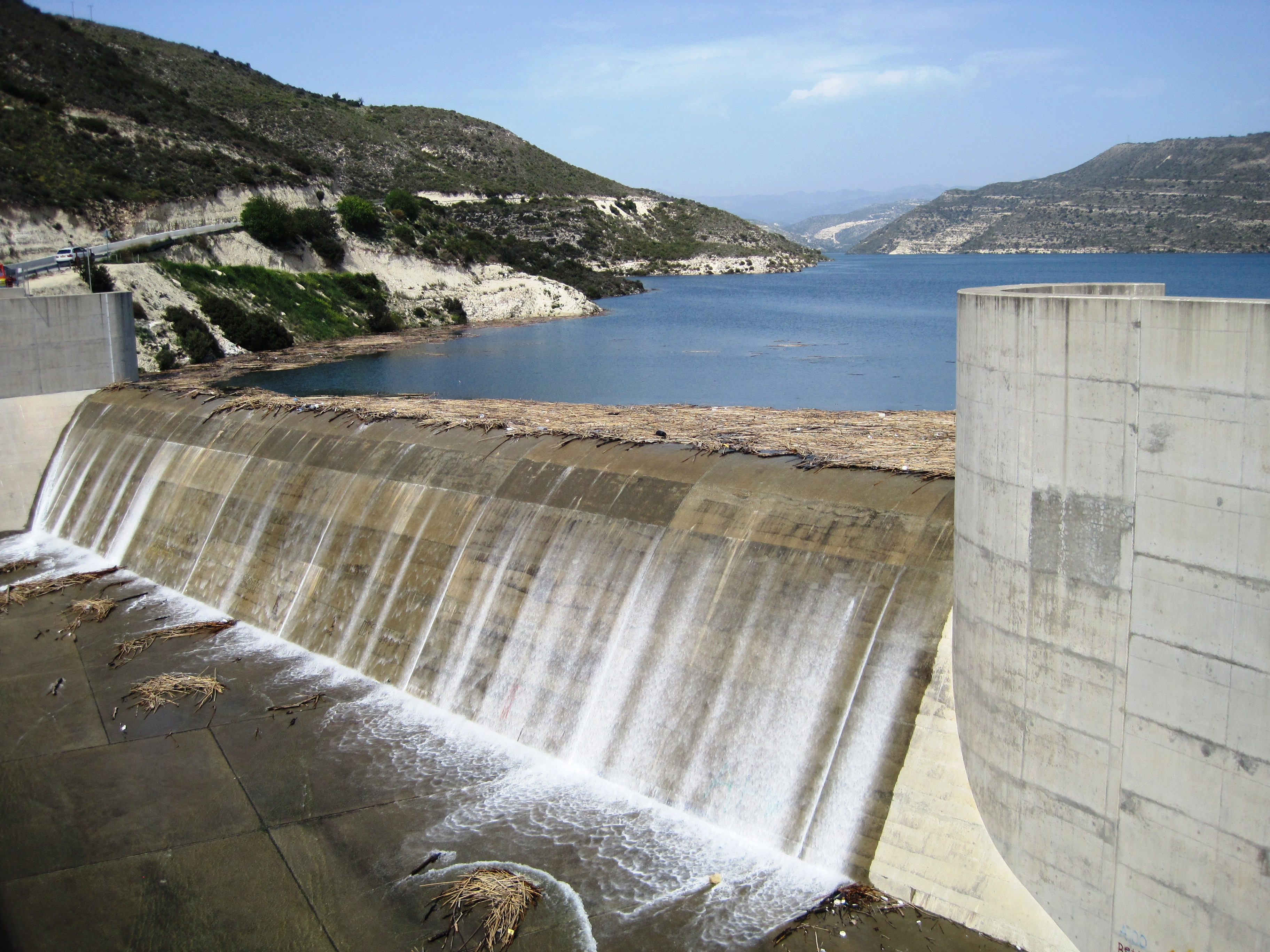
Гребля на річці Коуріс
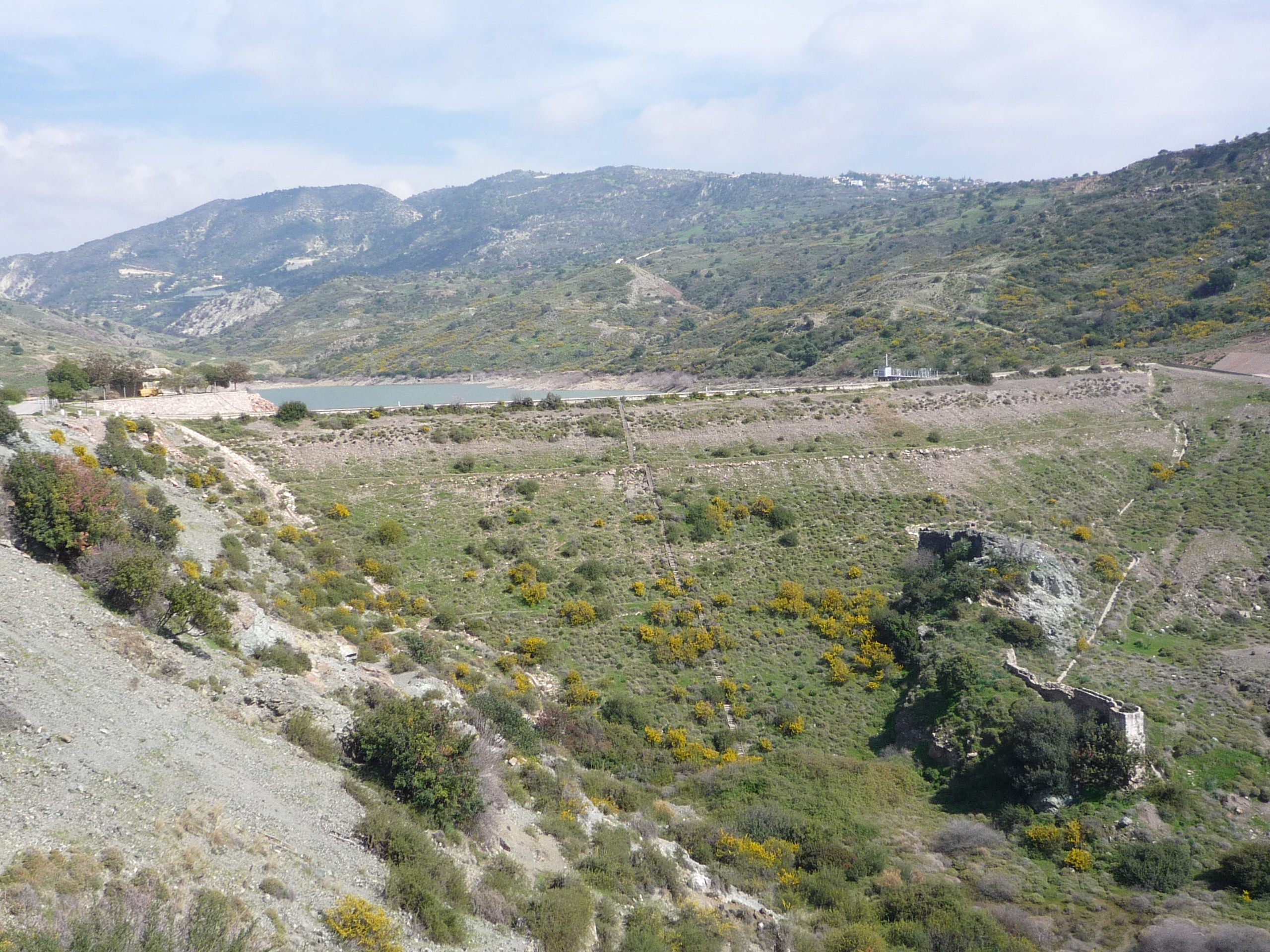
Гребля Мавроколімпос
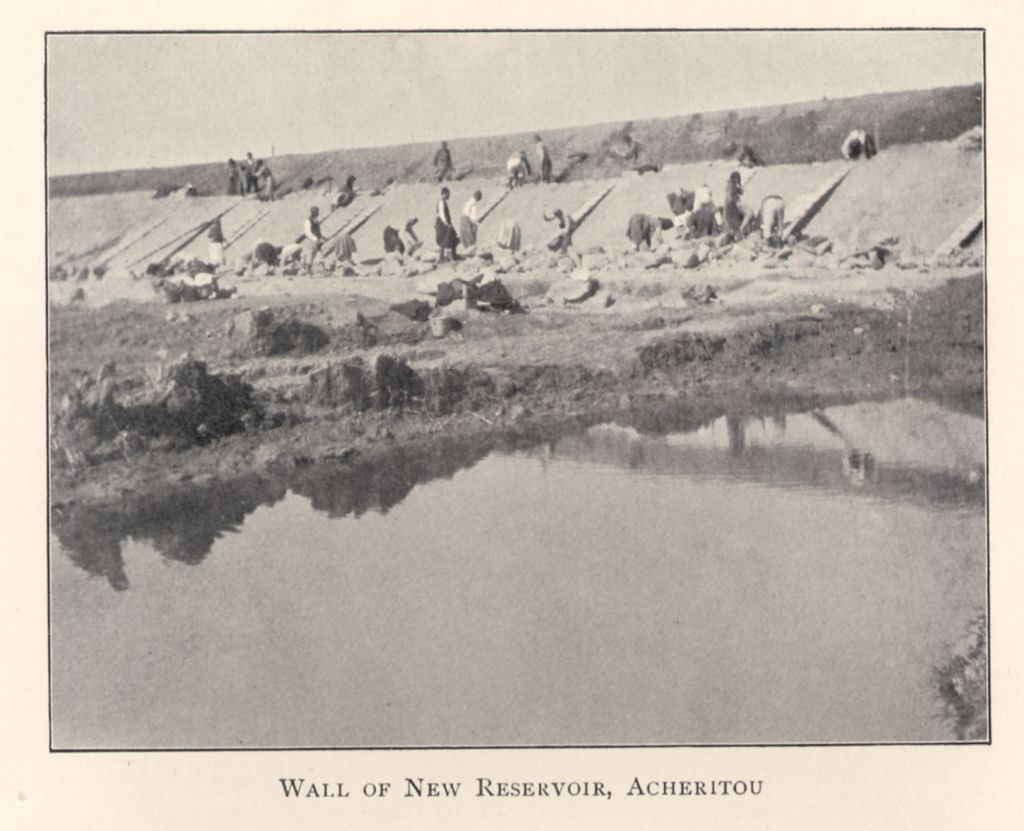
Будівництво греблі водосховища Ахеріту, 1900 рік

Постійний брак води на потреби сільського господарства змусив кіпріотів збудувати 108 штучних водосховищ (станом на 2014 рік), загальним об'ємом 0,290 км³, що дають змогу зрошувати 457,9 км² сільськогосподарських угідь, постачати питну воду для населення впродовж усіх сезонів. Найбільше з них збудоване 1988 року на річці Коуріс (грец. Τεχνητή λίμνη Κούρη), площею 3,6 км² і місткістю 0,115 км³, єдина водойма в країні з об'ємом більше 100 млн м³. Великі водосховища:
- Аспрокремос (грец. Τεχνητή λίμνη Ασπρόκρεμου), гребля зведена у 1982 році на річці Ксеропотамос, місткість 0,052 км³ води;
- Евретоу (грец. Φράγμα Ευρέτου), гребля зведена у 1986 році на річці Ставрос, місткість 0,024 км³ води;
- Каннавіоу, гребля зведена у 2005 році на річці Езоуса, місткість 0,018 км³ води;
- Калавасос, гребля зведена у 1985 році на річці Васілікос, місткість 0,017 км³ води.

## Ґрунти
Ґрунти Кіпру здебільшого коричневі сухих ксерофітних субтропічних лісів і чагарників, у горах кам'янисті.

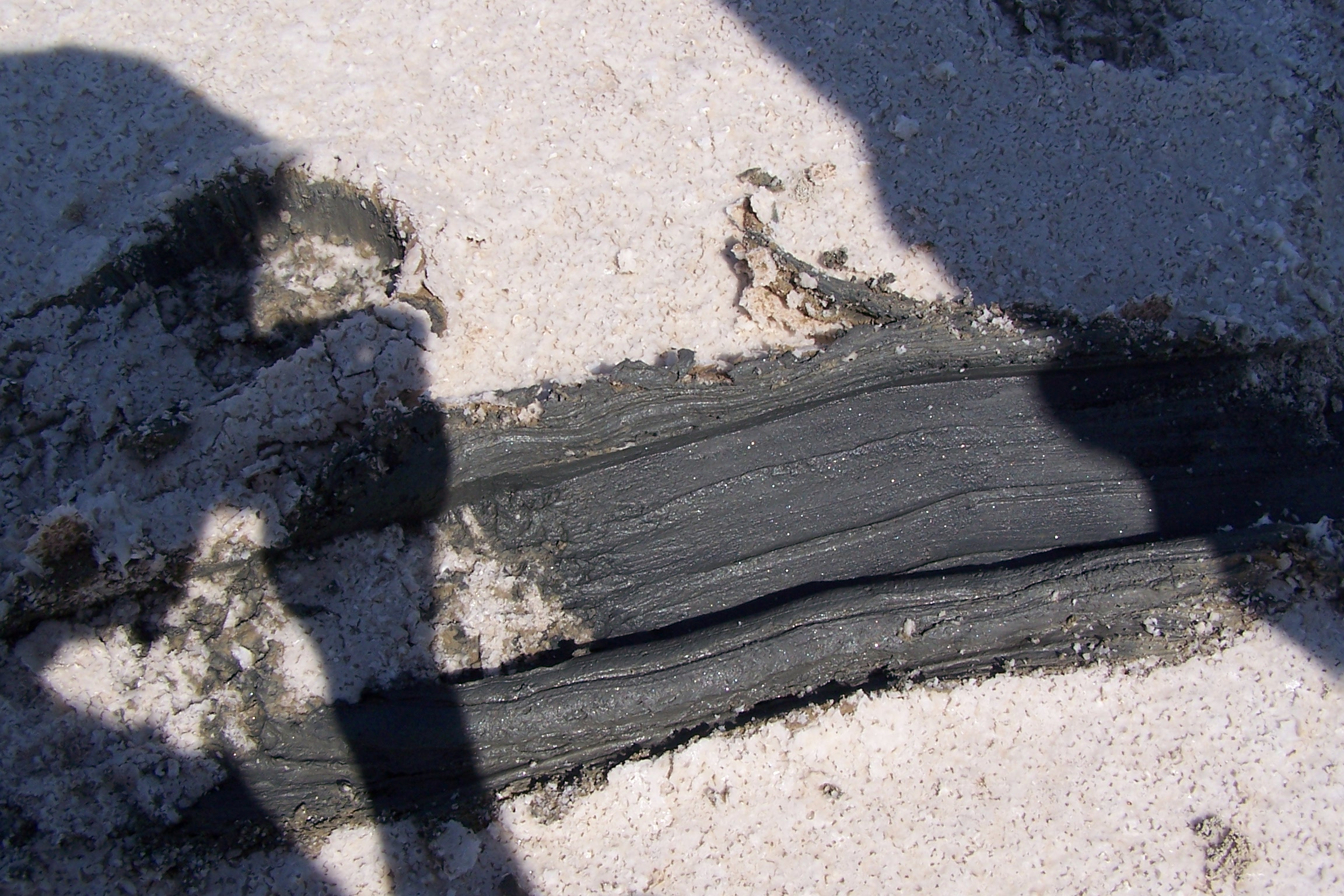
Сапропель під кіркою солі озера Ларнака

## Рослинність
Острів лежить у смузі субтропічних середземноморських літньо-сухих лісів і чагарників. Висотна поясність у горах належить до середземноморського лісо-альпійсько-лучного типу. Флора Кіпру належить до голарктичного ботанічного домініону й налічує 1900 видів квіткових рослин, з них 140 ендеміки острова. Ендемічною флорою особливо вирізняється півострів Акамас (40 видів з 700). Історично Кіпр був головним постачальником деревини кедру на потреби флоту, будівництва храмів для хеттів, фінікійців, фараонів. Ліси колись повністю вкривали його поверхню. До XX століття ліси збереглися лише на схилах Троодоса (14 % території країни). На острові Кіпр можна виділити два основних типи лісових формацій:
- У горах вічнозелені й листопадні дубові ліси й маквіси за участі соснових лісів, кедра ліванського (Cedrus libani) і кипариса (Cupressus). Дуб скелястий (Quercus coccifera), кам'яний (Q. ilex), валонський (Q. macrolepis), палестинський (Q. calliprinos), ліванський (Q. libani), алепський (Q. infectoria), вільхолистий (Q. alnifolia), сосна алепська (Pinus halepensis), чорна (P. nigra), турецька (P. brutia), каштан (Castanea), а у гірських долинах зростають олеандр (Nerium oleander) і тамарикс (Tamarix)[10][19]. Рожевий олеандр часто вирощують як декоративну рослину вздовж доріг і автомагістралей.
- У передгір'ях і на узбережжі вічнозелені дубові ліси і маквіси за участи соснових лісів. Дуб кам'яний, скелястий, палестинський, сосна алепська і турецька.

Головні лісові масиви сконцентровані у горах Троодос: величезний масив лісу Пафос із Долиною кедрів (найстарішому дереву 800 років) займає його східну частину; ліс Троодос займає найбільш піднесену частину гір навколо Олімбосу, утворено національний парк; ліс Аделфі на північно-східних схилах; далі на схід ліси Макхерас, Етомоуті і Ставровоуні; на південно-східних схилах розкинувся ліс Лімасол. Другий за розмірами комплекс лісів знаходиться в Північних горах (із заходу на схід): на узбережжі затоки Морфу ліси Кормакітіс і Айя-Ірині, далі ліс Діоріос; у горах Кіренія ліси Каравас (Лапітос), Кармі, Пентадактілос, Кітреа і Карталдаг, Тенагра, Мелоунда, Іпсаровоундо, Кантара, Плоуша, ліс Ійоуті підходить до самого північного узбережжя. Ліси півострова Карпасос ростуть як у горах (Каваллі, Карпасія, Халаста), так і на самому узбережжі: Валія, Піроія, Айос-Серійос — на південному, Шеромілія, Перістерія, Елеоуза, Апостолос-Андреас — на північному. Вздовж південного узбережжя місцями також залишились великі лісові масиви: найбільший і найцінніший на півострові Акамас; південніше ліс Пея; між містами Пафос і Лімасол ростуть ліси Орітес, Ранді, Акротирі; поблизу Ларнаки ліс Моуттітоузігу; між Ларнакою і Фамагустою на узбережжі ліси Ксілофагу, Айос-Нікандрос, Айя-Напа; на північ від Фамагусти на узбережжі ліс Караолос.

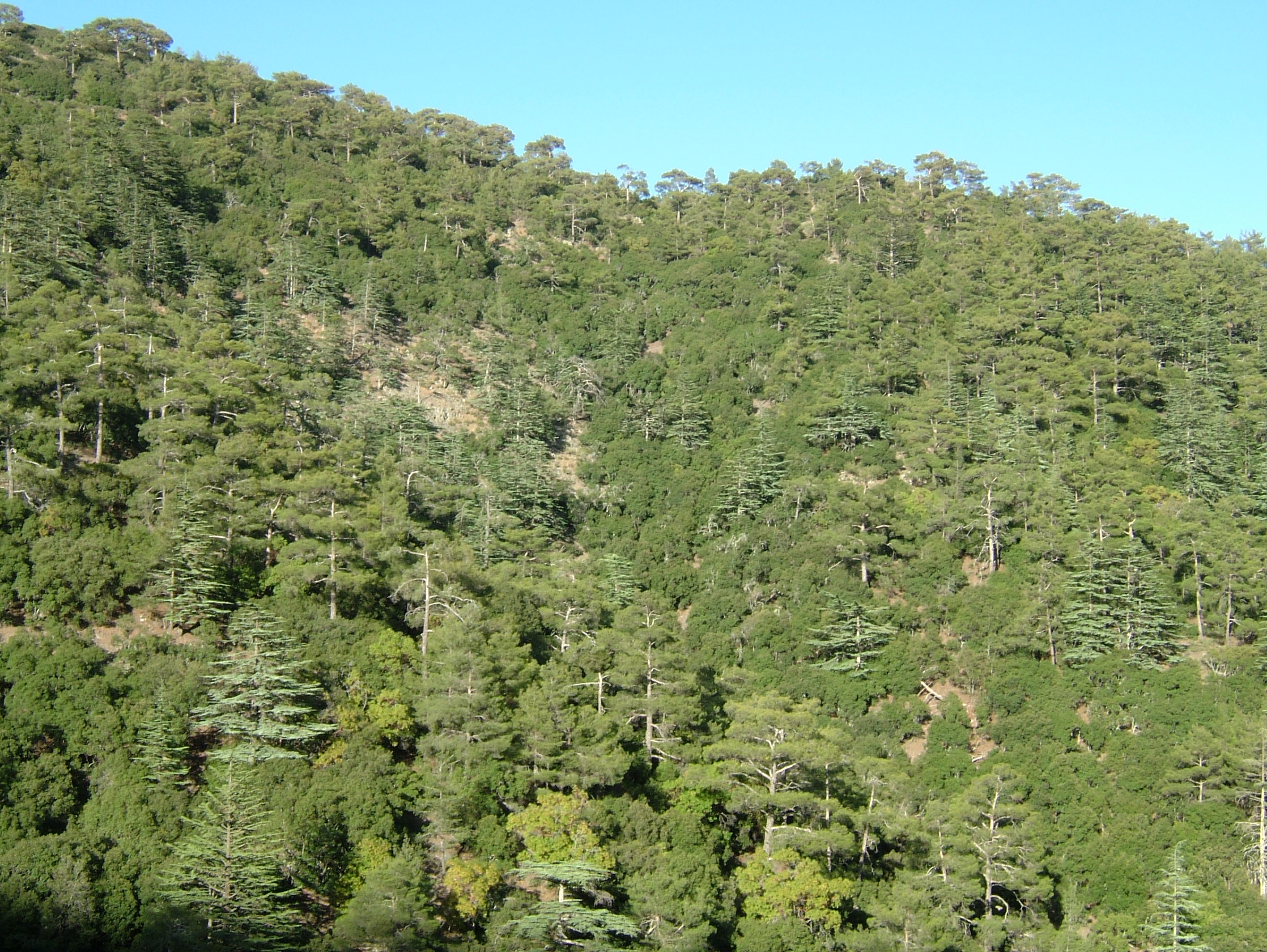
Кедр ліванський (Cedrus libani) у горах Троодос
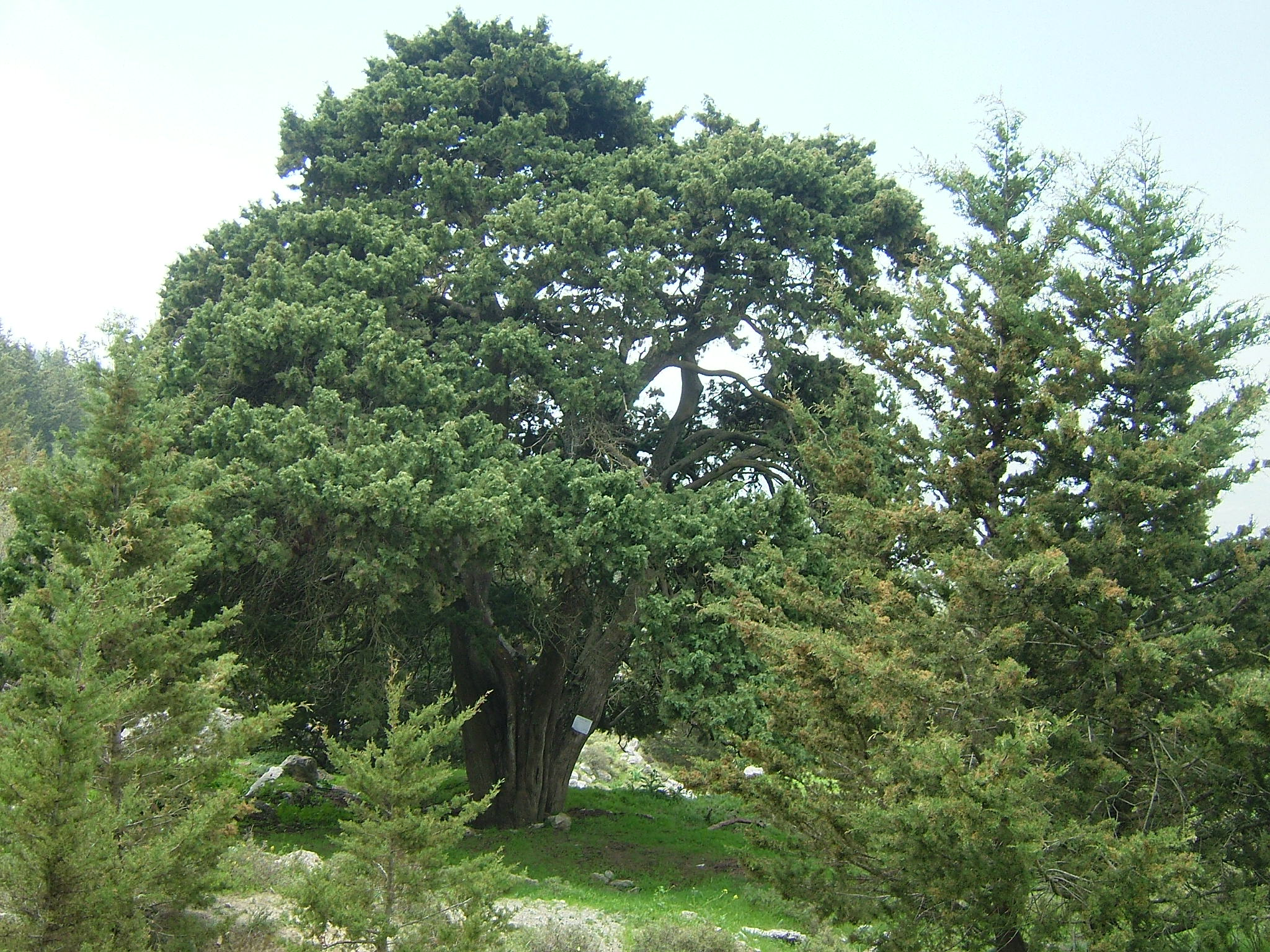
Кипарис
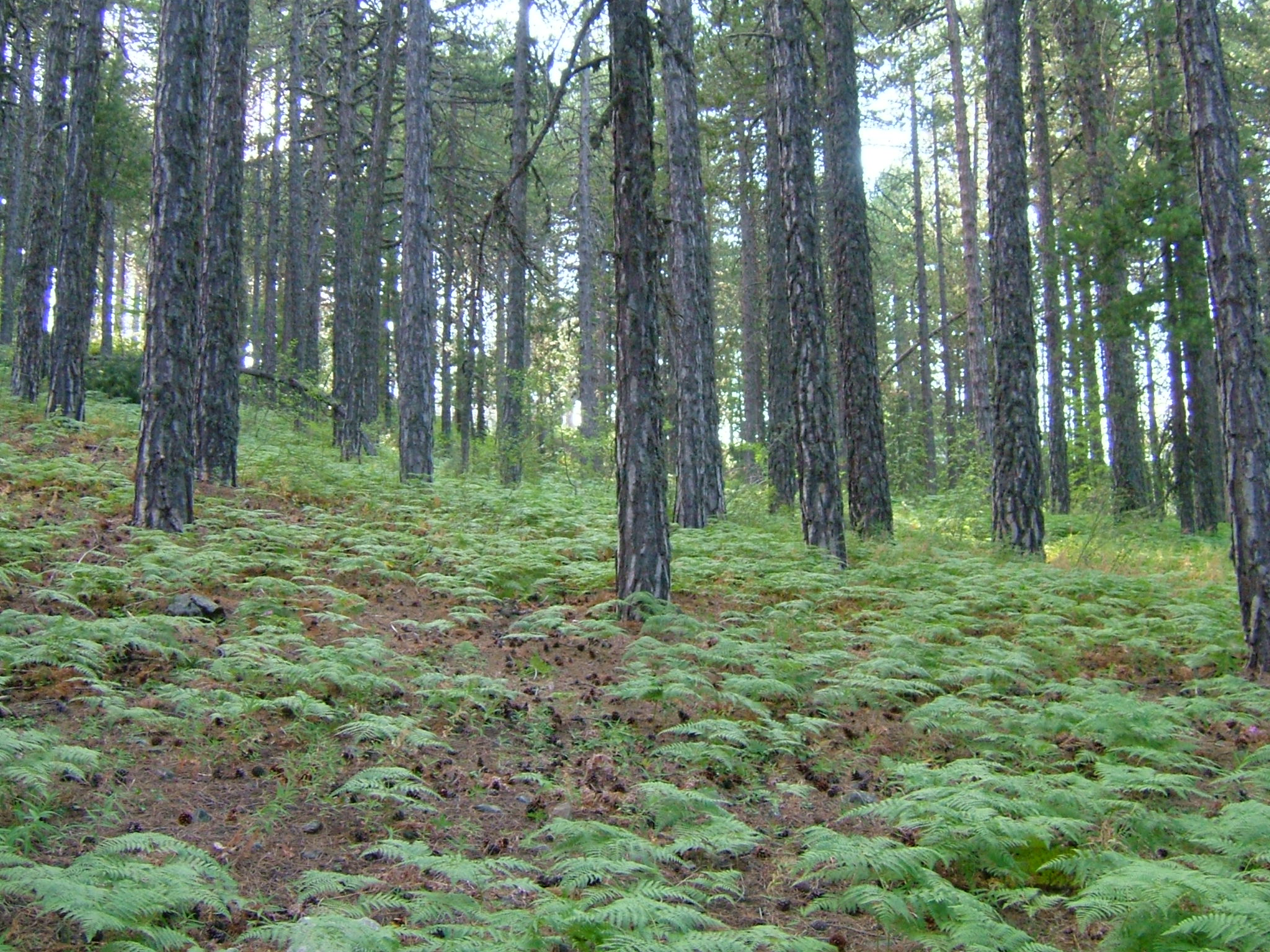
Ліс з сосни чорної (Pinus nigra)
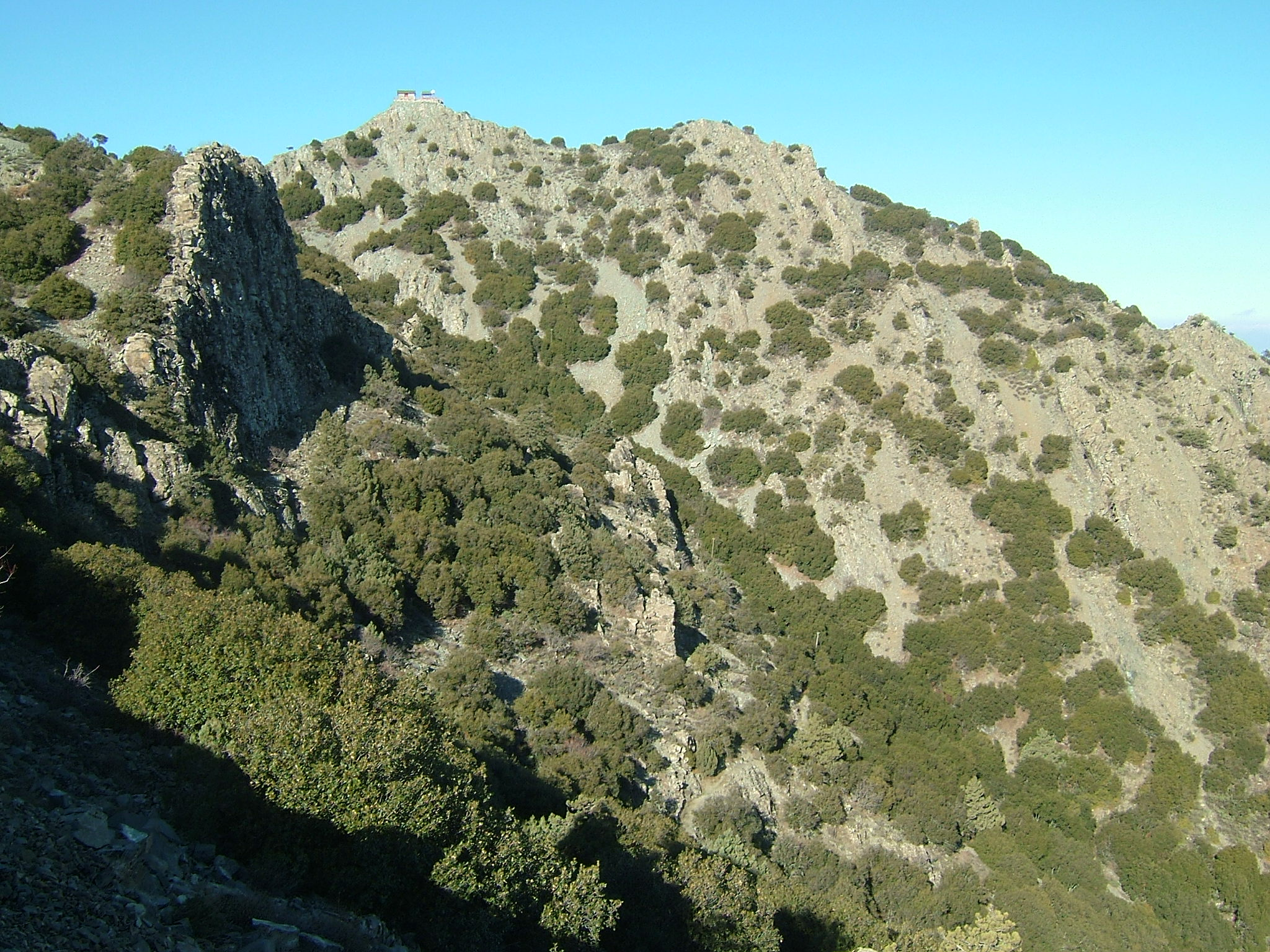
Чагарники дубу вільхолистого (Quercus alnifolia)
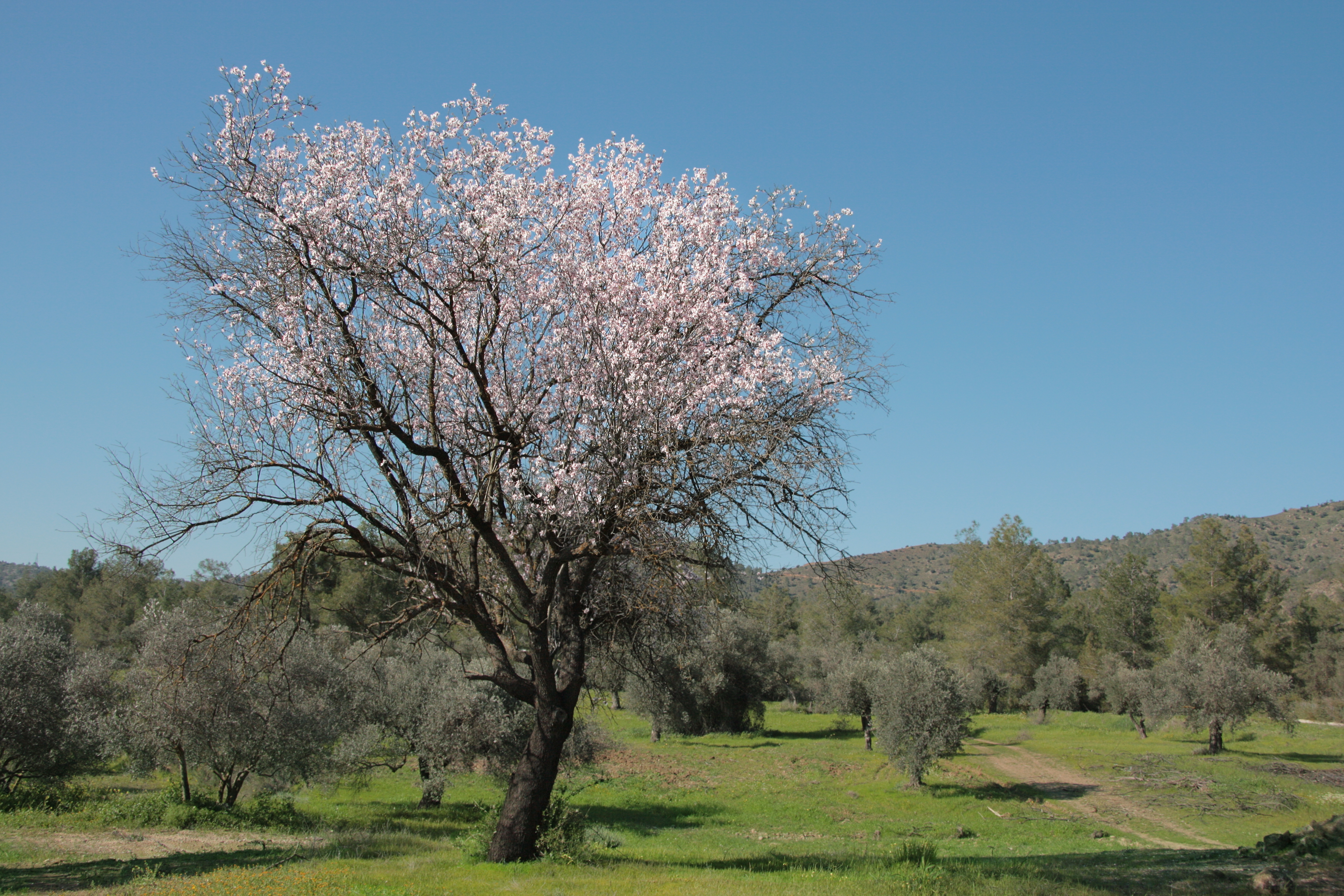
Розквітле дерево мигдалю (Prunus dulcis)
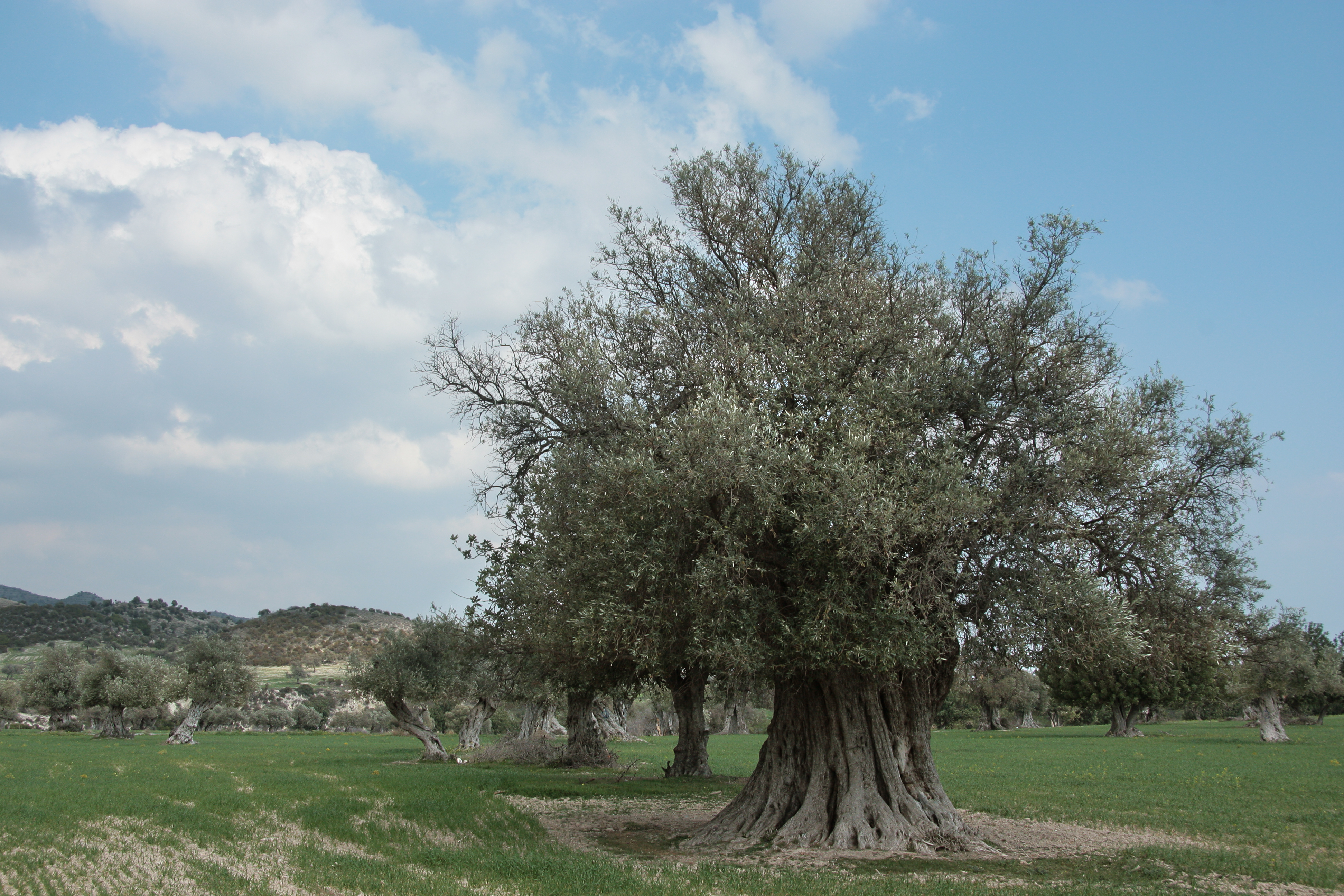
Старовинна олива (Olea europaea)

Передгір'я, до висоти 500 м, вкриті маквісом і фриганою із вічнозелених середземноморських чагарників; саме тут сконцентровані найбільші плантації цитрусових, гранатів, мигдалю, олив, виноградники й рілля. Взимку, у лютому, у вологий сезон на луках зацвітають півники (Iris), анемони (Anemone), маки (Papaver). Вже в квітні квітнуть цитрусові сади. Росте також ялівець (Juniperus), суничник (Arbutus), платан (Platanus), вільха (Alnus), жасмин (Jasminum), кактуси (Cactaceae). Багато рослин, що ростуть на Кіпрі, мають лікарські властивості, що використовуються кіпріотами з античних часів. Наприклад, півонії (Paeonia) використовували як болезаспокійливе.
На посушливих вапнякових південних схилах північних гір бідна степова рослинність. Росте пижмо сибірське (Tanacetum sibiricum).
Ендеміком острова є ліндбергелла (Lindbergella sintenisii), представник монофілетичного роду злаків (Poaceae).
Земельні ресурси Кіпру (оцінка 2011 року):
- придатні для сільськогосподарського обробітку землі — 13,4 %,
  - орні землі — 9,8 %,
  - багаторічні насадження — 3,2 %,
  - землі, що постійно використовуються під пасовища — 0,4 %;
- землі, зайняті лісами і чагарниками — 18,8 %;
- інше — 67,8 %[2].

## Тваринний світ
Зоогеографічно острів Кіпр належить до східносередземноморської провінції середземноморської підобласті голарктичної області. Тваринний світ острова збіднілий через зведення лісів, розширення сільськогосподарських угідь під виноградники й цитрусові плантації.

### Теріофауна
Зменшується чисельність лисиць (Vulpes vulpes), зайців (Lepus capensis), на межі винищення гірський козел (Capra aegagrus) і муфлон (Ovis orientalis). З комахоїдних зустрічаються їжак вухатий (Hemiechinus auritus), білозубка мала (Crocidura suaveolens), сункус етруський (Suncus etruscus). Видовий склад рукокрилих досить різноманітний: 12 видів родини лиликових (Vespertilionidae), 4 види підковикових (Rhinolophidae), по одному представнику криланів (Pteropodidae) і молосових (Molossidae). Гризуни представлені мишами, кіпрською (Mus cypriacus), хатньою (Mus musculus) і ендемічною кіпрською голчастою (Acomys nesiotes); пацюками, сірим (Rattus norvegicus) і чорним (Rattus rattus).
У водах навколо Кіпру й на узбережжі можна зустріти тюленя-монаха (Monachus monachus), який більше не розмножується в прибережній зоні й печерах острова; різні види дельфінів (Delphinidae).
1,5 млн років тому на острові з'явились слонові й бегемоти, про що свідчать палеонтологічні знахідки.

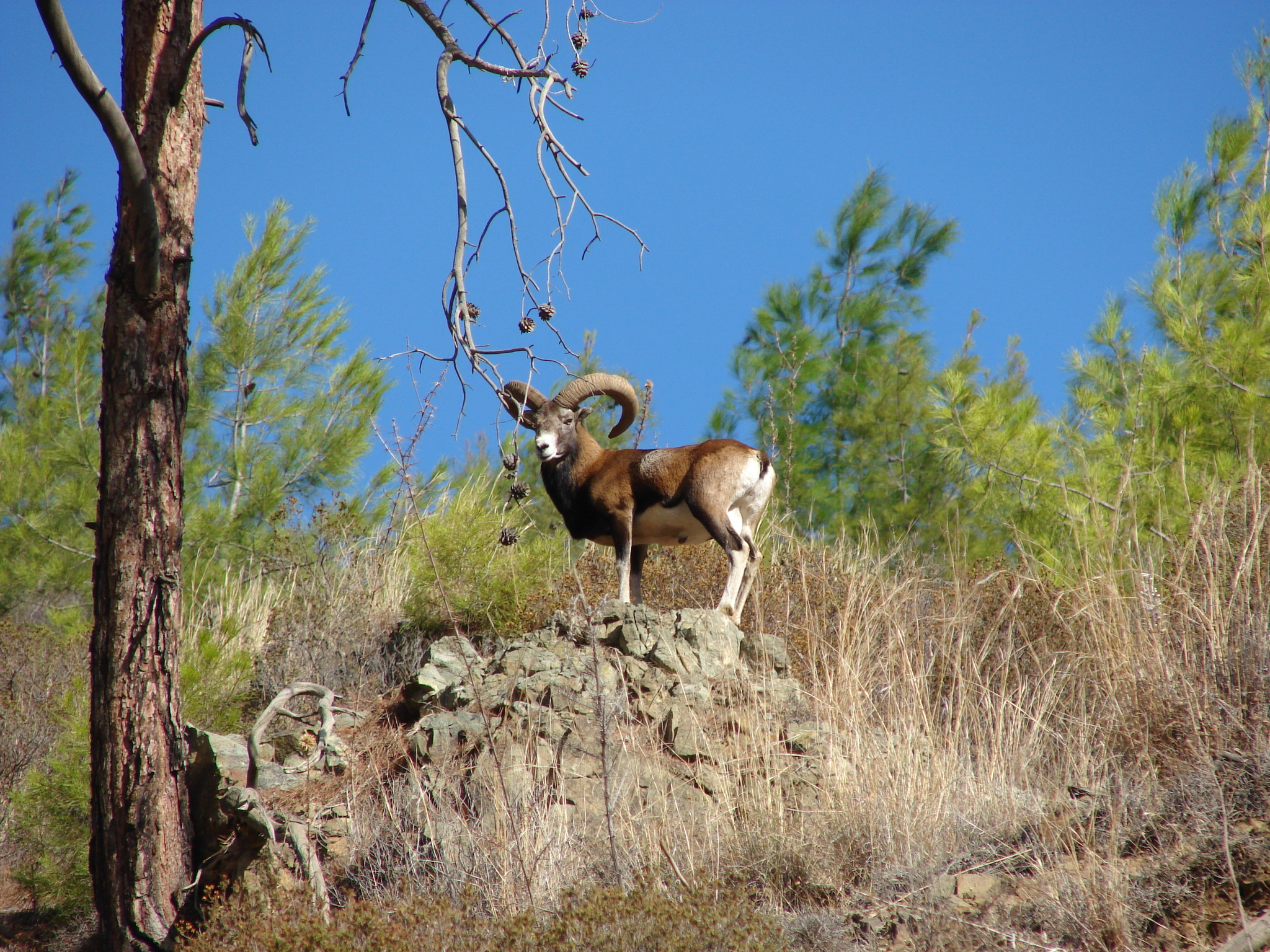
Кіпрський муфлон (Ovis orientalis)
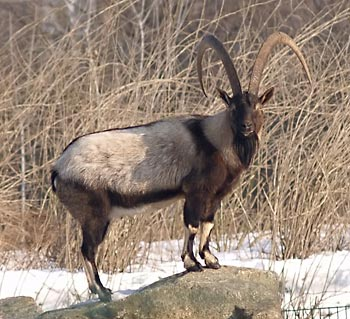
Козел звичайний (Capra aegagrus)
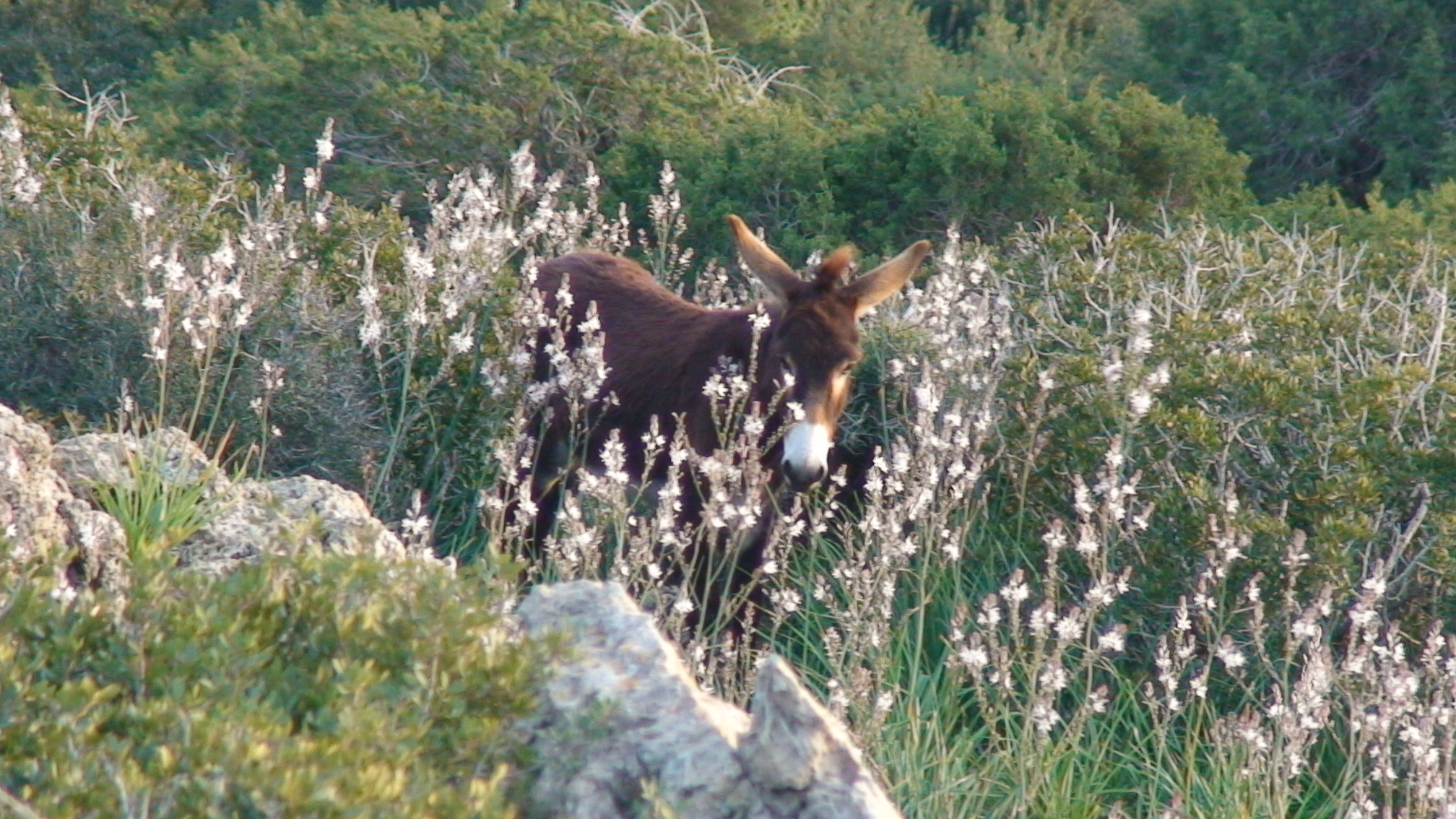
Здичавілий осел на півострові Карпас
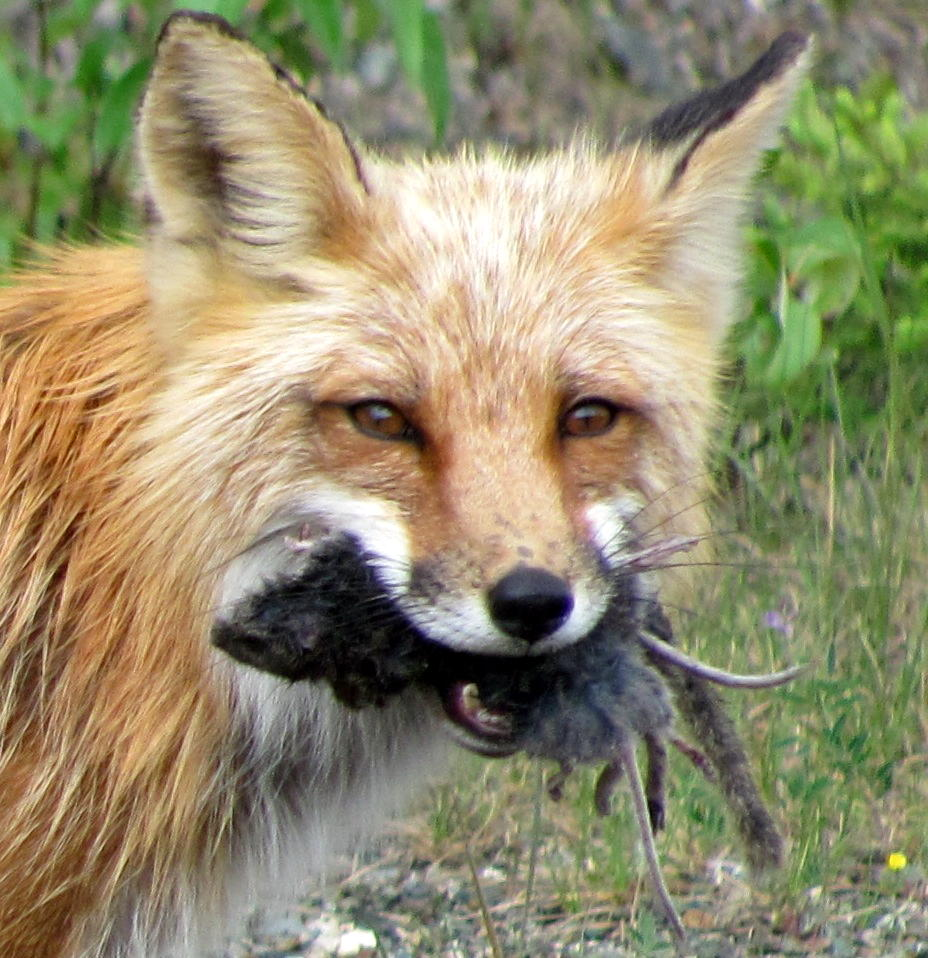
Лисиця руда (Vulpes vulpes) із здобиччю
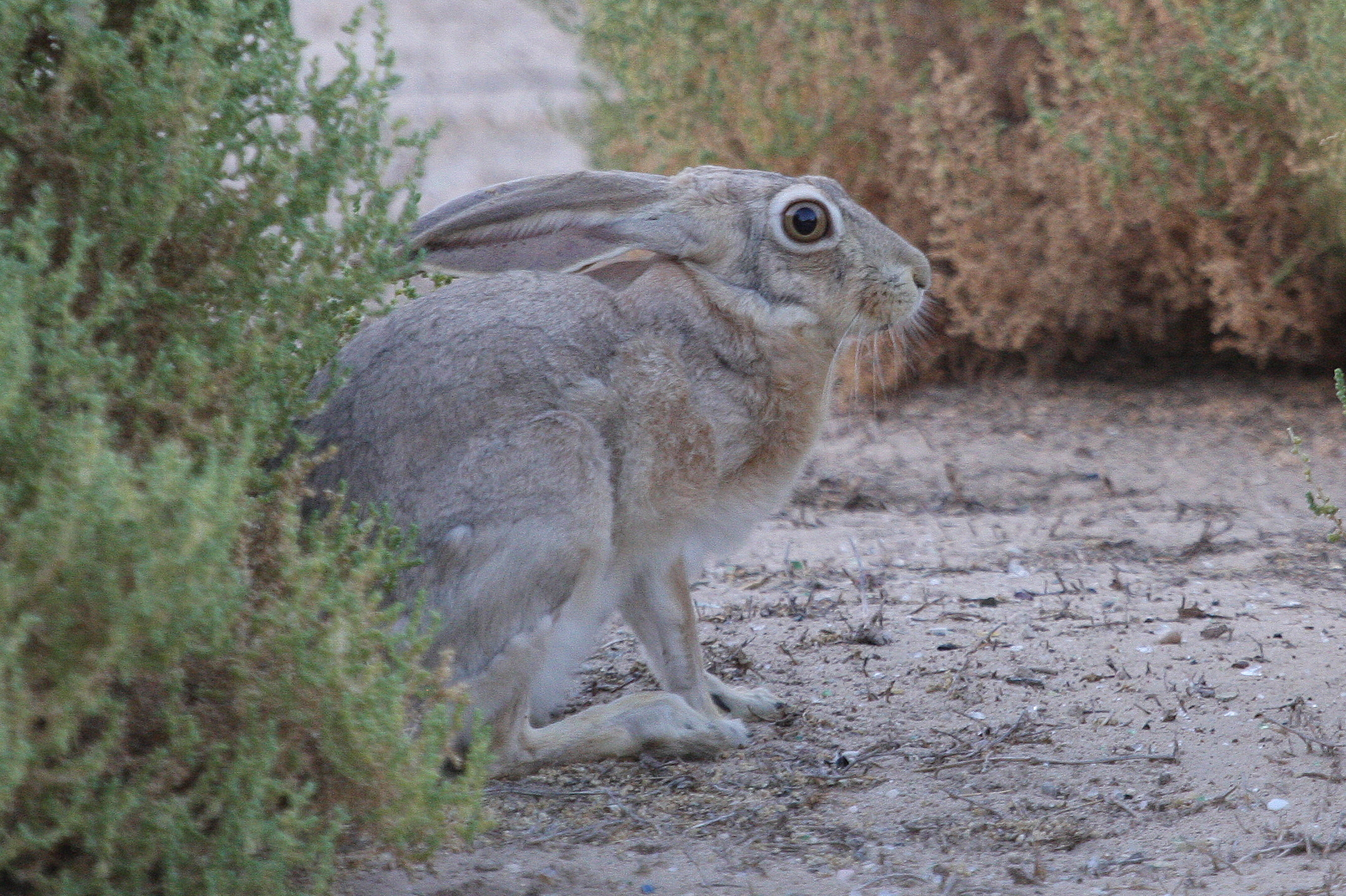
Капський заєць (Lepus capensis)

### Орнітофауна
Орнітофауна острова представлена 398 видами, переважно мігруючими; місцеві: орли, шуліки і представники горобцевих: славки (Sylvia), ластівки (Hirundo), жайворонки (Alauda).

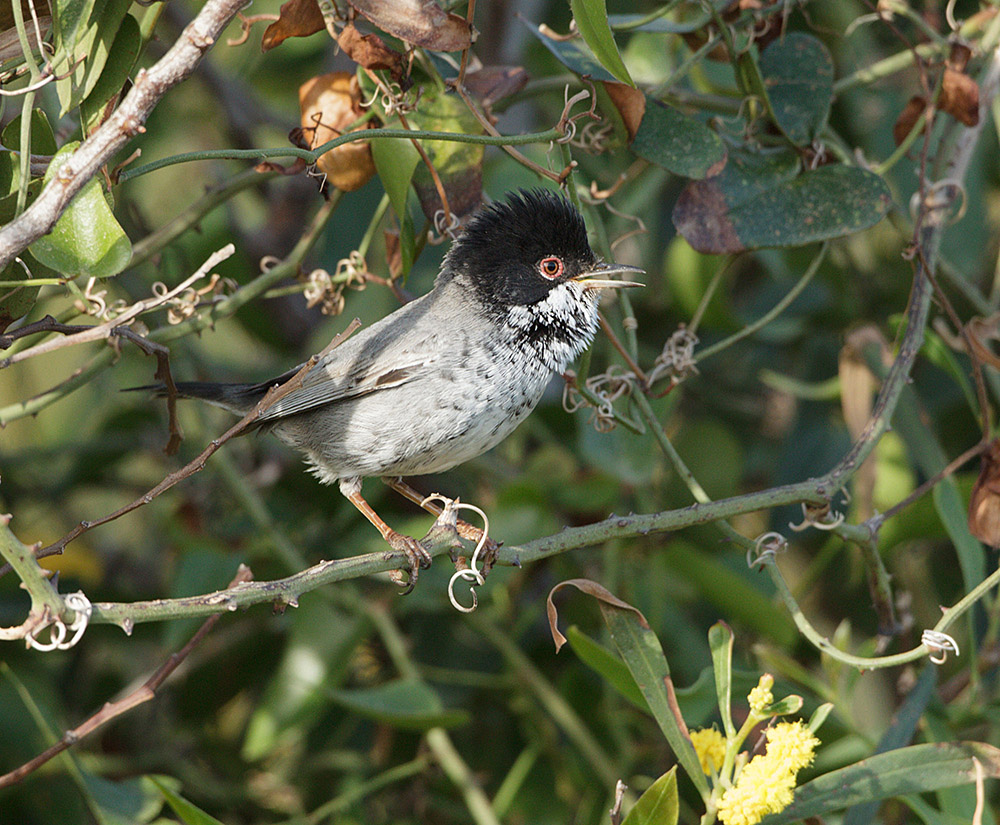
Кіпрська кропив'янка (Sylvia melanothorax)
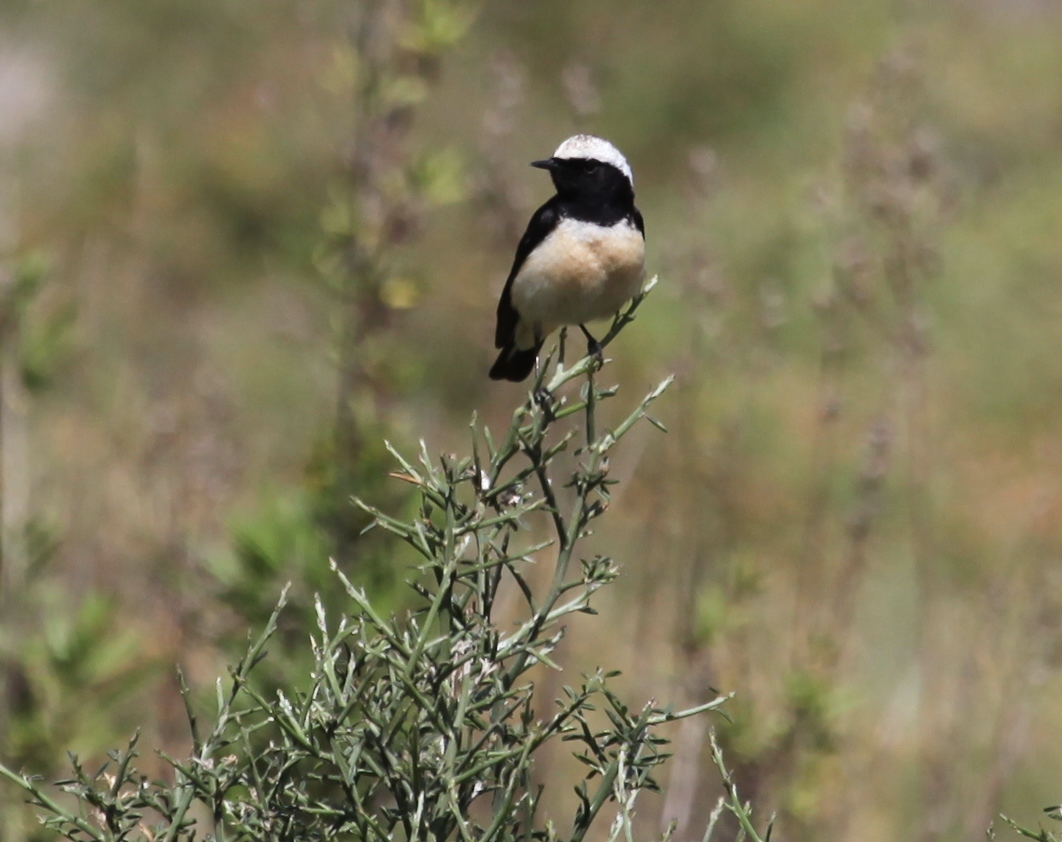
Кіпрська кам'янка (Oenanthe cypriaca)
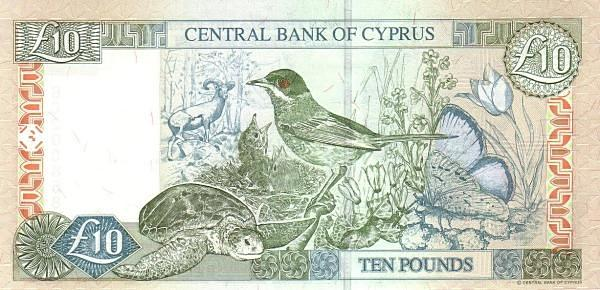
Реверс банкноти у 10 кіпрських фунтів
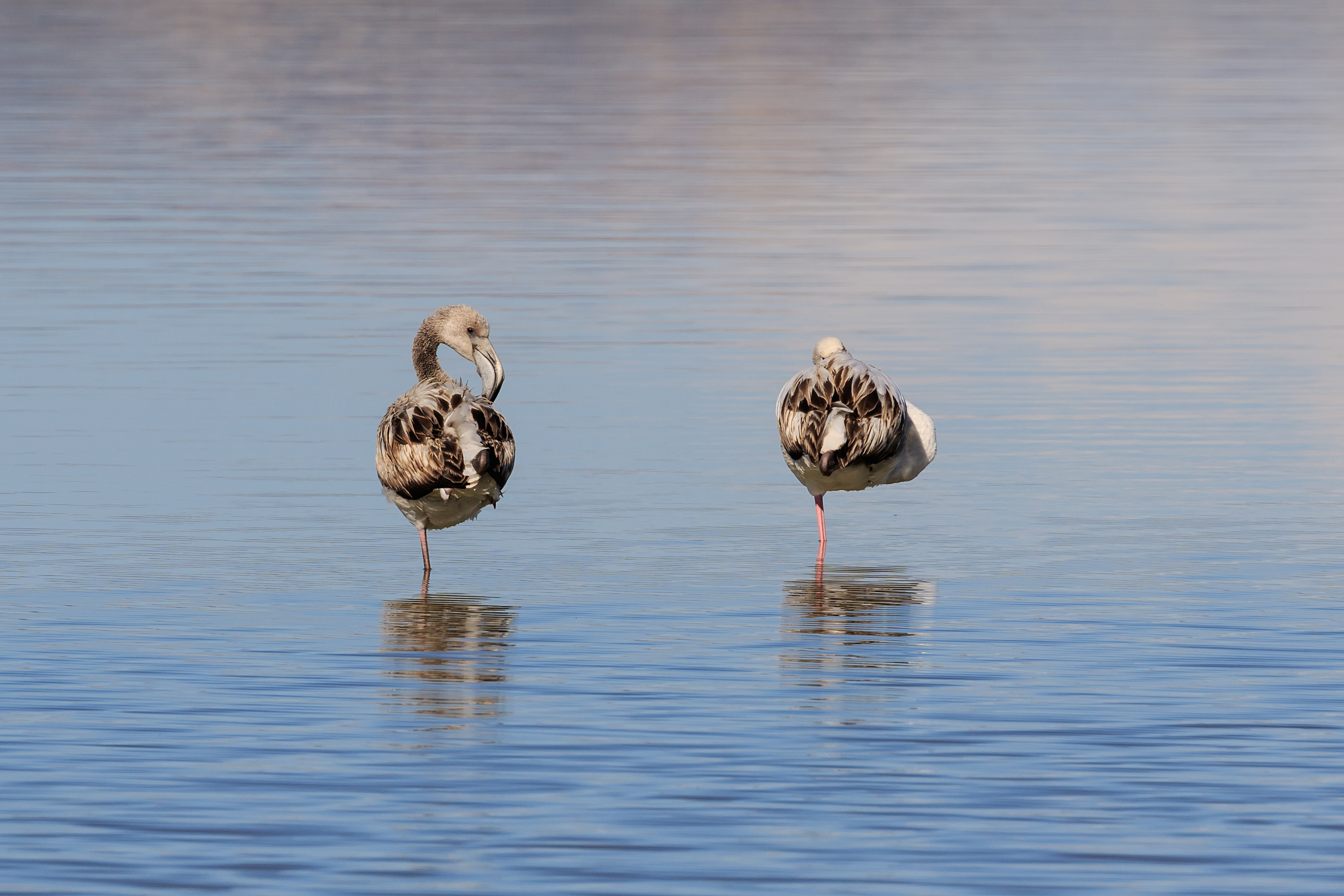
Рожевий фламінго на соляному озері Ларнака
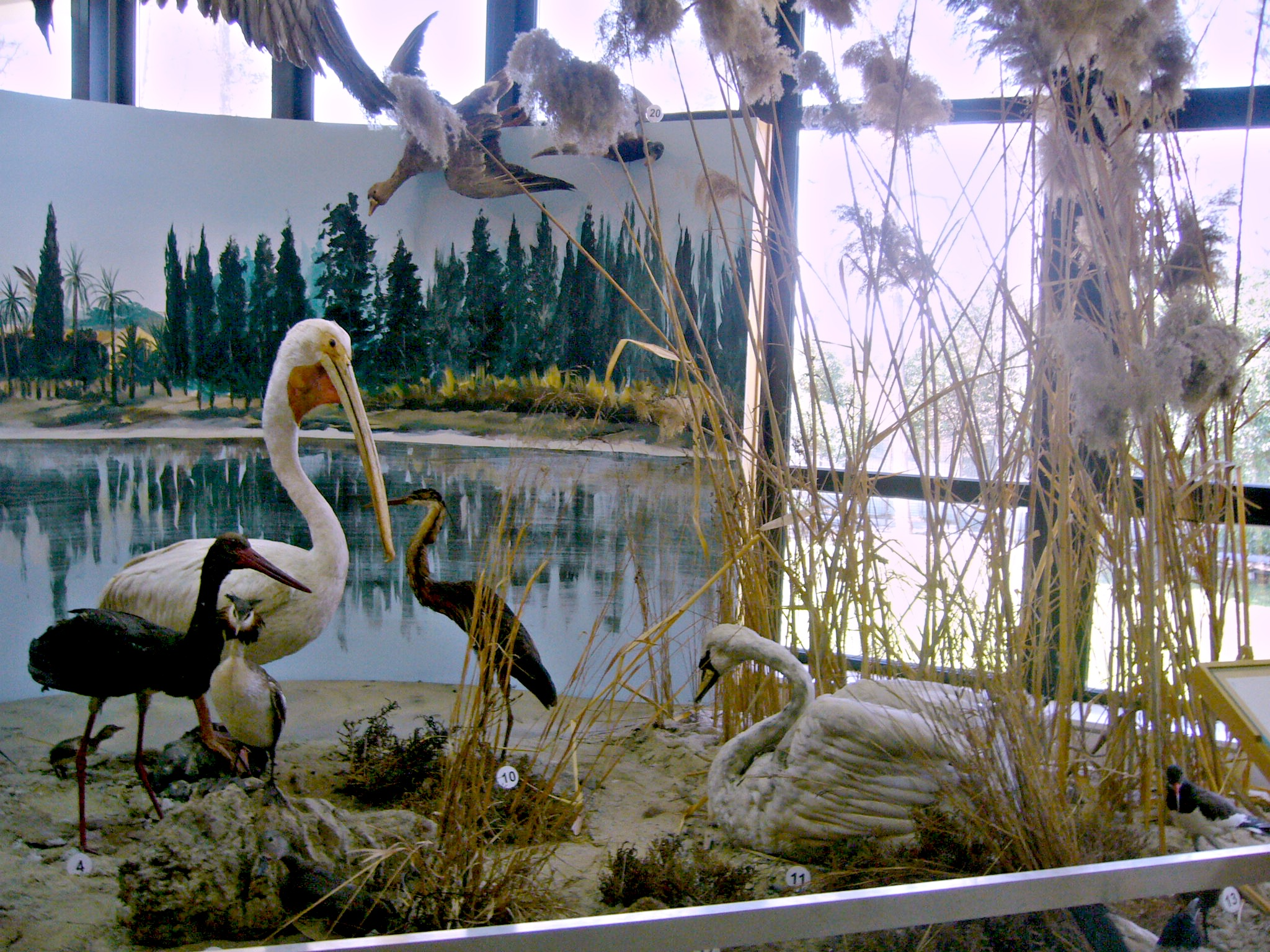
Водні птахи, Музей природи Нікосії

Ендеміками острова є кропив'янка кіпрська (Sylvia melanothorax) і кам'янка кіпрська (Oenanthe cypriaca). Кіпрська кропив'янка була зображена на звороті банкноти у 10 кіпрських фунтів (що ходив на острові до 2007 року) і монеті у 20 кіпрських центів. На 10-ти фунтовій банкноті були також зображені зелена черепаха, муфлон, цикламен, кіпрський тюльпан, ліндбергелла, пафоський блакитний метелик.

### Рептилії та амфібії
На прогрітих сонцем каміннях руїн античних і середньовічних міст водиться велика кількість плазунів: ящірок, змій, хамелеонів. 2 види морських черепах, зелена (Chelonia mydas) і каретта (Caretta caretta) відкладають свої яйця на піщаних пляжах острова, знаходяться під захистом закону. Сухопутні черепахи представлені Mauremys rivulata, колишній підвид каспійської черепахи (Mauremys caspica). Ящірки Кіпру представлені 11 видами: гекон середземноморський (Mediodactilus kotschyi fitzingeri) і турецький напівпалий (Hemidactylus turcicus turcicus), агама-стеліон (Laudakia stellio cypriaca), аблефар будака (Ablepharus budaki), європейський (Chalcides ocellatus) і звичайний довгоногий сцинки (Eumesces schneiderii), мабуя перев'язана (Trachylepis vittata), гребниста ящірка шрейбера (Acanthodactylus schreiberi schreiberi), змієголовка красива (Ophisops elegans schlueteri), хамелеон звичайний (Chamaeleo chamaeleon recticrista), троодоська ящірка (Phoenicolacerta troodica). Змії Кіпру представлені 11 видами:
- отруйні: звичайна ящіркова змія (Malpolon monspessulanus insignitus), гюрза (Macrovipera lebetina lebetina), котяча змія (Telescopus fallax cyprianus).
- неотруйні: ейреніс левантійський (Eirenis levantinus), полоз-гієрофіс кіпрський (Hierophis cypriensis), сліпун червоподібний (Typhlops vermicularis), вуж звичайний (Natrix natrix) і водяний (Natrix tesellata), полоз оливковий (Coluber najadum), свинцевий (Coluber nummifer) і великий (Dolicophis jugularis cypriacus).

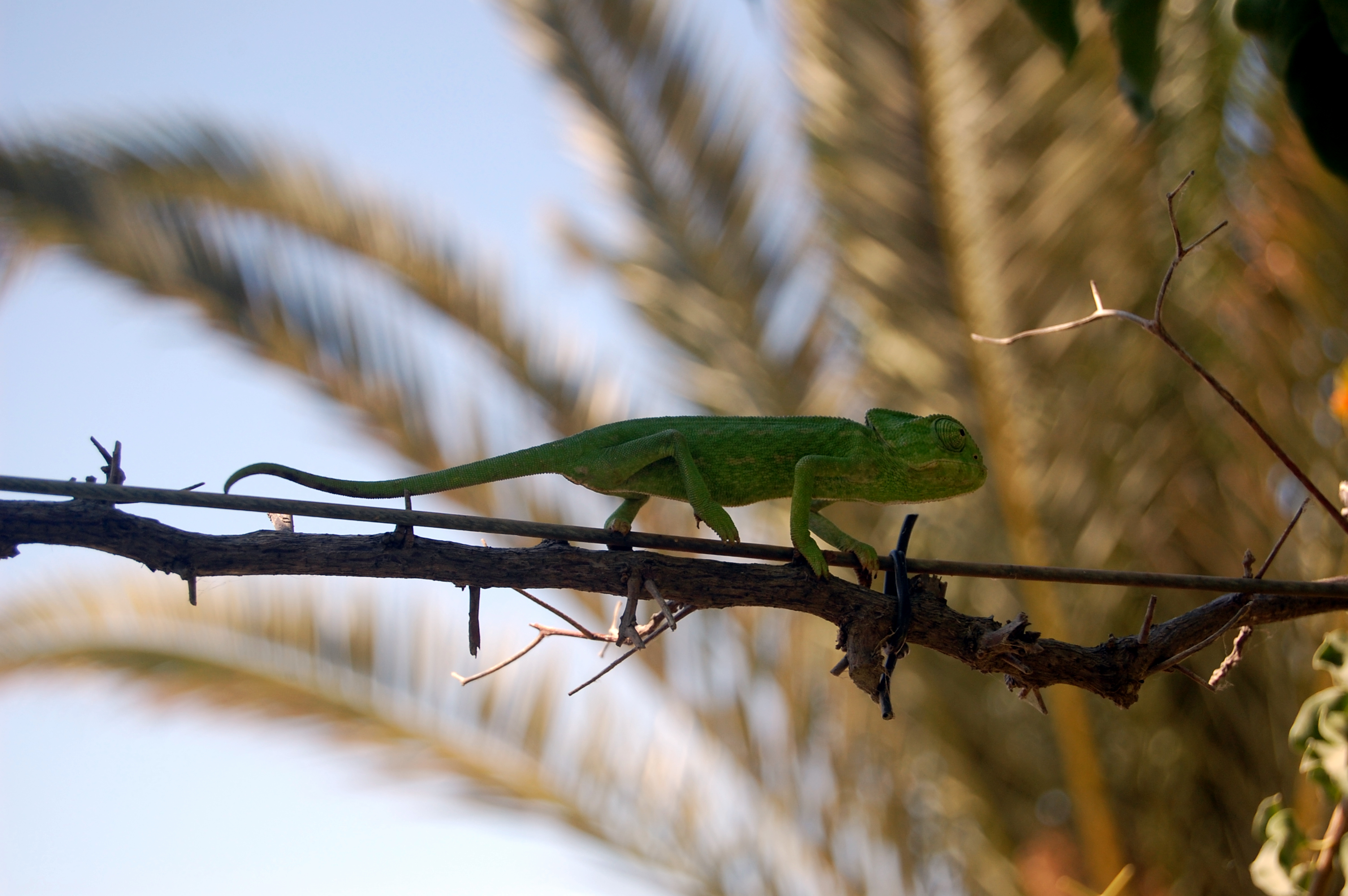
Хамелеон звичайний (Chamaeleo chamaeleon)
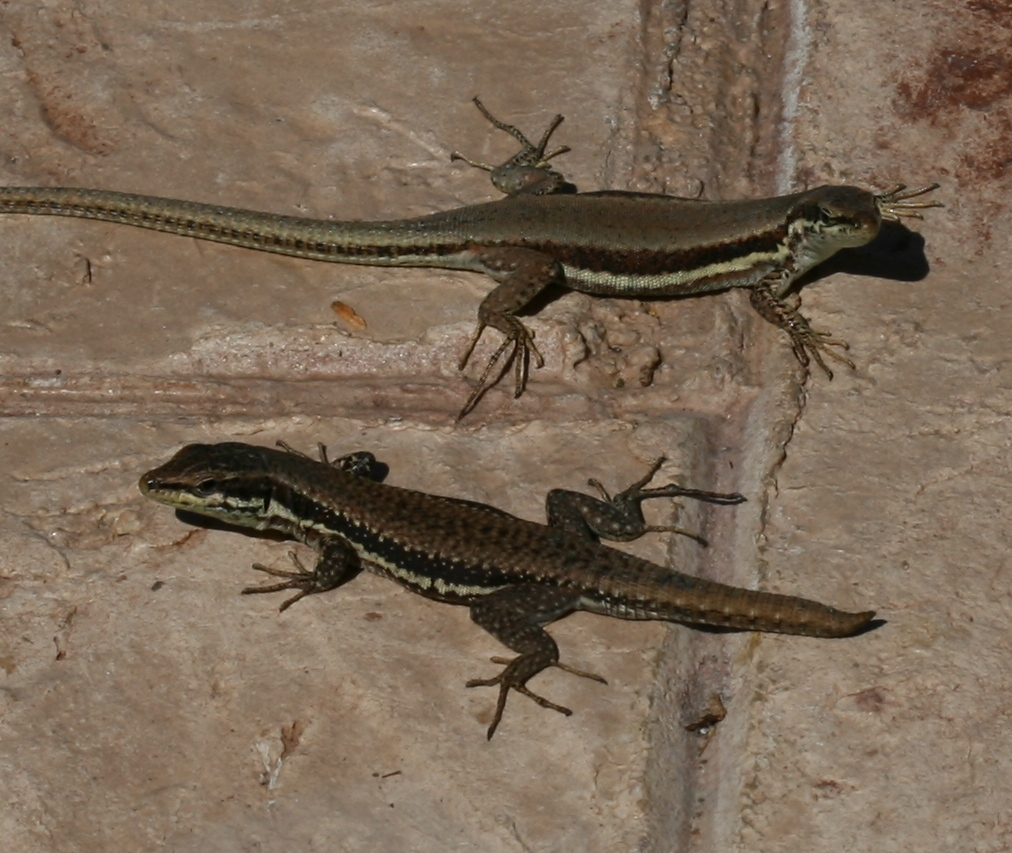
Троодоські ящірки (Phoenicolacerta troodica)
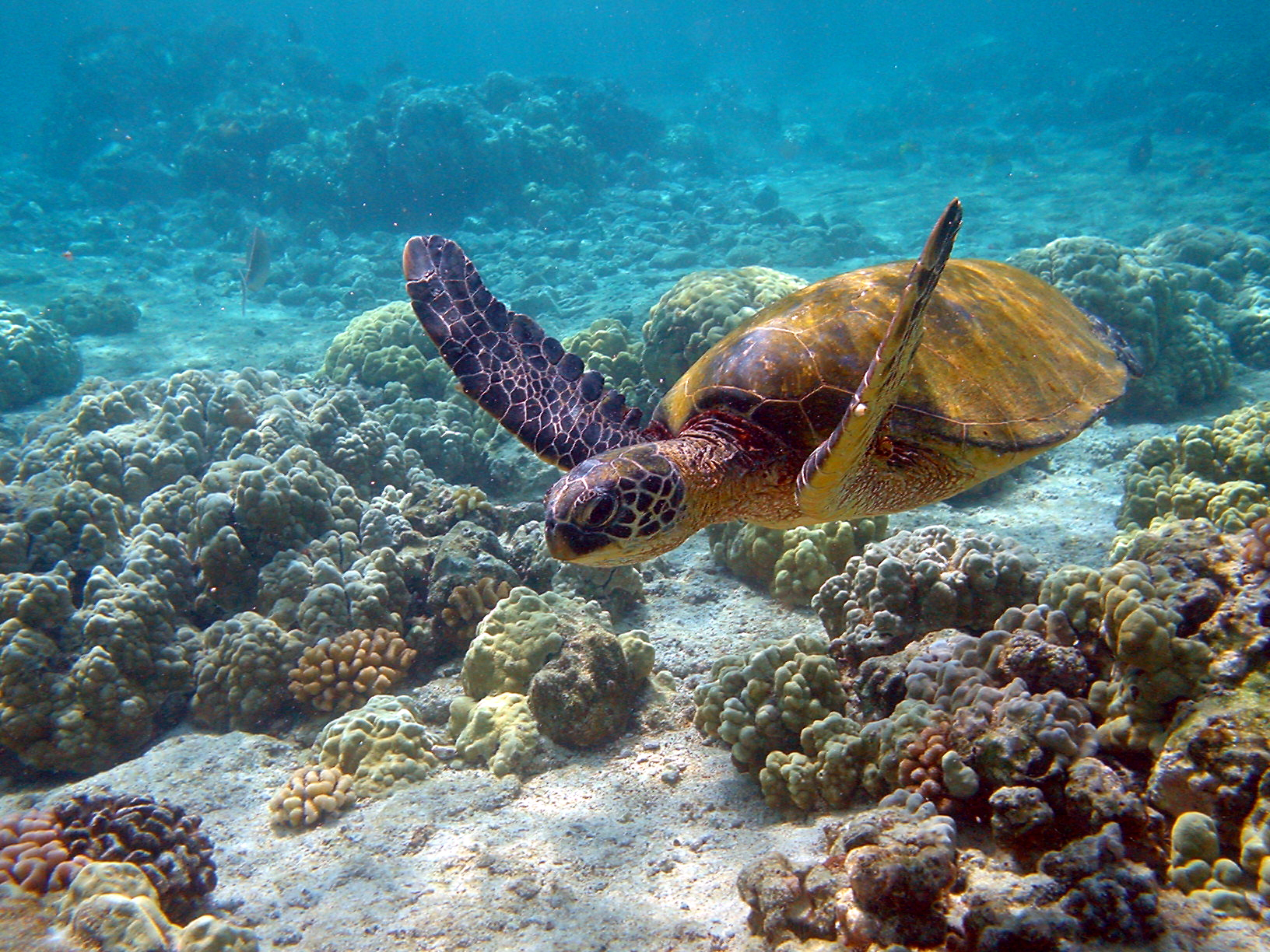
Зелена черепаха (Chelonia mydas)
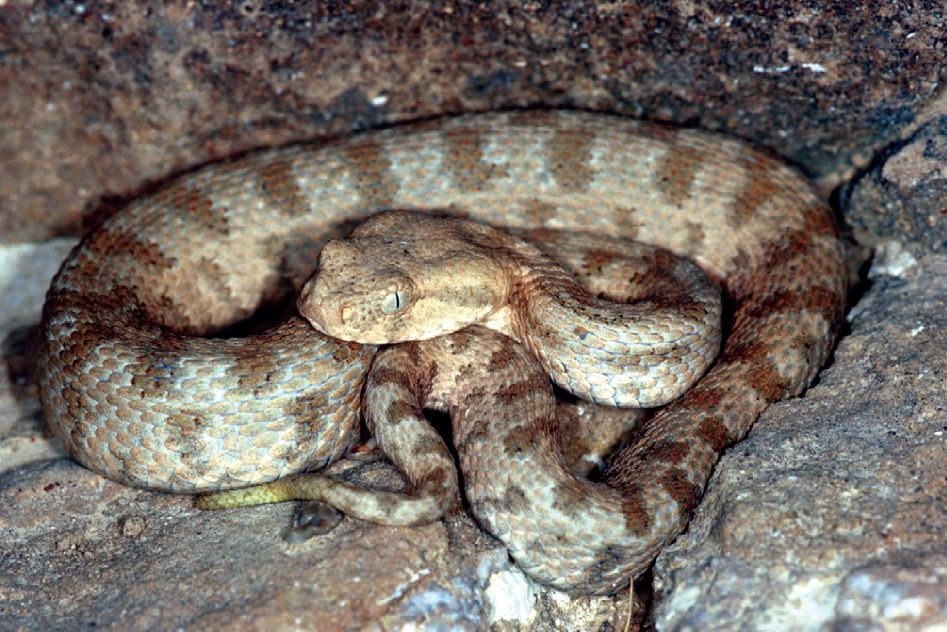
Гюрза (Macrovipera lebetina)
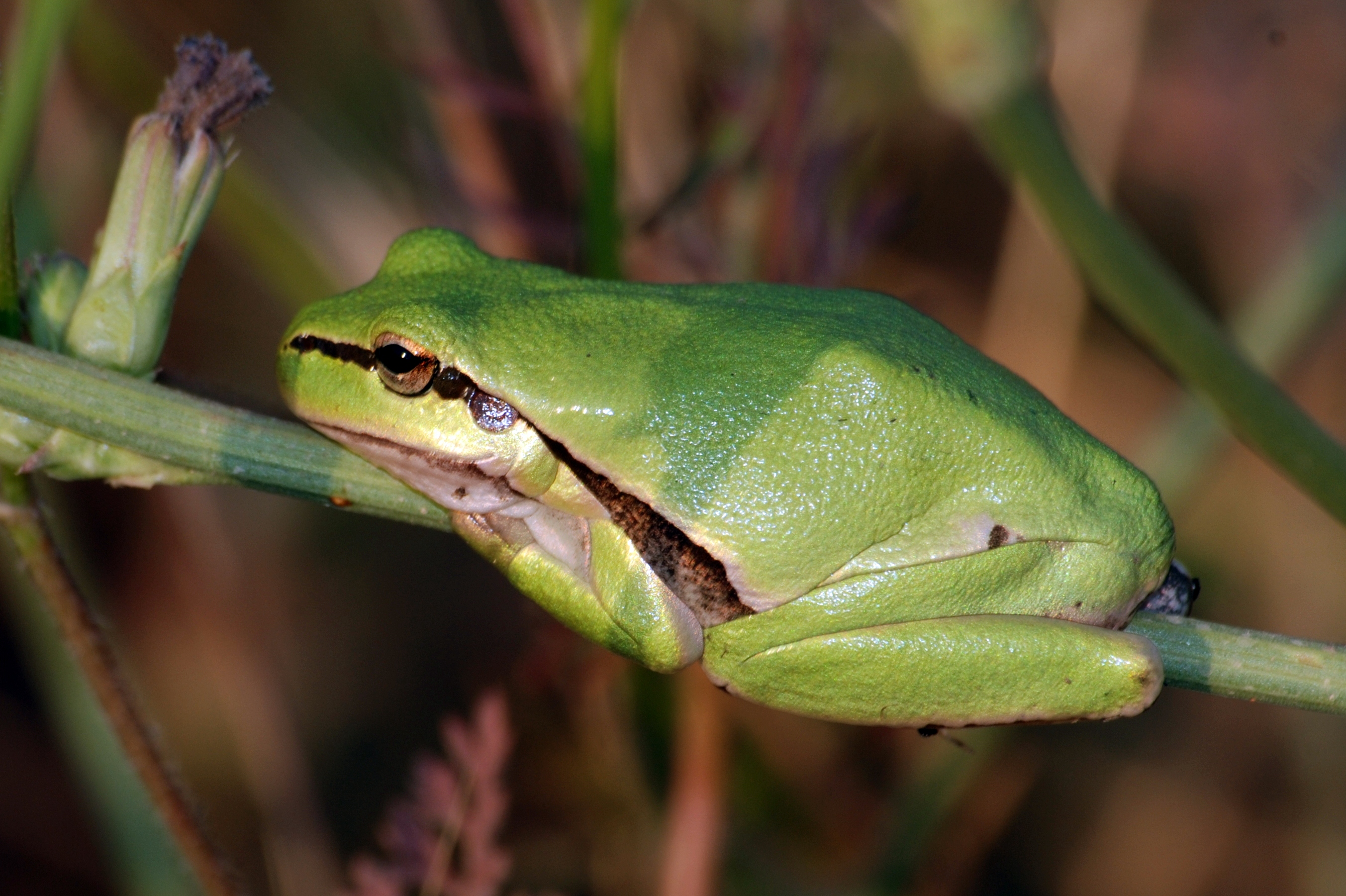
Райка Савін'ї (Hyla savignyi)

Ендеміками острова, окрім кіпрських підвидів, є троодоська ящірка, полоз-гієрофіс кіпрський і зелена жаба кіпрська (Pelophylax cypriensis).

### Іхтіофауна
Риби прісних водоймищ належать до середземноморської підобласті голарктичної іхтіогеографічної області. У прісних водоймах з представників прохідних риб — форель (Salmo). У навколишніх морських водах з осетрових зустрічається осетер європейський (Acipenser sturio). У водах навколо острова водиться багато риби, ведеться промисел морських губок. Донна фауна навколишніх вод острова Кіпр у зоогеографічному відношенні належить до Лузітано-середземноморської фауни Східно-Атлантичної області. Абісальна фауна глибоководних западин — Східно-Атлантичної провінції Атлантичної підобласті глибинних вод Атлантичного океану.

### Ентомофауна
З жуків зустрічається красотіл пахучий (Calosoma sycophanta).

## Охорона природи
Національні парки Кіпру:
- Національний парк Троодос займає площу 9,337 га лісових масивів у горах Троодос. Заснований у 1992 році. Під захистом ліси, флора (700 видів), джерела багатьох річок. Монастир Кіккос.
- Національний парк «Мис Греко» займає 390 га лісових масивів і узбережжя на мисі Греко між Айя-Напою і Паралімні. Флора налічує 300 видів, 11 з яких ендемічні. Багато перелітних птахів.
- Аталасса. Національний парк у межах східної частини Нікосії. Площа 840 га. Зведено греблю, утворено водосховище. Улюблене місце відпочинку містян.
- Національний парк Півострів Акамас. Найбільше скупчення ендемічних рослин на острові. Зустрічається 168 видів птахів, 12 видів ссавців, 20 видів рептилій. На узбережжі черепахи відкладають яйця, з'являються тюлені. Багато цікавих геологічних пам'яток природи.
- Національний парк Петра-ту-Роміу. Скеля поблизу узбережжя з якою, за Гесіодом, пов'язують народження Афродіти.
- Національний парк Півострів Карпас. Більша частина півострова Карпас з піщаними пляжами на схід від містечка Різокарпассо (ліси Халаста, Апостолос-Андреас). Флора парку налічує більше 1600 видів рослин, 22 з яких ендемічні. Тут можна зустріти 350 видів різноманітних птахів, 7 з яких ендемічні для острова.

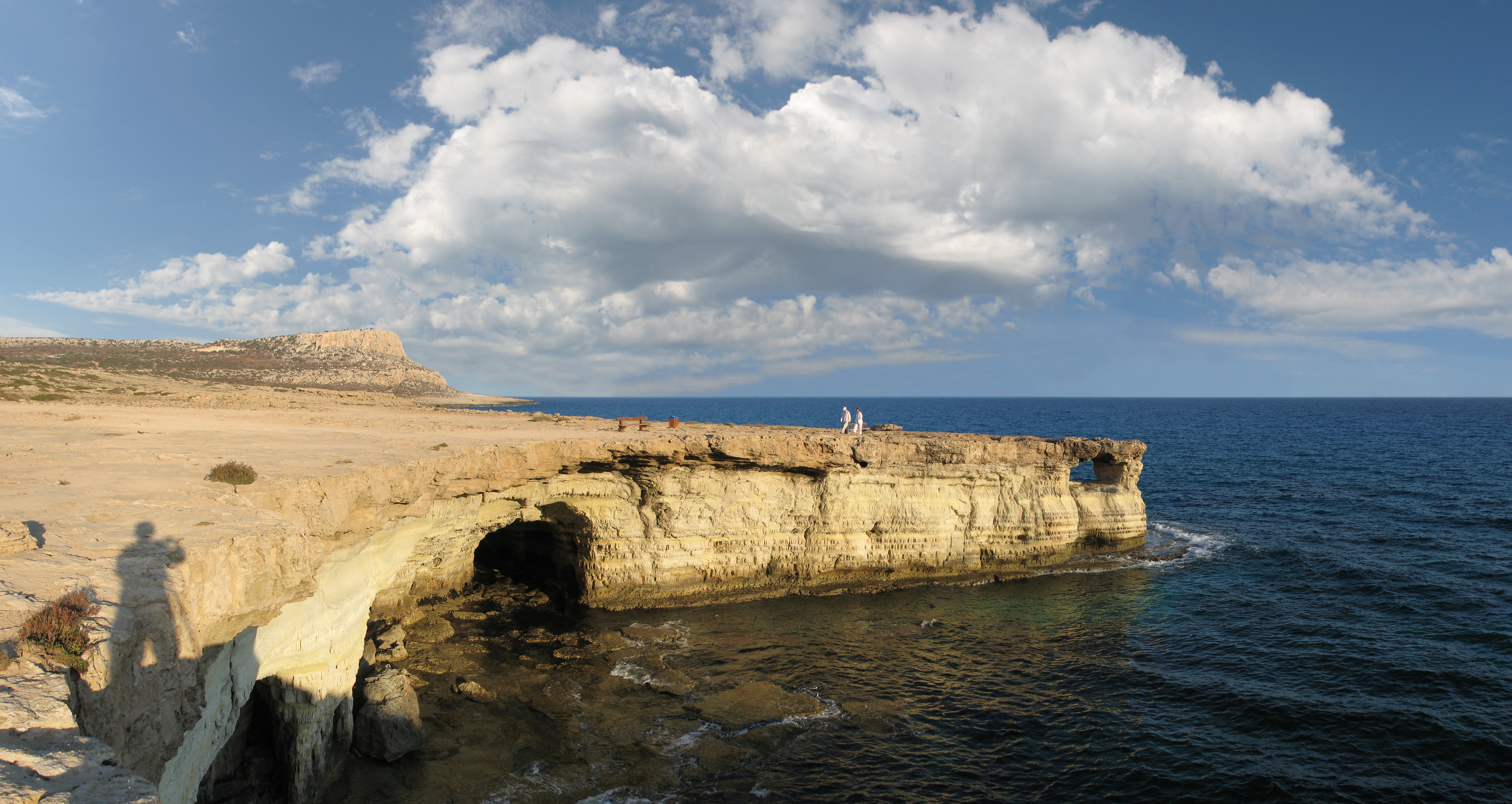
Національний парк «Мис Греко»
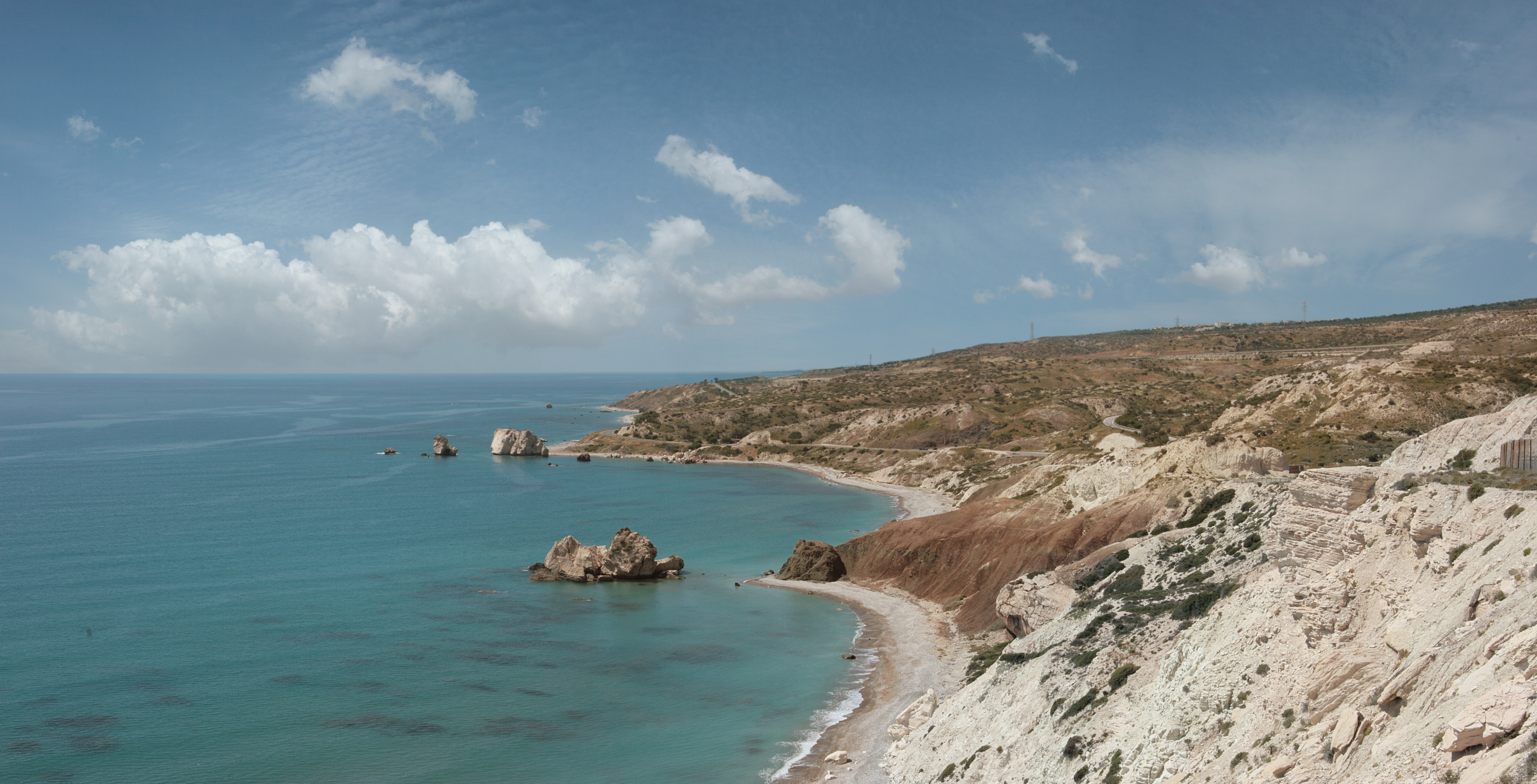
Скеля Афродіти (вдалині)
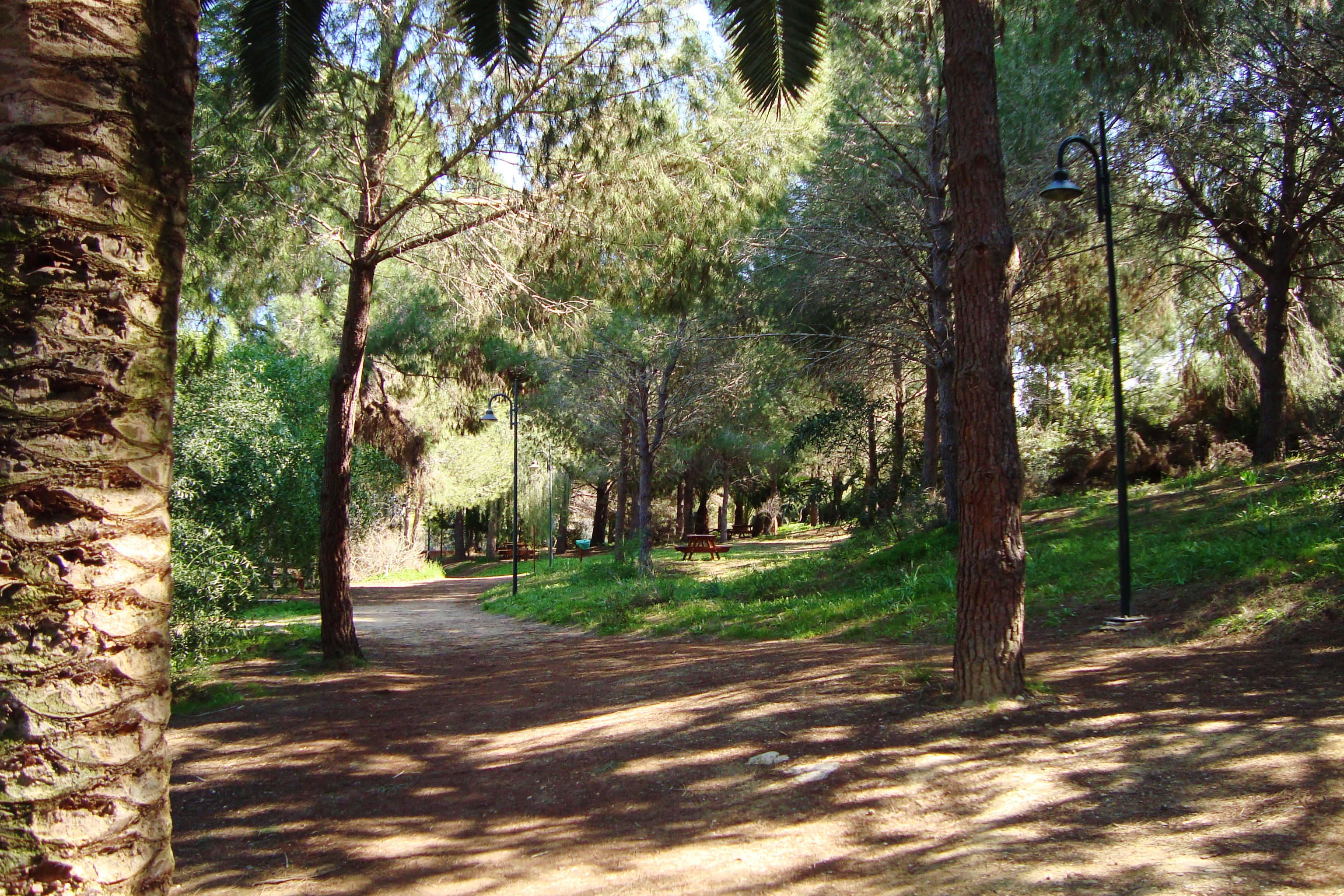
Міський парк Аталасса

Заповідники Кіпру: Айос-Меркуріос, Кіонія, Кіпаріссія, Мадарі, Долина Ставроса, Трипілос, пляж Глапсідес, Коуклія, Гьоніелі, Маврі Креммі. Морські заповідники: Лара — Токефтра, пляж Лімні.
Під протекцією Рамсарської конвенції з водно-болотних угідь на Кіпрі знаходяться 2 соляних озера, Ларнакське і Лімасольське, що є улюбленим місцем мігруючих птахів (рожевий фламінго).
Кіпр є учасником ряду міжнародних угод з охорони навколишнього середовища:
- Конвенції про транскордонне забруднення повітря (CLRTAP),
- Конвенції про біологічне різноманіття (CBD),
- Рамкової конвенції ООН про зміну клімату (UNFCCC),
- Кіотського протоколу до Рамкової конвенції,
- Конвенції ООН про боротьбу з опустелюванням (UNCCD),
- Конвенції про міжнародну торгівлю видами дикої фауни і флори, що перебувають під загрозою зникнення (CITES),
- Конвенції про заборону військового впливу на природне середовище (ENMOD),
- Базельської конвенції протидії транскордонному переміщенню небезпечних відходів,
- Конвенції з міжнародного морського права,
- Лондонської конвенції про запобігання забрудненню моря скиданням відходів,
- Монреальського протоколу з охорони озонового шару,
- Міжнародної конвенції запобігання забрудненню з суден (MARPOL),
- Рамсарської конвенції із захисту водно-болотних угідь[26].

## Стихійні лиха та екологічні проблеми
На території країни спостерігаються небезпечні природні явища і стихійні лиха: землетруси; посухи.
Серед екологічних проблем варто відзначити:
- проблема ресурсів прісної води на потреби сільського господарства, комунального водопостачання. Відсутність природних резервуарів, недостатній обсяг штучних водоймищ, поганий менеджмент водозбереження і розподілення, засолення ґрунтових вод на півночі. Причиною нестачі водних ресурсів стало зведення лісів на схилах гір, що затримували дощову вологу, рівномірно віддаючи її впродовж року гірським річкам і струмкам[10]. З;
- забруднення вод побутовими і промисловими стоками;
- деградація узбереж;
- зменшення біорізноманіття, втрата місць проживання диких тварин внаслідок урбанізації.

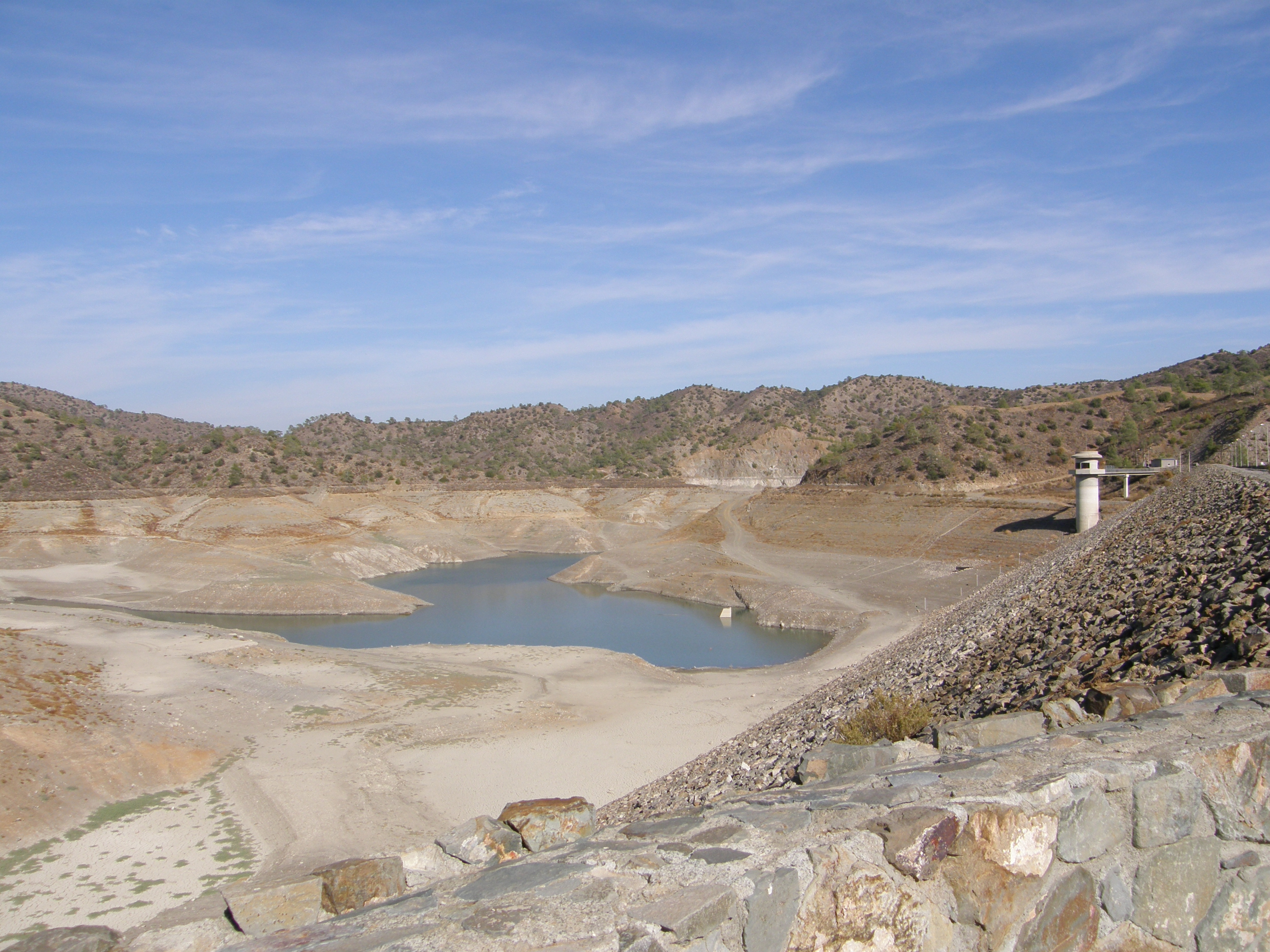
Висохле водосховище Діфотамос
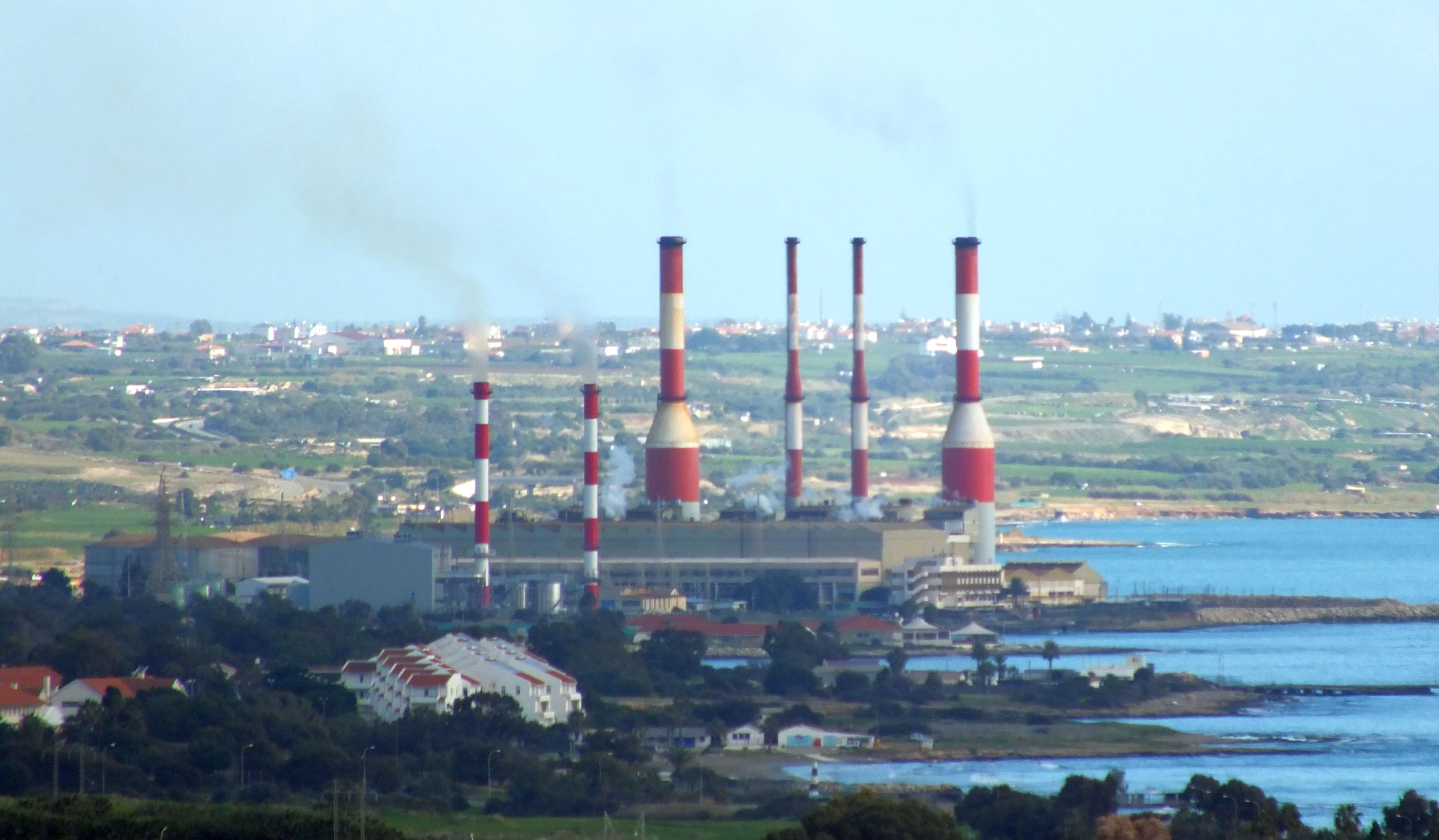
ТЕС в Декелії працює на мазуті
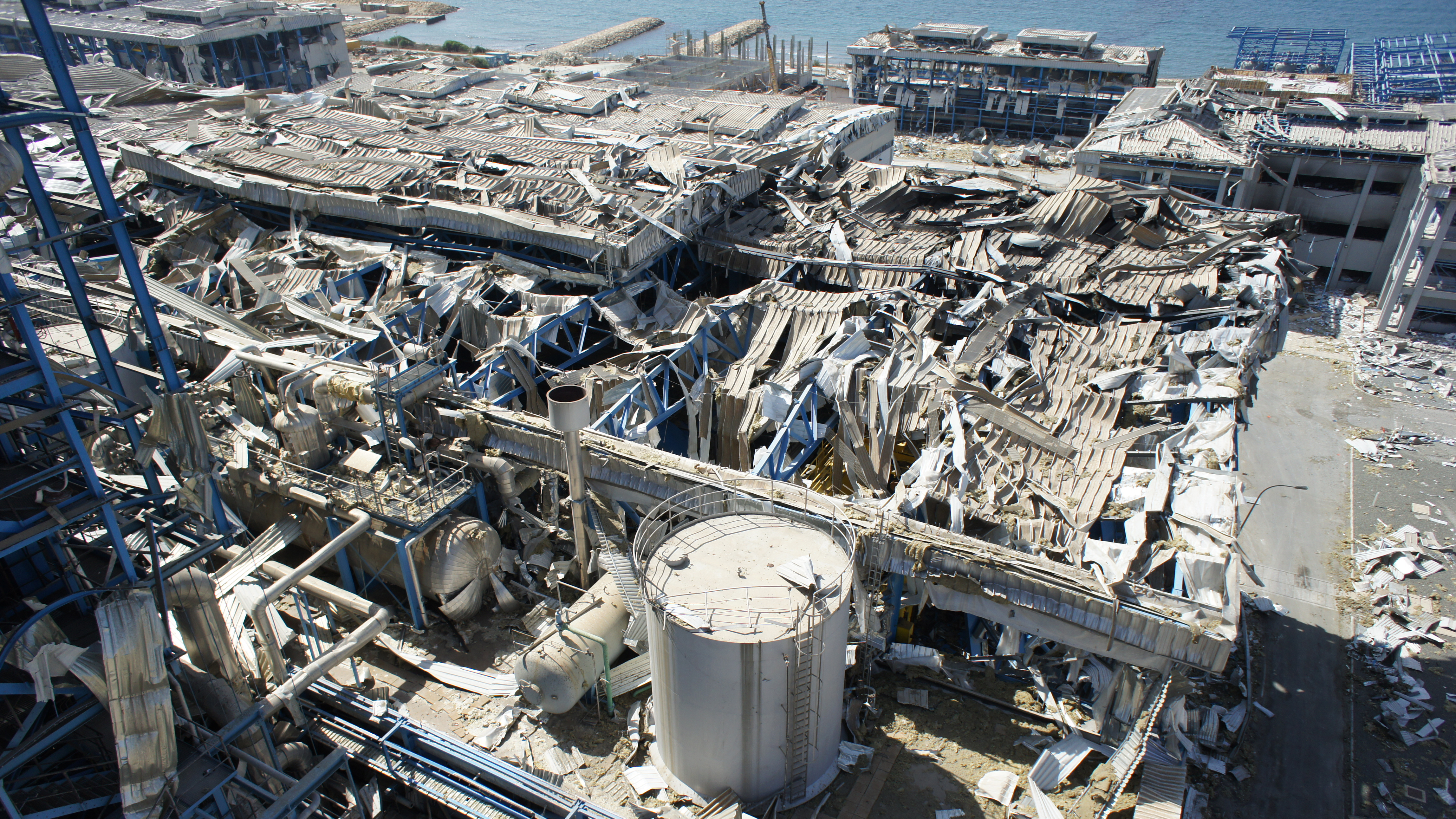
Наслідки вибуху на базі Євангелос Флоракіс

Важливою проблемою для острова залишається потреба в прісній воді вступом Кіпру в 2004 році до Євросоюзу влада стала більш прискіпливо ставитись до виконання європейських норм з охорони довкілля, розроблено ряд програм з підтримання сталого розвитку на острові. Значні прибутки від міжнародного туризму змушують владу підтримувати чистоту узбережжя, за що острів від ЮНЕСКО щорічно отримує зелений прапор. Влада Кіпру робить зусилля з переходу на екологічно чисті відновлювані джерела енергії. Перша вітрова електростанція (41 вітряк загальною потужністю 80 МВт) на зміну тепловим була збудована в Орітес за 30 км від Пафоса. Проте значні проблеми залишаються на північній окупованій території. Влада ТРПК не займається очищенням стічних води (500 м³/день) і переробкою твердих відходів (відсутні полігони з утилізації побутового сміття), не регулює масштабну забудову зелених зон і узбережжя. Значна мілітаризація невеличкого острова (кіпрські, турецькі, британські, сили ООН) несе в собі великі потенційні ризики. 11 липня 2011 року на військово-морській базі Евангелос Флоракіс (англ. Ευάγγελος Φλωράκης) стався вибух боєприпасів, внаслідок чого 13 людей загинуло (у тому числі очільник ВМФ Кіпру Андреас Іоанідес).

## Фізико-географічне районування
Фізико-географічно територія острова Кіпр лежить на межі областей Тавр (південна частина Туреччини) і Левант азійського Середзем'я. Територію Кіпру можна розділити на 4 райони, що відрізняються один від одного рельєфом, кліматом, рослинним покривом і господарюванням місцевого населення:
- Месаорія. Найбільший регіон країни, долини і узвишшя між горами Троодос і Кіренія. Посушливий клімат. Вирощування зернових.
- Південне узбережжя. Вузька прибережна смуга на півдні й південному сході острова з родючими ґрунтами. Інтенсивне сільське господарство. Значна урбанізація: Фамагуста, Лімасол.
- Троодос. Гірський район на південному заході країни, схили якого вкриті лісами, а передгір'я заростями маквісу. Клімат найбільш прохолодний і вологий. Гірничо-видобувна промисловість, виноградники, курорти.
- Північні гори. Кіренія і Карпас. Вузька смуга невисоких вапнякових водопроникних гір, що відділяють долину Мезаорія від північного узбережжя. Розвинений карст. Нестача водних ресурсів. Виноградники.

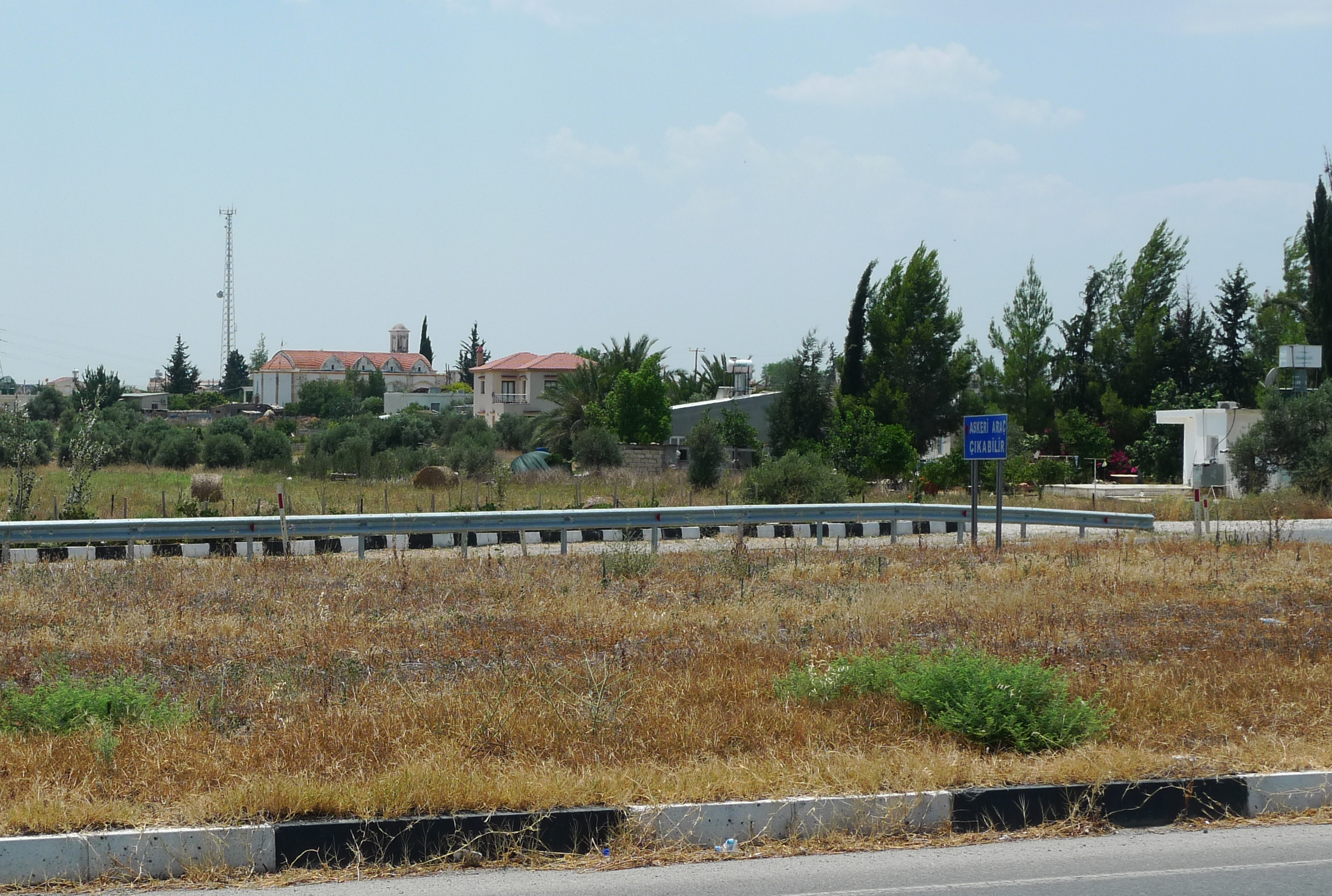
Освоєні ландшафти Мезаорії
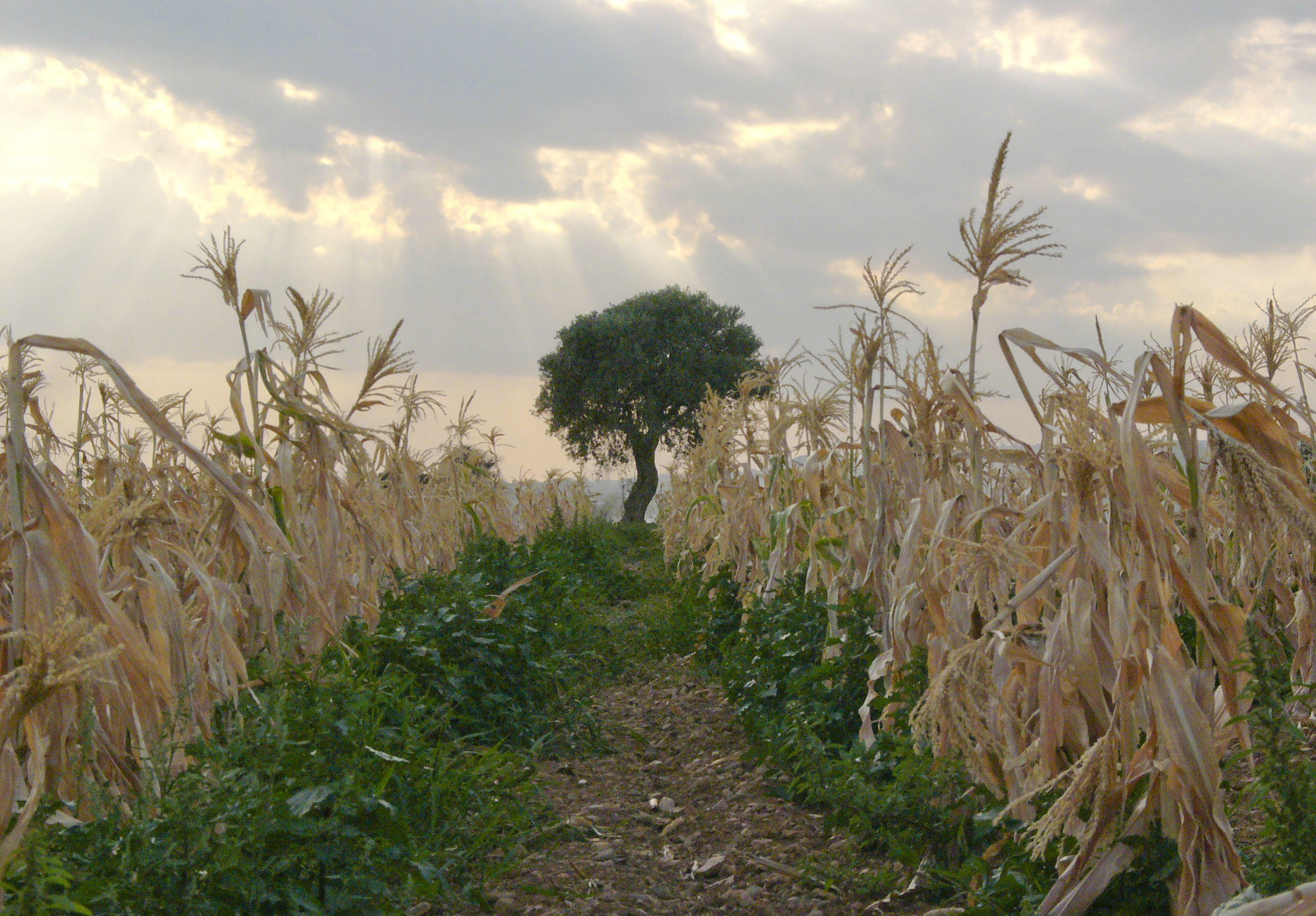
Кукурудзяні поля Мезаорії
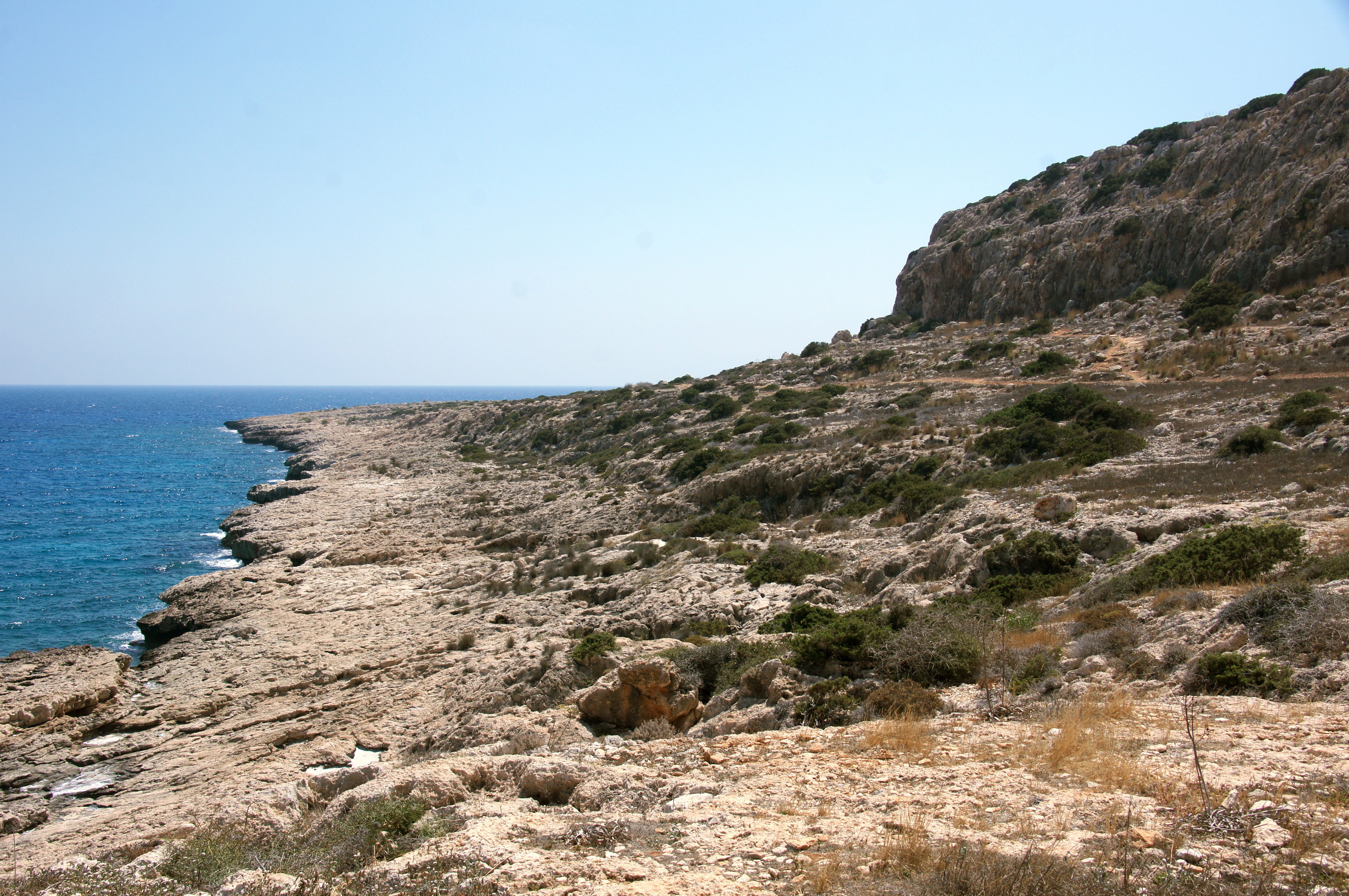
Південне узбережжя
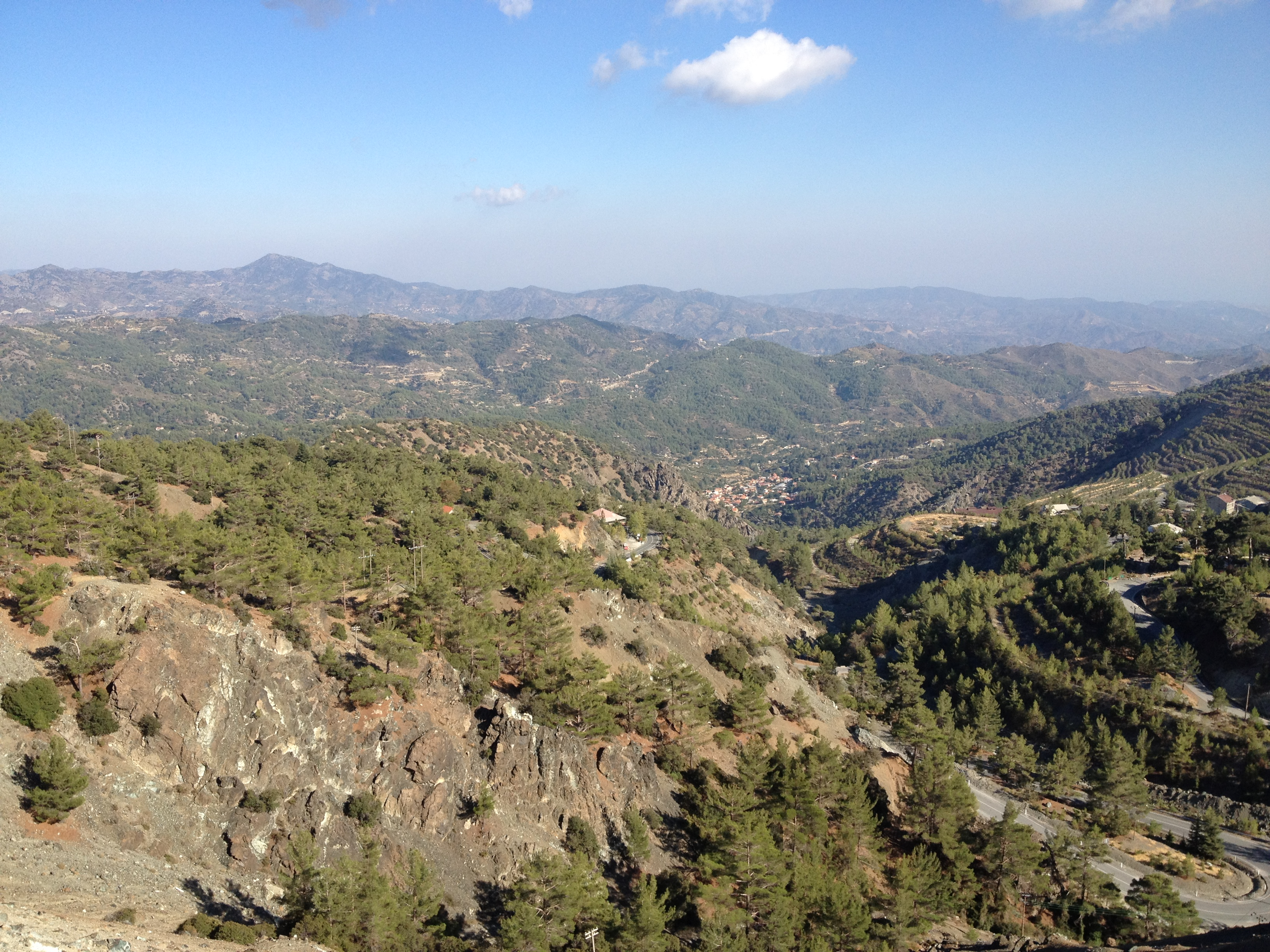
Ландшафти Троодосу
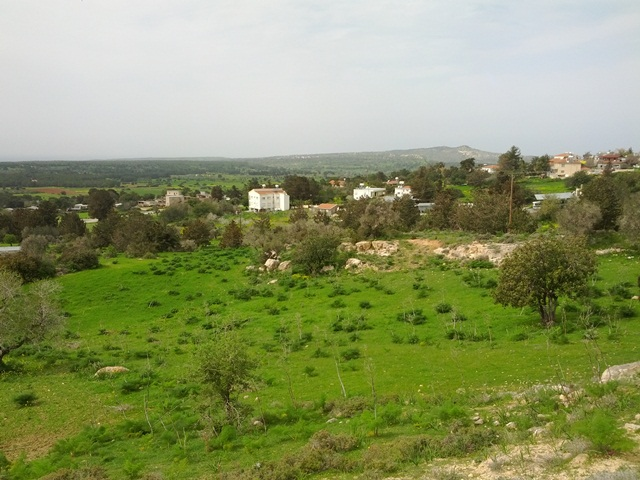
Південні схили хребта Кіренія

### Українською
- Атлас світу / голов. ред. І. С. Руденко ; зав. ред. В. В. Радченко ; відп. ред. О. В. Вакуленко. — К. : ДНВП «Картографія», 2005. — 336 с. — ISBN 9666315467.
- Атлас. 7 клас. Географія материків і океанів / Укладачі О. Я. Скуратович, Н. І. Чанцева. — К. : ДНВП «Картографія», 2014.
- Бєлозоров С. Т. Географія материків. — К. : Вища школа, 1971. — 371 с.
- Барановська О. В. Фізична географія материків і океанів : навч. посіб. для студентів ВНЗ : [у 2 ч.]. — Н. : Ніжинський державний університет ім. Миколи Гоголя, 2013. — 306 с. — ISBN 978-617-527-106-3.
- Гайко Г. І., Білецький В. С. Історія гірництва: Підручник. — К.-Алчевськ : Видавничий дім «Києво-Могилянська академія», видавництво «ЛАДО» ДонДТУ, 2013. — 542 с. — ISBN 9789665186168.
- Кіпр // Гірничий енциклопедичний словник : [у 3-х тт.] / за ред. В. С. Білецького. — Д. : Східний видавничий дім, 2004. — Т. 3. — 752 с. — ISBN 966-7804-78-X.
- Дубович І. А. Країнознавчий словник-довідник. — 5-те вид., перероб. і доп. — К. : Знання, 2008. — 839 с. — ISBN 978-966-346-330-8.
- Економічна і соціальна географія країн світу. Навчальний посібник / За ред. Кузика С. П. — Л. : Світ, 2002. — 672 с. — ISBN 966-603-178-7.
- Панасенко Б. Д. Фізична географія материків : навч. посіб. : в 2 ч. — В. : ЕкоБізнесЦентр, 1999. — 200 с.
- Фізична географія материків та океанів : підруч. для студ. вищ. навч. закл. : у 2 т / за ред. П. Г. Шищенка. — К. : Видавництво Київ. нац. ун-т ім. Т. Шевченка, 2009. — Т. 1. : Азія. — 643 с. — ISBN 978-966-439-257-7.
- Юрківський В. М. Регіональна економічна і соціальна географія. Зарубіжні країни: Підручник. — 2-ге. — К. : Либідь, 2001. — 416 с. — ISBN 966-06-0092-5.

### Англійською
- (англ.) Graham Bateman. The Encyclopedia of World Geography. — Andromeda, 2002. — 288 с. — ISBN 1871869587.
- (англ.) Clements, James F. Birds of the World: a Checklist. — Cornell University Press, 2000. — 880 с. — ISBN 0934797161.
- (англ.) Mangoian L. and Mangoian Haig A. The Island of Cyprus. An illustrated guide and handbook. — Nicosia, 1947.

### Російською
- (рос.) Авакян А. Б., Салтанкин В. П., Шарапов В. А. Водохранилища. — М. : Мысль, 1987. — 326 с. — (Природа мира)
- (рос.) Алисов Б. П., Берлин И. А., Михель В. М. Курс климатологии [в 3-х тт.] / под. ред. Е. С. Рубинштейна. — Л. : Гидрометиздат, 1954. — Т. 3. Климаты земного шара. — 320 с.
- (рос.) Апродов В. А. Зоны землетрясений. — М. : Мысль, 2010. — 462 с. — (Природа мира) — ISBN 978-5-244-01122-7.
- (рос.) Букштынов А. Д., Грошев Б. И., Крылов Г. В. Леса. — М. : Мысль, 1981. — 316 с. — (Природа мира)
- (рос.) Власова Т. В. Физическая география материков. С прилегающими частями океанов. Евразия, Северная Америка. — 4-е, перераб. — М. : Просвещение, 1986. — 417 с.
- (рос.) Ганц Ф. Кипр: Путеводитель. — М., 1994.
- (рос.) Гвоздецкий Н. А. Карст. — М. : Мысль, 1981. — 214 с. — (Природа мира)
- (рос.) Гвоздецкий Н. А., Голубчиков Ю. Н. Горы. — М. : Мысль, 1987. — 400 с. — (Природа мира)
- (рос.) Географический энциклопедический словарь: географические названия / под. ред. А. Ф. Трёшникова. — 2-е изд., доп. — М. : Советская энциклопедия, 1989. — 585 с. — ISBN 5-85270-057-6.
- (рос.) География / под ред. проф. А. П. Горкина. — М. : Росмэн-Пресс, 2006. — 624 с. — (Современная иллюстрированная энциклопедия) — ISBN 5-353-02443-5.
- (рос.) Исаченко А. Г., Шляпников А. А. Ландшафты. — М. : Мысль, 1989. — 504 с. — (Природа мира) — ISBN 5-244-00177-9.
- (рос.) Каплин П. А., Леонтьев О. К., Лукьянова С. А., Никифоров Л. Г. Берега. — М. : Мысль, 1991. — 480 с. — (Природа мира) — ISBN 5-244-00449-2.
- (рос.) Словарь современных географических названий / под общей редакцией акад. В. М. Котлякова. — Екатеринбург : У-Фактория, 2006.
- (рос.) Литвин В. М., Лымарев В. И. Острова. — М. : Мысль, 2010. — 288 с. — (Природа мира) — ISBN 978-5-244-01129-6.
- (рос.) Лобова Е. В., Хабаров А. В. Почвы. — М. : Мысль, 1983. — 304 с. — (Природа мира)
- (рос.) Максаковский В. П. Географическая картина мира. Книга I: Общая характеристика мира. — М. : Дрофа, 2008. — 495 с. — ISBN 978-5-358-05275-8.
- (рос.) Максаковский В. П. Географическая картина мира. Книга II: Региональная характеристика мира. — М. : Дрофа, 2009. — 480 с. — ISBN 978-5-358-06280-1.
- (рос.) Кипр // Поспелов Е. М. Топонимический словарь. — М. : АСТ, 2005. — 229 с. — ISBN 5-17-016407-6.
- (рос.) Пфеффер П. Азия. — М. : Прогресс, 1982. — 316 с. — (Континенты, на которых мы живем)
- (рос.) Республика Кипр: Справочник. — М., 1992.
- (рос.) Уразова Е. И. Кипр // Страны и народы. Зарубежная Азия. Общий обзор. Юго-Западная Азия / Редкол. : Н. И. Прошин (отв. ред.), И. А. Дементьев и др. — М. : «Мысль», 1979. — 381 с. — (Страны и народы) — 180 тис. прим.
- (рос.) Физико-географический атлас мира. — М. : Академия наук СССР и Главное управление геодезии и картографии ГУГК СССР, 1964. — 298 с.
- (рос.) Энциклопедия стран мира / глав. ред. Н. А. Симония. — М. : НПО «Экономика» РАН, отделение общественных наук, 2004. — 1319 с. — ISBN 5-282-02318-0.
- (рос.) Географический атлас для учителей средней школы / отв. ред. Л. Н. Колосова. — М. : ГУГК при Совете министров СССР, 1982.